# Obras sobre figuras campesinas (series de Van Gogh)
Estudios de caracteres campesinos es una serie de trabajos que Vincent van Gogh realizó entre 1881 y 1885.
Van Gogh tenía un apego particular y simpatía hacia los campesinos y otras personas de la clase obrera. Apreciaba especialmente las escenas campesinas de Jean-François Millet y otros. Encontraba esos temas nobles e importantes en el desarrollo del arte moderno. Van Gogh había visto el cambio en el paisaje de los Países Bajos a medida que la industrialización invadía los entornos rústicos y la vida de los trabajadores pobres con escasas oportunidades de cambiar de labor.
Van Gogh tuvo un interés particular en crear estudios de hombres y mujeres trabajadores en los Países Bajos y Bélgica, como campesinos, tejedores, y pescadores. Formando la mayor parte del trabajo de Van Gogh durante este periodo, son parte fundamental en su desarrollo artístico.

## De fondo

### Campesinos

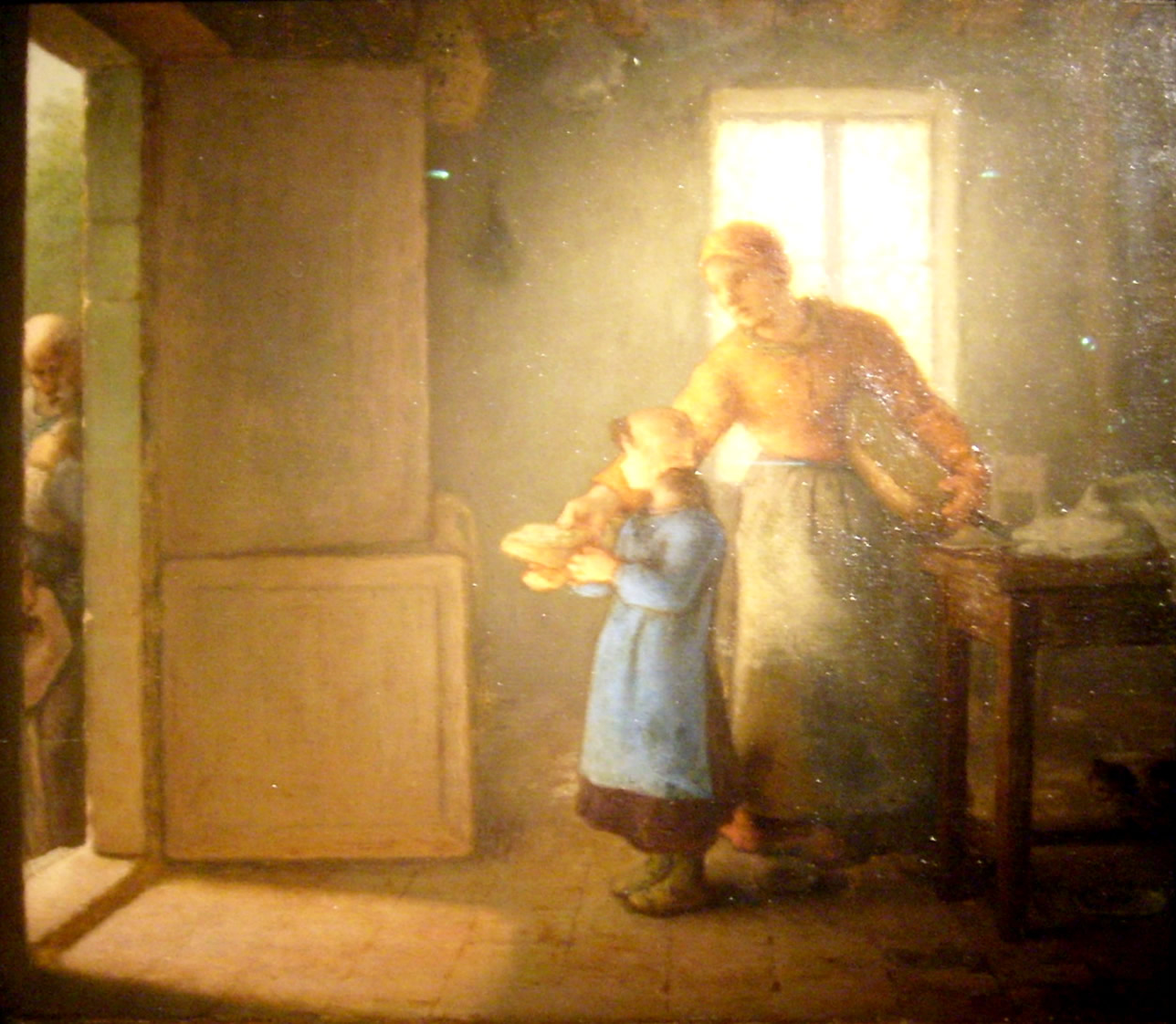
Jean-François Millet, La Caridad, 1859.

El "género campesino" del Realismo empezó en la década de 1840 con los trabajos de Jean-François Millet, Jules Breton, y otros. Van Gogh describió los trabajos de Millet y Breton como poseedores de importancia religiosa, "algo en lo alto," y los describió como las "voces del trigo."
El Museo Van Gogh dice sobre la influencia de Millet en Van Gogh: "las pinturas de Millet, con sus representaciones realistas sin precedentes de campesinos y sus trabajos, marcan un punto de inflexión en el arte del siglo XIX. Antes de Millet, las figuras campesinas eran solo elementos pintorescos o de escenas nostálgicas. En el trabajo de Millet, mujeres y hombres individuales se volvieron heroicos y reales. Millet fue el único artista de la Escuela de Barbizon que no estaba interesado en la pintura de paisajes 'pura'."

### Influencias y desarrollo artístico
En 1880, con 27 años, Van Gogh decidió convertirse en artista. En octubre de aquel año se mudó a Bruselas y empezó un curso de estudio para principiantes.
Van Gogh regresó a Etten en abril de 1881 para vivir con sus padres y estudiar arte por cuenta propia. Su hermano más joven Theo, marchante de arte en la sucursal principal de Goupil & Cie, le animó y empezó a sufragar los gastos de Van Gogh.
Vincent utilizó imágenes de revistas ilustradas para aprender a dibujar. Charles Bargue, un artista francés, escribió dos libros sobre dibujo que fueron una importante fuente de estudio para Van Gogh. Escritos ambos en 1871, uno es "Cours de dessin" y el otro "Ejercicios au fusain vierte préparer à l'étude de l'académie d'après nature"; Van Gogh creó copias de los dibujos o adaptó imágenes desnudas para representaciones vestidas.
En enero de 1882, se instaló en La Haya donde llamó a su primo político, el pintor Anton Mauve (1838–1888). Mauve le introdujo en la pintura al óleo y la acuarela y le prestó dinero para establecer un estudio.
Van Gogh empezó a dibujar trabajadores pobres, incluyendo la prostituta Clasina Maria "Sien" Hoornik (1850–1904), con la que inició una relación. Van Gogh soñaba que su estudio se convertiría algún día en una forma de alivio para los pobres donde podrían recibir alimento, refugio y dinero por posar. Su trabajo no fue bien recibido; Mauve y H.G. Tersteeg, el director de Goupil & Cie, consideraron sus dibujos toscos y faltos de encanto. Van Gogh comparó las características "sin refinar" de sus dibujos con el áspero jabón "amarillo" hecho de lejía.
Van Gogh empezó a convivir con Sien y Maria, su hija de cinco años, para gran disgusto de su familia.
Mauve se volvió repentinamente frío hacia Van Gogh y no contestó varias de sus cartas. Vincent supuso que Mauve no aprobaba su arreglo doméstico con Sien y su pequeña hija. Van Gogh trazó numerosos bocetos de ambas. Una vez acabó su relación con Sien, Van Gogh se mudó a Drenthe en septiembre de 1883 y pintó paisajes. Tres meses más tarde, regresó con sus padres, que entonces vivían en Nuenen.
En 1884, Van Gogh creó la serie de los tejedores, trabajos de paisajes y vida rurales. Durante un breve periodo, dio clases de pintura en Eindhoven. A finales de año, Van Gogh empezó a experimentar con los colores complementarios, influido por las teorías del color de Charles Blanc.
Vincent hizo muchos estudios de campesinos en 1885, culminando en su primera pintura importante, Los comedores de patatas. En sus trabajos, Van Gogh utilizó colores particularmente sombríos y mezclados con negro, lo que  sentía era del gusto de los maestros del siglo XVII, como Frans Hals. Su hermano, Theo (que como marchante de arte trataba infructuosamente de vender sus obras) le pedía a menudo que aligerara su trabajo, refiriéndose a la luminosidad a que los impresionistas habían acostumbrado al espectador. Una vez Van Gogh fue a París, incorporó el color y la luz a su paleta, admitiendo que sus trabajos anteriores eran anticuados.
El padre, Theodorus van Gogh, murió el 26 de marzo de 1885. En noviembre, Vincent se mudó a Amberes.

### Consideración por campesinos y jornaleros
Durante toda su edad adulta Van Gogh mostró interés en servir a otros, especialmente trabajadores manuales. Como hombre joven, sirvió y ministró a los mineros del carbón en Borinage, Bélgica, lo que pareció acercarle a su deseo de ser misionero o ministro de los trabajadores.
Comparaba la dedicación campesina con la que debía plantearse en la pintura, "Uno tiene que emprender con confianza, con cierta seguridad de estar haciendo una cosa razonable, como el labrador conduce su arado... (Uno que) arrastra la grada detrás de él. Si uno no tiene caballo, uno es el propio caballo."
La íntima asociación de los campesinos con los ciclos de la naturaleza interesaba especialmente a Van Gogh, como la siembra, la cosecha y las gavillas de trigo en los campos. Van Gogh veía en la labranza, siembra y cosecha un símbolo del esfuerzo del hombre por dominar los ciclos de la naturaleza.

### Industrialización
Van Gogh era extremadamente consciente del impacto de la industrialización del siglo XIX en el paisaje y las vidas de las personas. Van Gogh escribió en una carta a Anthon van Rappard: 
"Recuerdo que cuando era niño veía el brezal y las pequeñas granjas, los telares y las ruecas exactamente de la misma manera que las veo ahora en los dibujos de Anton Mauve y Adam Frans van der Meulen… Pero desde entonces esa parte de Brabante que conocí ha cambiado enormemente a consecuencia de los desarrollos agrícolas y el establecimiento de industrias. Hablando por mí mismo, en ciertos lugares no miro sin un poco de tristeza una nueva taberna de ladrillo rojo, recordando una cabaña del país con su tejado de paja cubierto de musgo que solía estar allí. Desde entonces han venido fábricas de remolacha azucarera, ferrocarriles, desarrollos agrícolas del brezal, etc., lo cual es infinitamente menos pintoresco."

## Estudios de campesinos

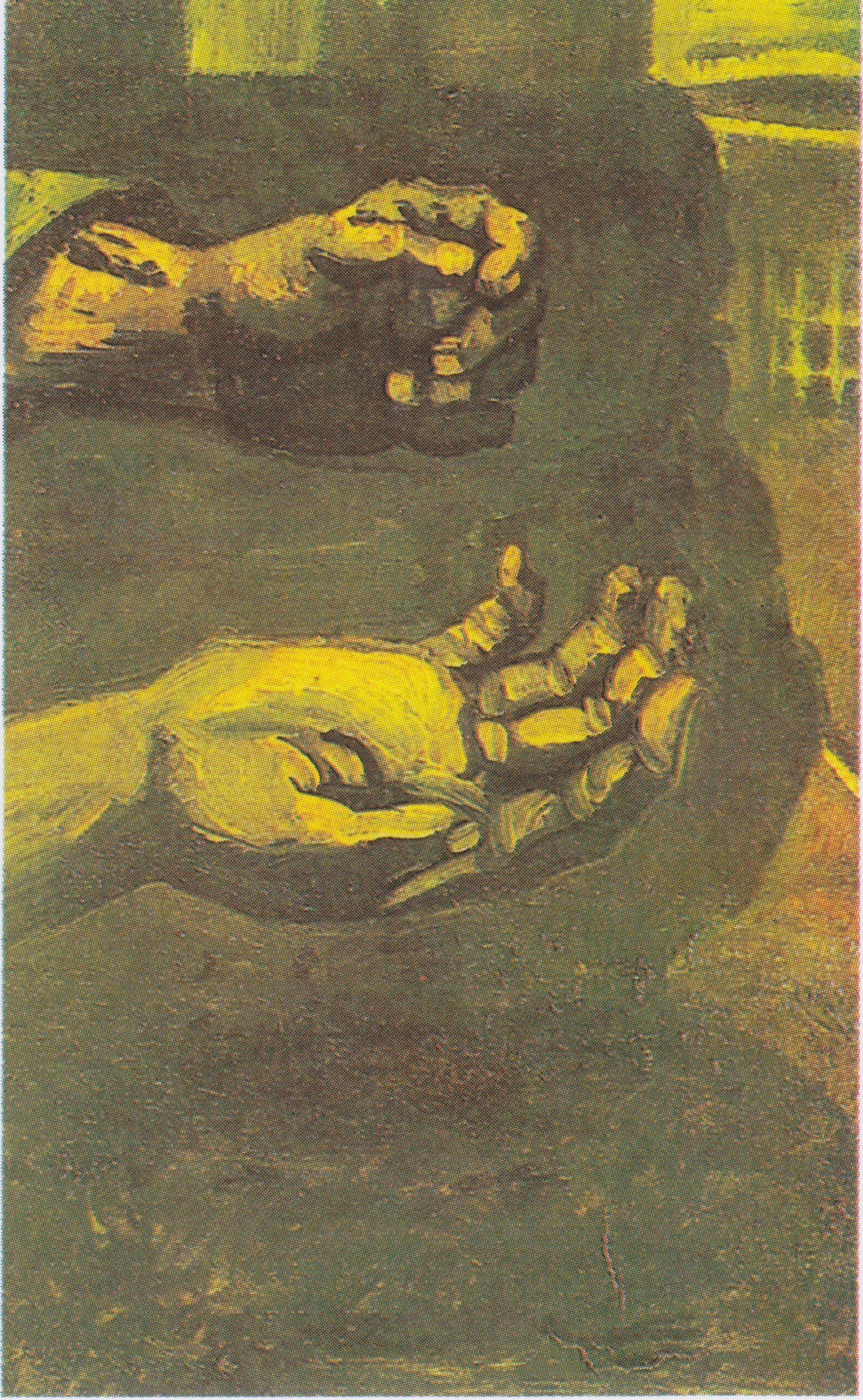
Dos manos, 1885, colección privada (F66)

En noviembre de 1882, Van Gogh empezó a dibujar individuos de clase trabajadora. Pretendía ser un "pintor campesino", transmitiendo sentimientos profundos de manera realista, con objetividad.
Para describir la esencia de la vida campesina y su espíritu, Van Gogh vivió como ellos vivían, estaba en los campos donde ellos estaban, soportando el clima durante las largas jornadas al igual que ellos. Hacerlo no era algo que se enseñara en las academias artísticas, señaló, y se sentía frustrado por los tradicionalistas que se centraban en la técnica más que en la naturaleza de las personas captadas. Tan profundamente se comprometió en vivir el estilo campesino, que su aspecto y manera de hablar empezaron a cambiar, pero este era un costo que creía que tenía que soportar para su desarrollo artístico. Van Gogh escribió en 1882, que se llevaba mejor con "la gente común y pobre" que con la sociedad culta, "después de todo es correcto y apropiado que viva como artista en el entorno al que soy sensible y estoy intentando expresar."

### Mujeres
Van Gogh hizo numerosos bocetos de mujeres, en 1885. De ellas, Van Gogh comentó que prefería pintar mujeres en humilde mezclilla azul que a sus hermanas en refinados vestidos. Esta es una muestra de algunos de sus trabajos.
Gordina de Groot (Llamada Sien por Hulsker en base a una única referencia al nombre en las cartas de van Gogh), se sentó para Cabeza de una mujer (F160), es también una de las hijas de la familia De Groot, protagonista de Los comedores de patatas (Gordina es la figura a la izquierda en la pintura). Van Gogh hizo al menos 20 bocetos de ella mientras estaba en Nuenen, ya que poseía esas "caras toscas, planas, de frentes bajas y labios gruesos, no finos sino llenos" de los campesinos que admiraba en el trabajo de Jean-François Millet. Vincent firmó este estudio, uno de los pocos dibujos que firmó.
Cabeza de una mujer, 1884 (F1182, la imagen no es mostrada), es un dibujo que Van Gogh hizo de una mujer campesina de Nuenen. Su cara, desgastada por una vida difícil, es un símbolo de la dura vida del antiguo campesino. Van Gogh hizo bocetos de cabezas, brazos y manos y pintó en bloques para componer en 1885 Los comedores de patatas.

La mujer de clase trabajadora en Cabeza de una mujer con el cabello suelto (F206) es retratada con cierto erotismo, con la cabeza descubierta y el cabello suelto.

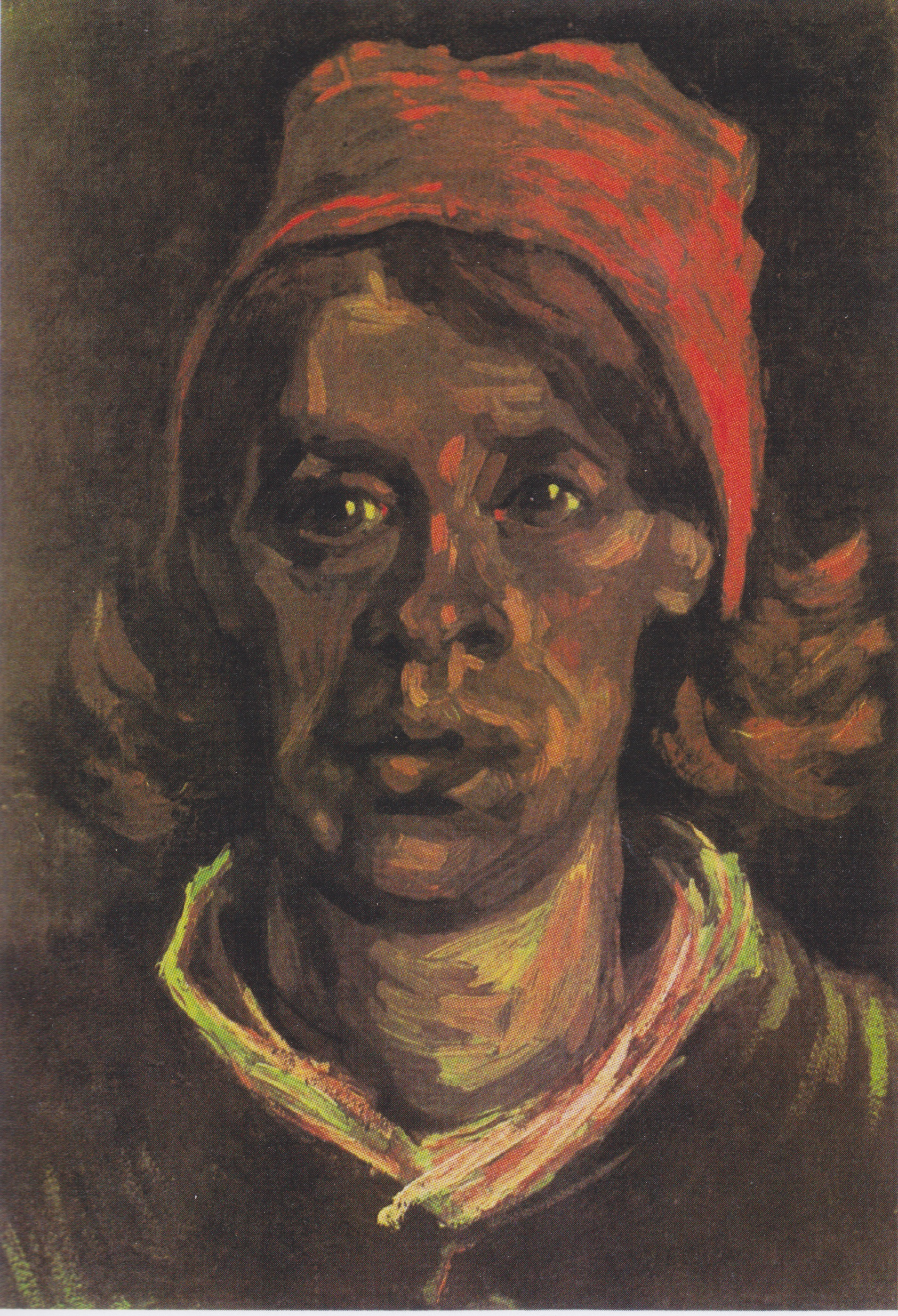
Cabeza de una mujer, 1885, Van Gogh Museum, Ámsterdam (F160)
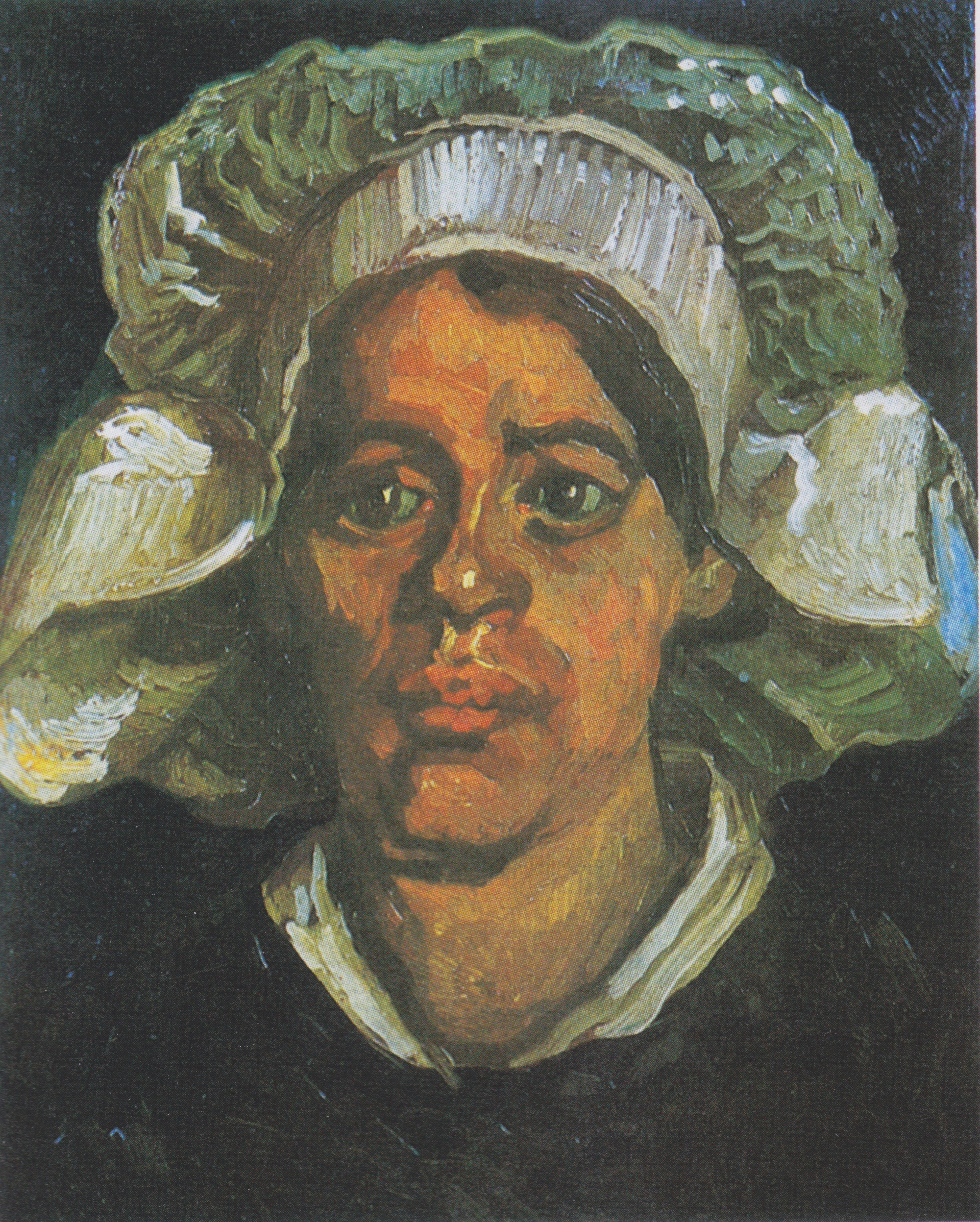
Cabeza de campesina con gorra blanca (Gordina de Groot), 1885, Kröller-Müller Museum, Otterlo, Países Bajos (F85)
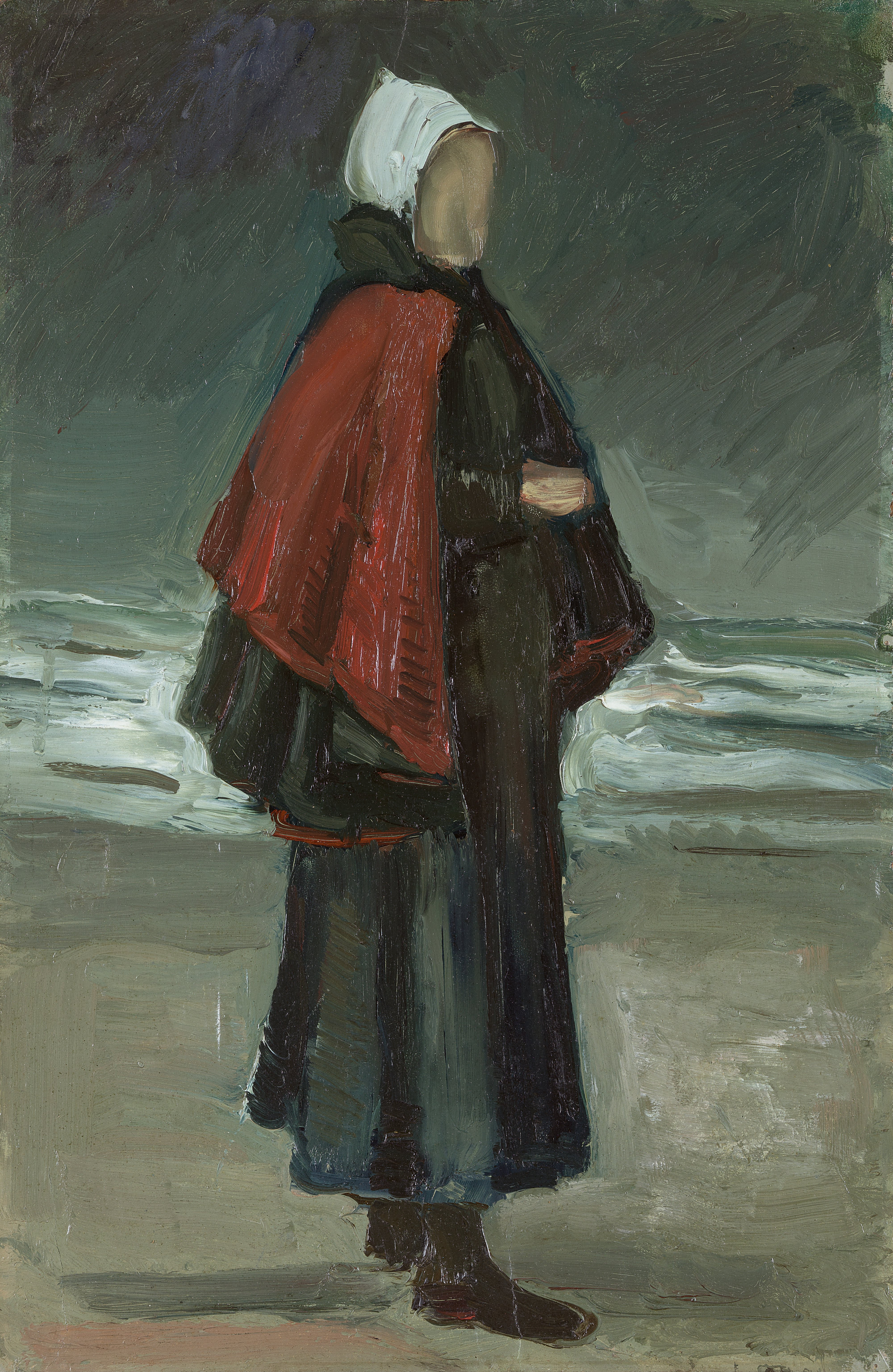
La mujer del pescador en la playa, 1882, Kröller-Müller Museum, Otterlo (F6)
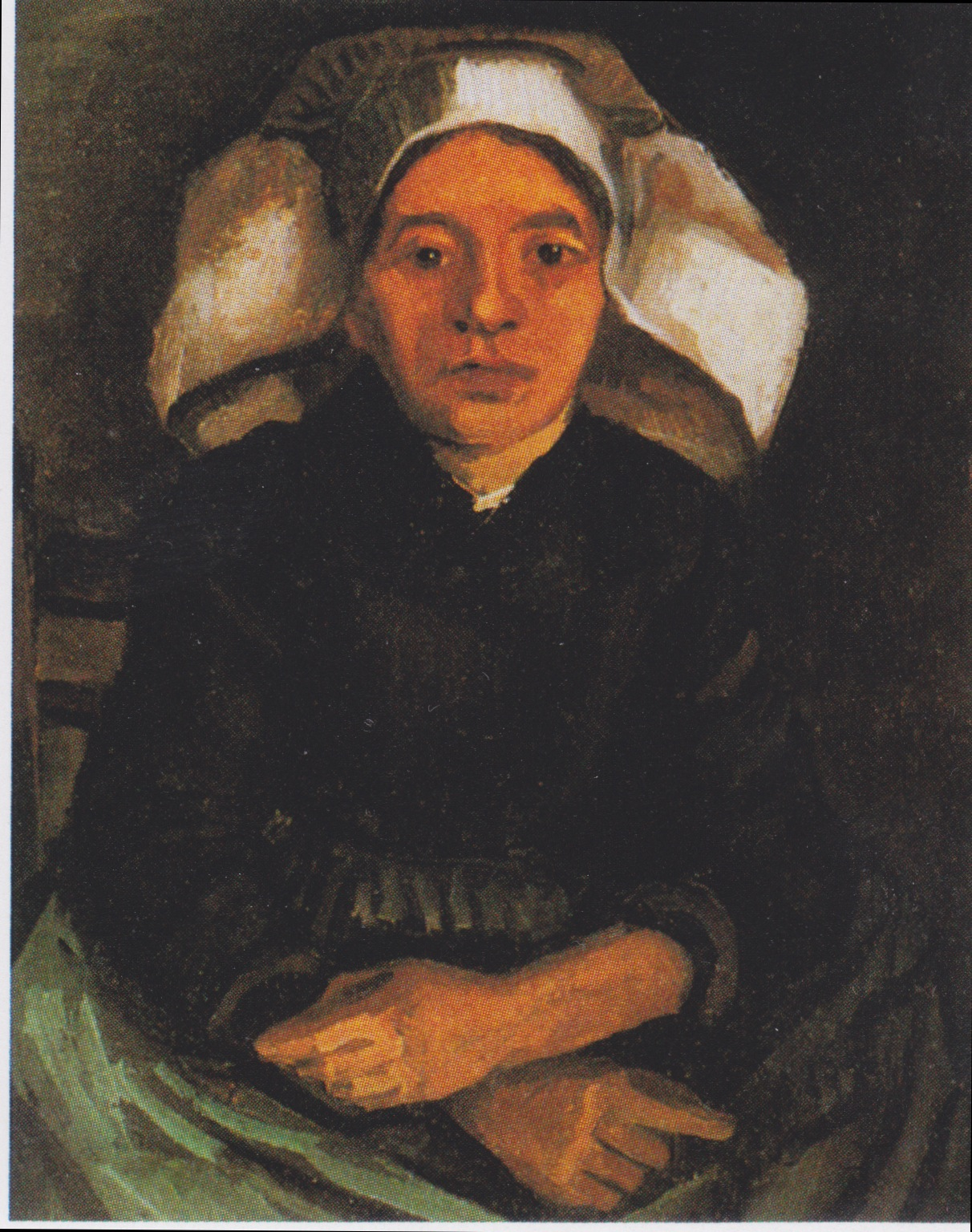
Campesina, media figura, sentada con gorra blanca, 1884, Museo Morohashi de Arte Moderno, Fukushima, Japón (F143)
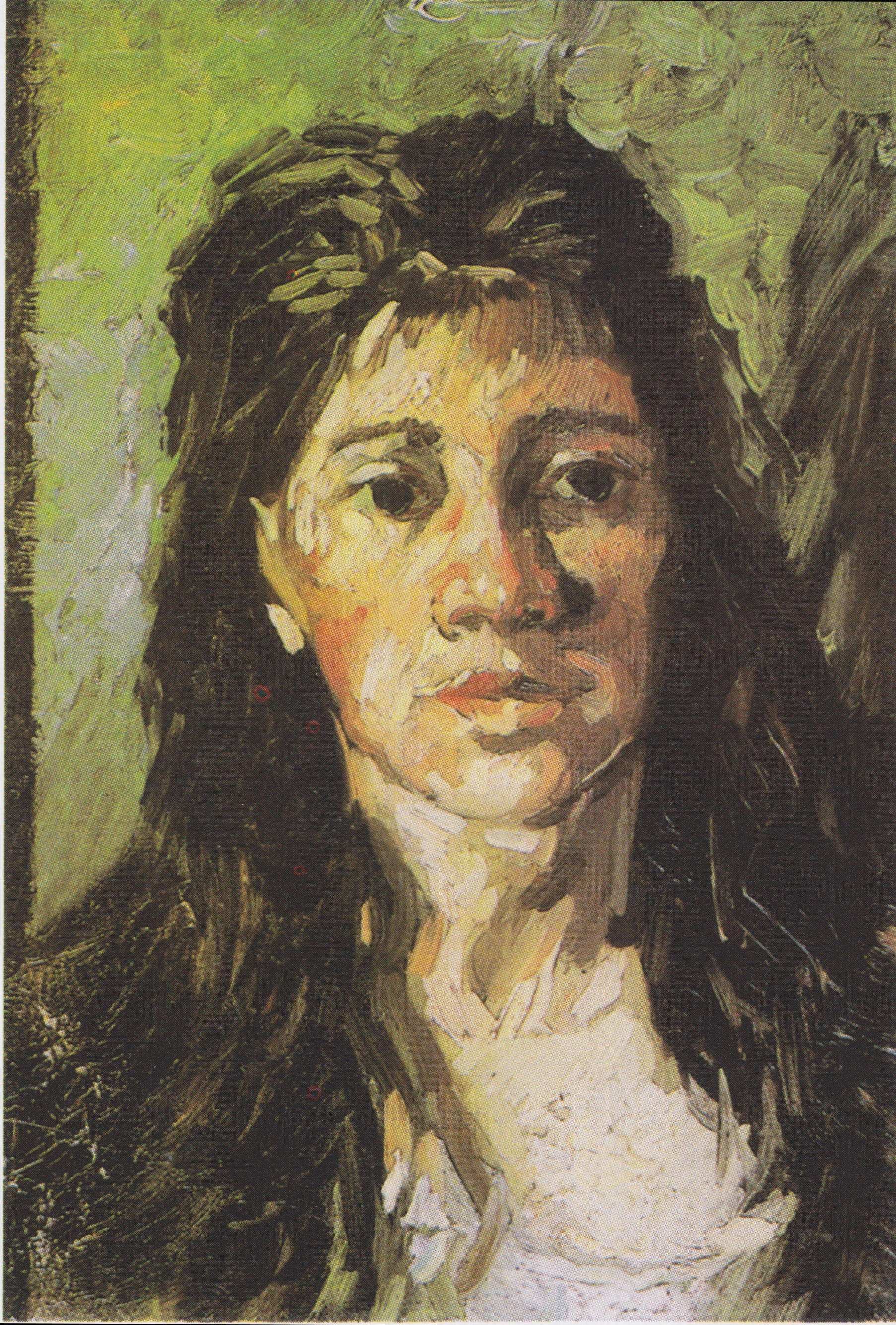
Cabeza de una mujer con el cabello suelto, 1885, Van Gogh Museum, Ámsterdam (F206)
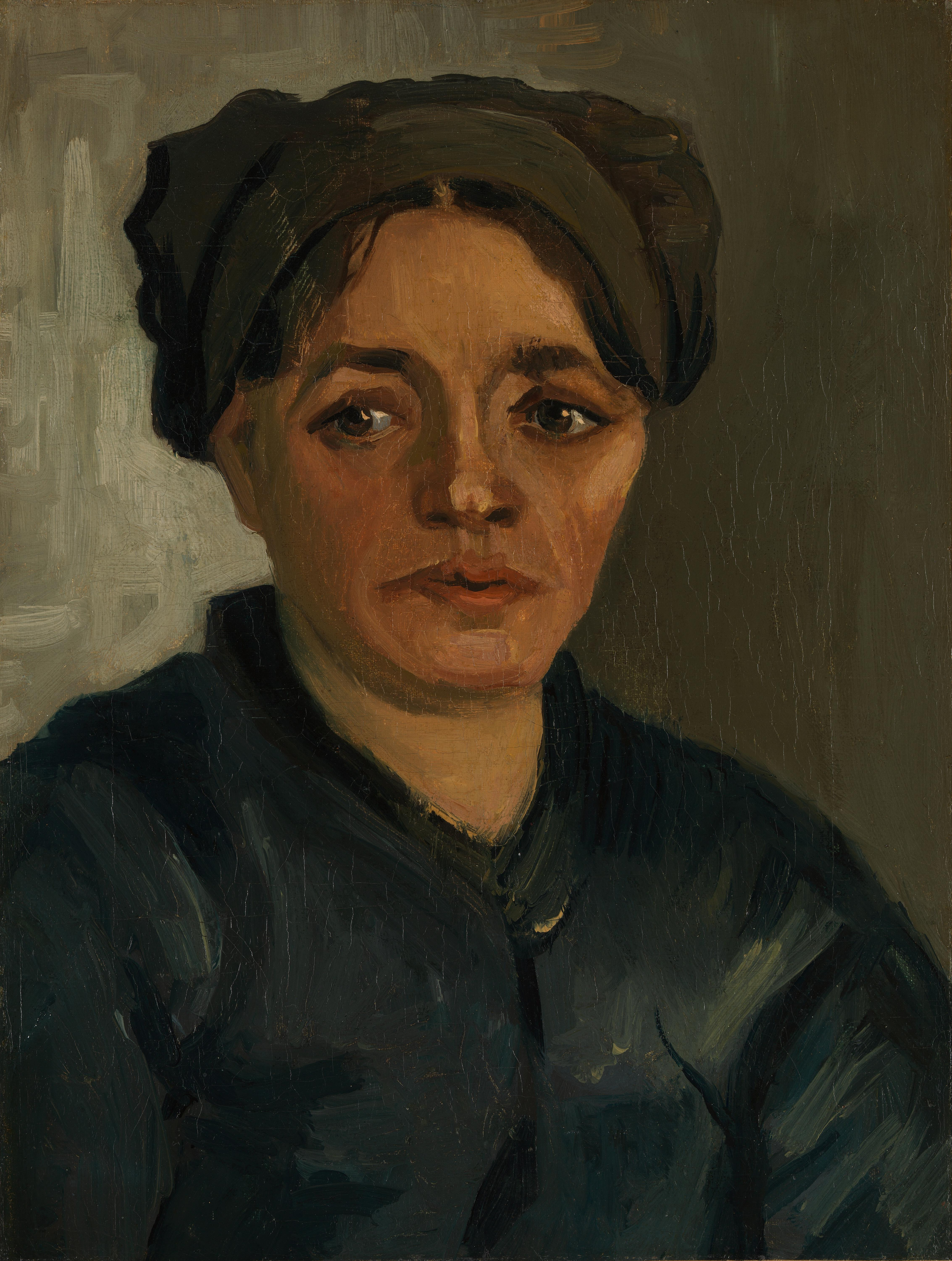
Cabeza de campesina con gorra oscura, 1885, Galería Nacional de Londres (F137)
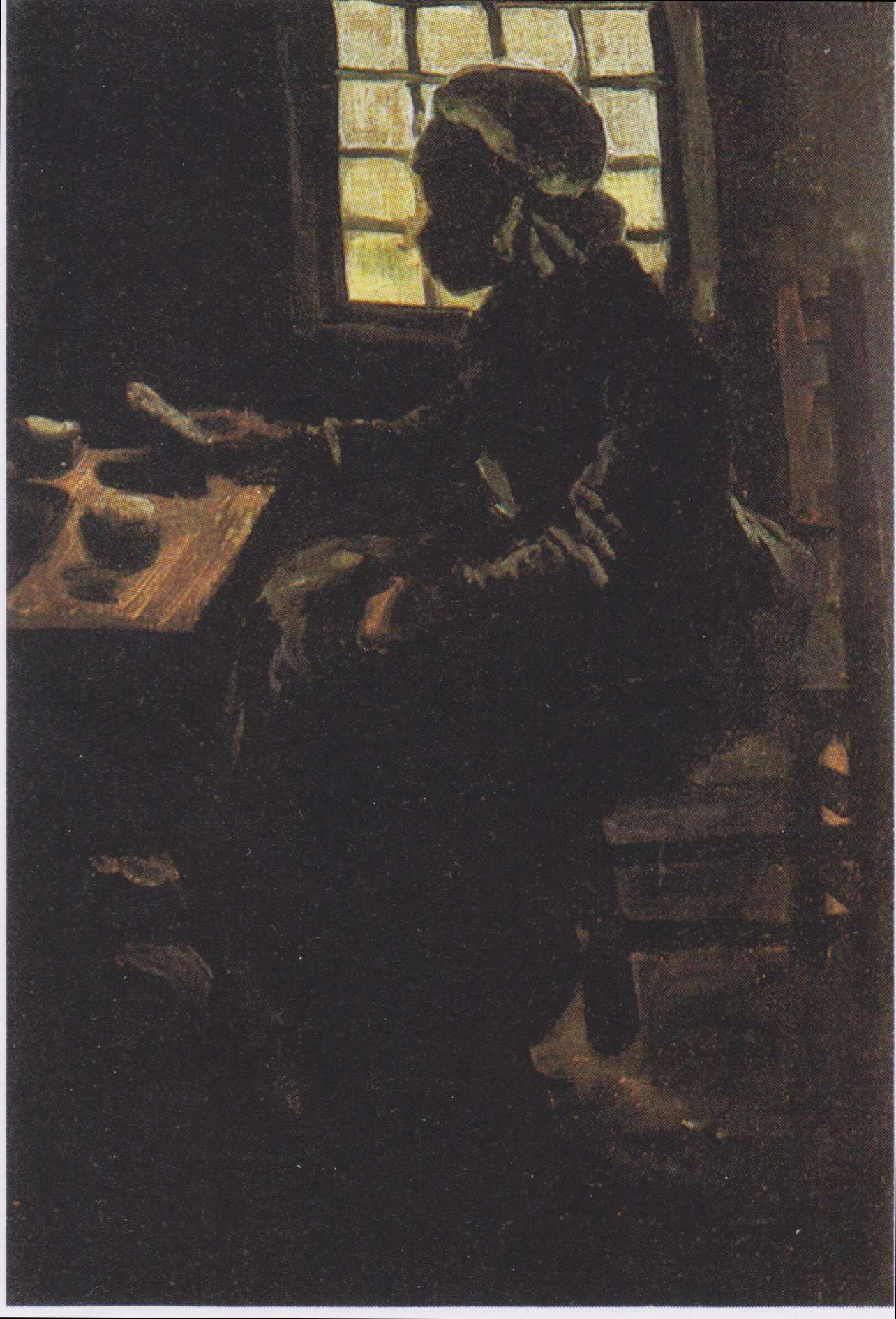
Campesina tomando su comida, 1885, Kröller-Müller Museum, Otterlo, Países Bajos (F72)
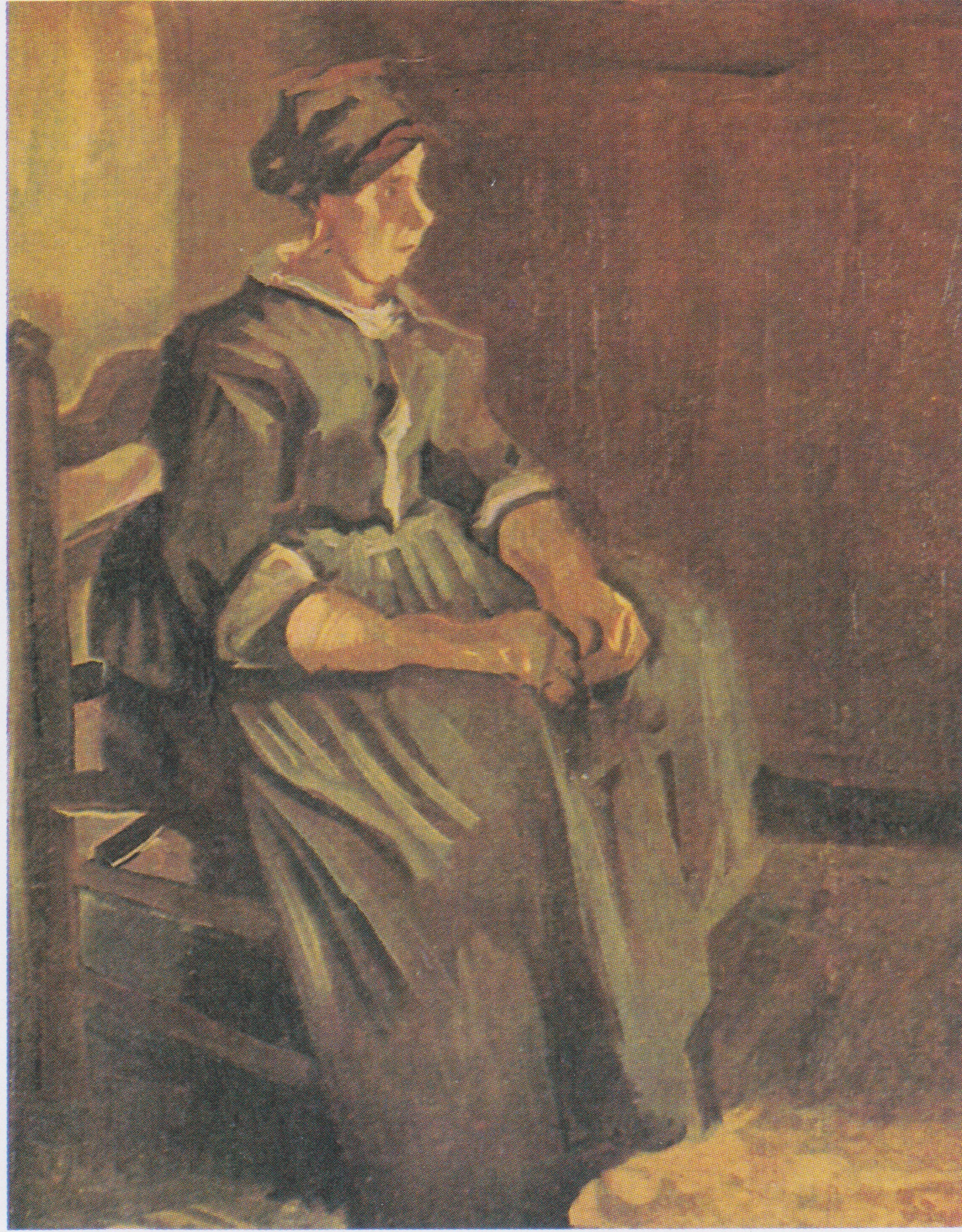
Campesina sentada en una silla, 1885,  colección privada (F126)
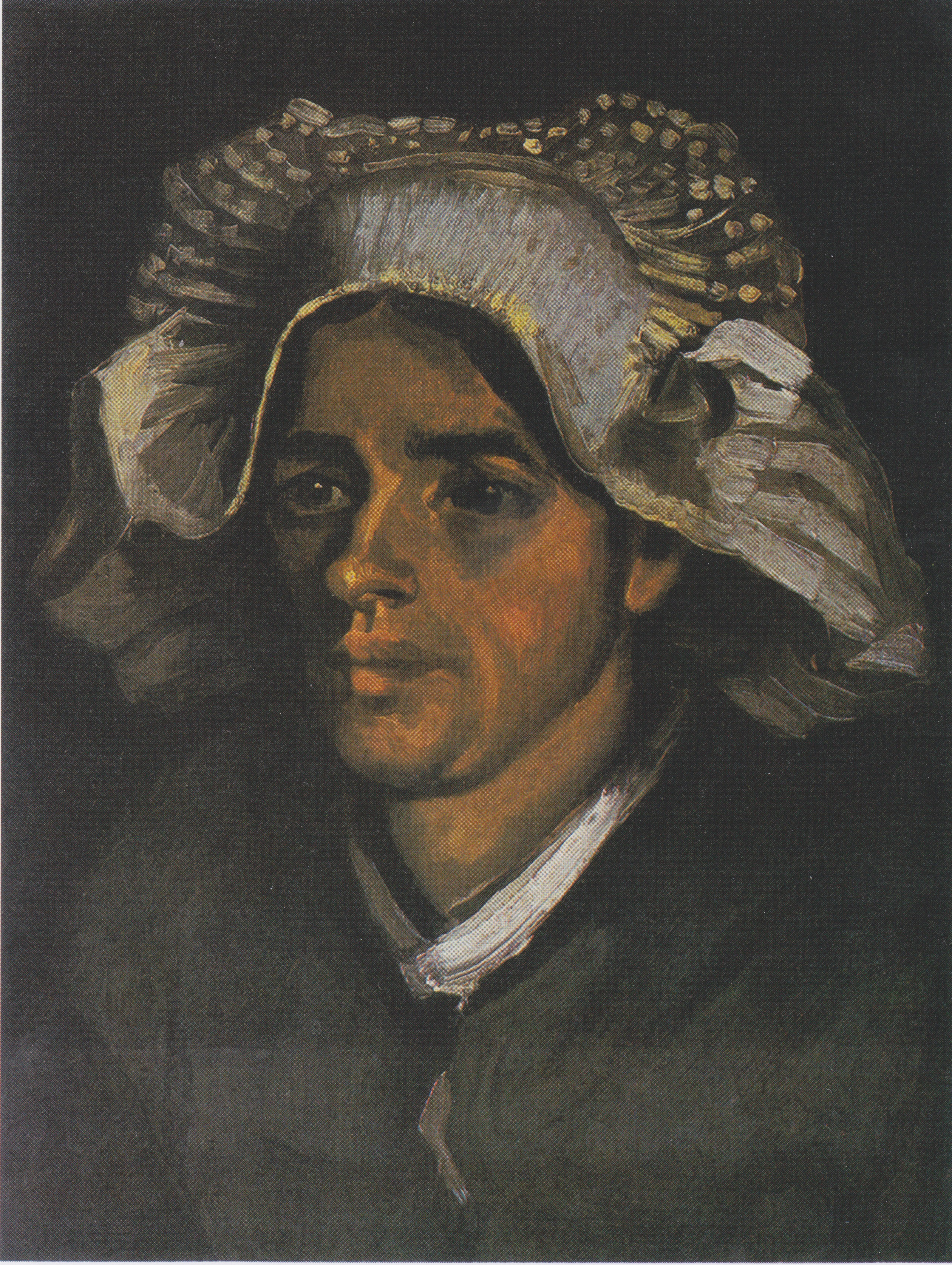
Campesina con gorra blanca, 1885, Galería Nacional de Escocia, Edimburgo (F140)
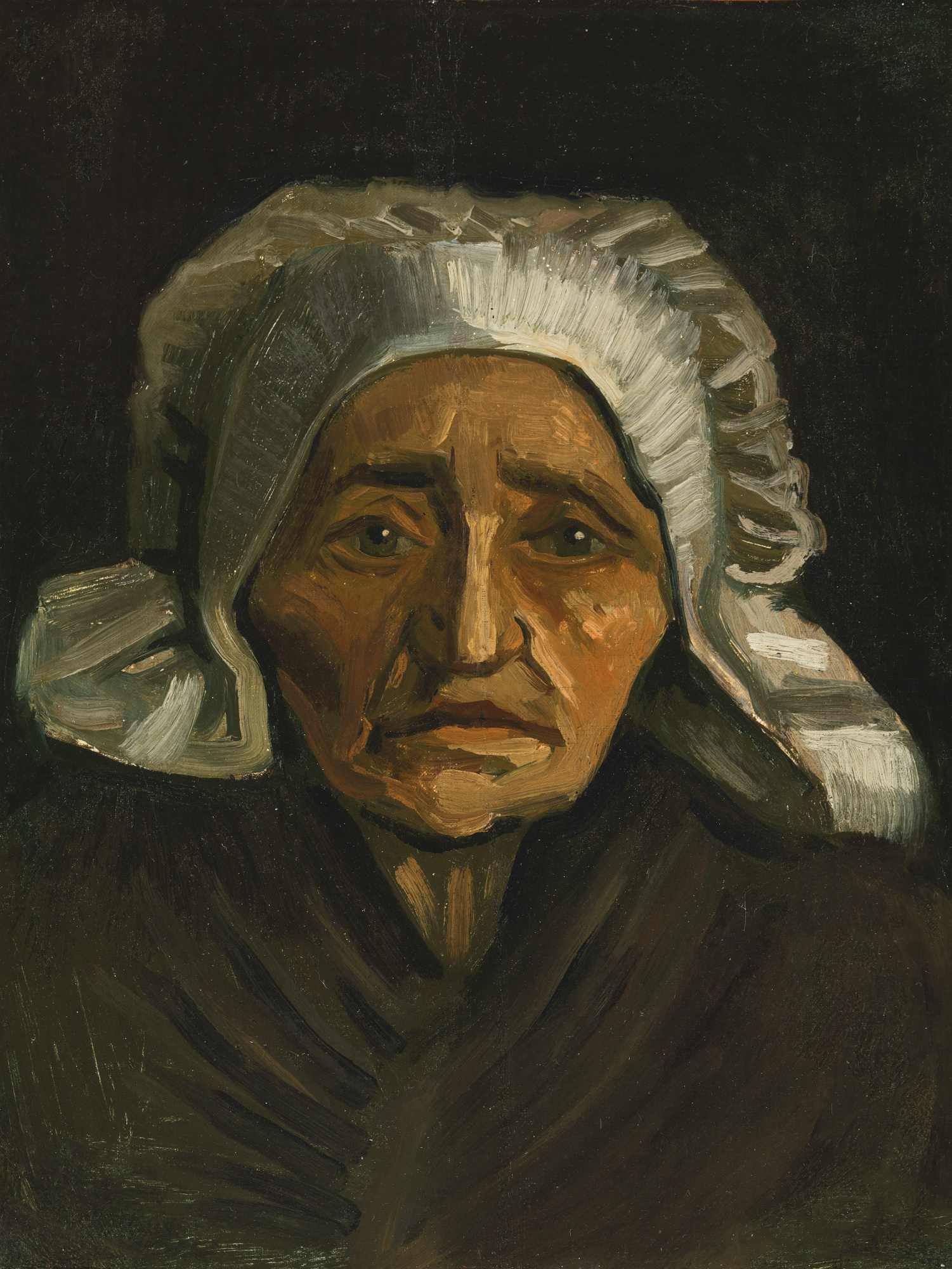
Campesina anciana con gorra blanca, 1884, colección privada (F146)

### Hombres
Los estudios de Van Gogh de los hombres los muestran sobre todo trabajando; aquí están los bocetos que hizo de sus cabezas o figura.

Deseando hacer estudios de campesinos en Drenthe durante su estancia de tres meses en 1883, Van Gogh tuvo dificultades para encontrar personas dispuestas a posar para él.  En Nuenen la situación fue diferente. Era invierno y había poca labor que hacer en los campos. Además, tenía conexiones con personas a través de su padre, ministro del pueblo. En Nuenen, Van Gogh fue capaz de producir gran número de trabajos de cabezas campesinas, como Cabeza de un hombre (F164) completada en 1885.

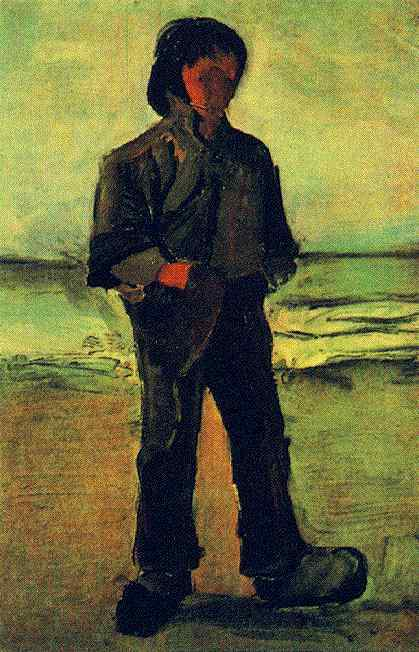
Pescador en la playa, 1882, Kröller-Müller Museum, Otterlo (F5)
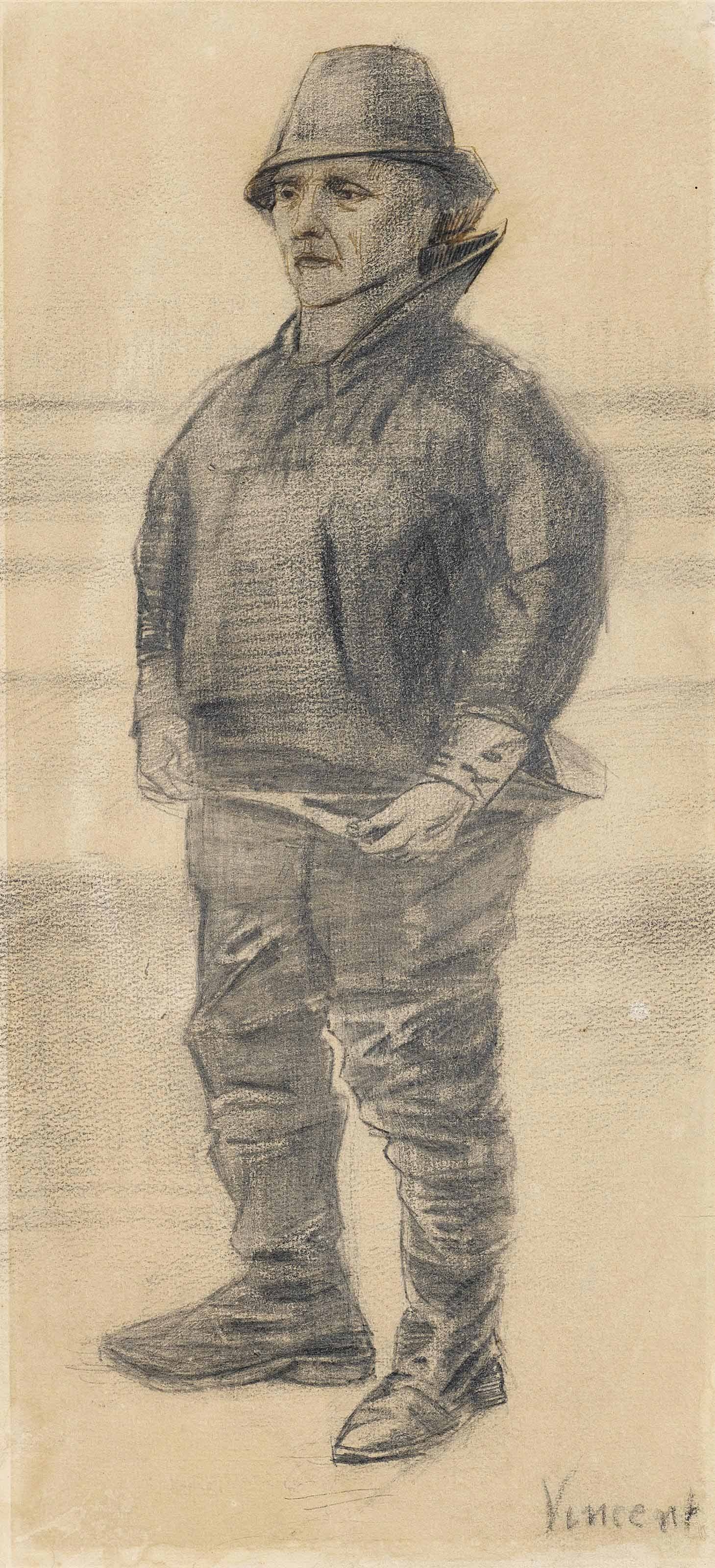
El pescador (de frente a la derecha), 1882. Colección privada (F1049)
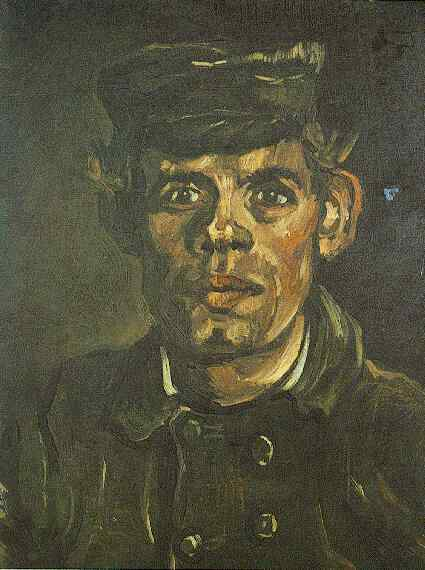
Campesino de Nuenen, 1885, Museos Reales de Bellas artes de Bélgica, Bruselas (F163)
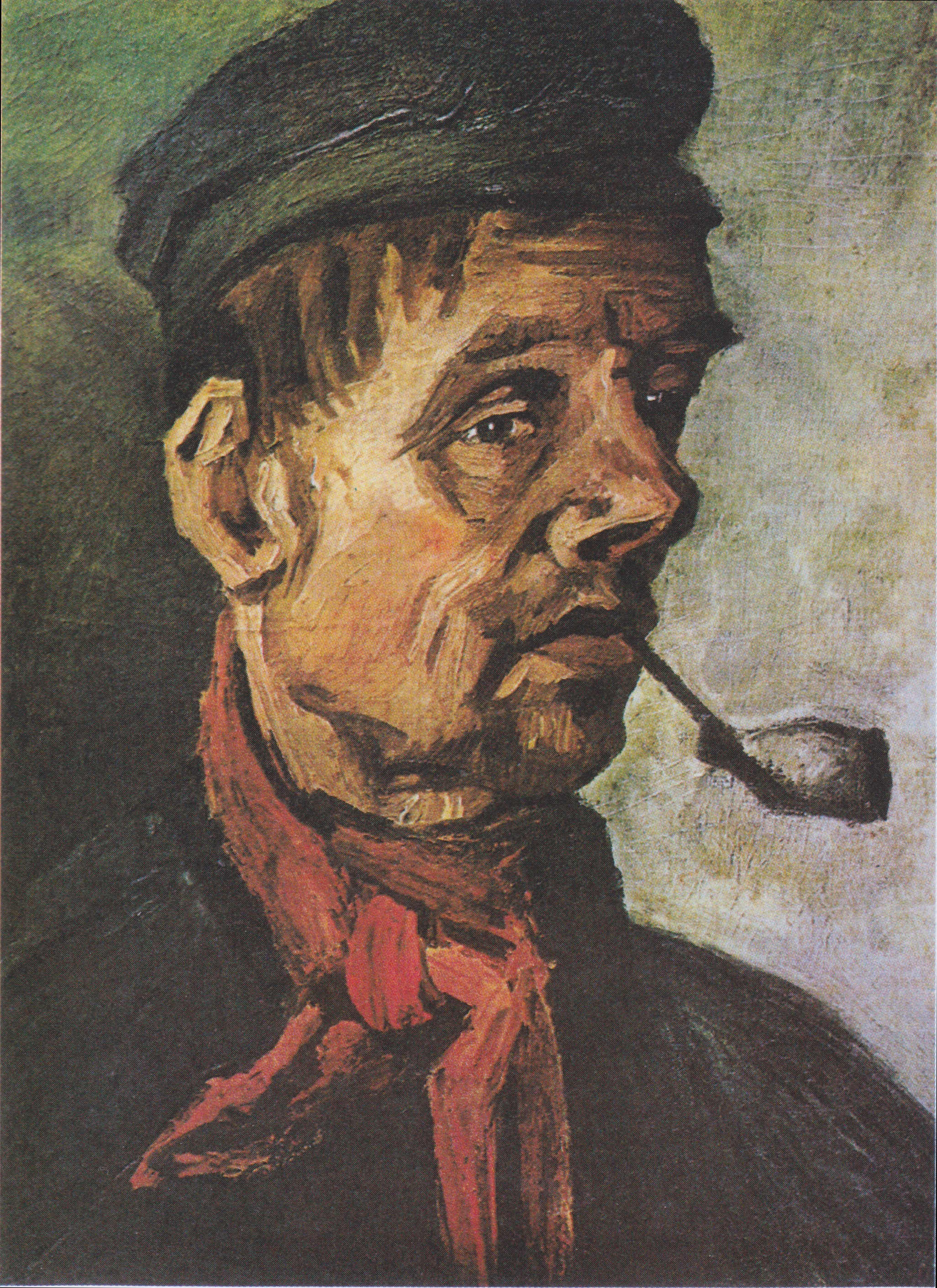
Cabeza de hombre con pipa, 1885, Kröller-Müller Museum, Otterlo, Países Bajos (F169)
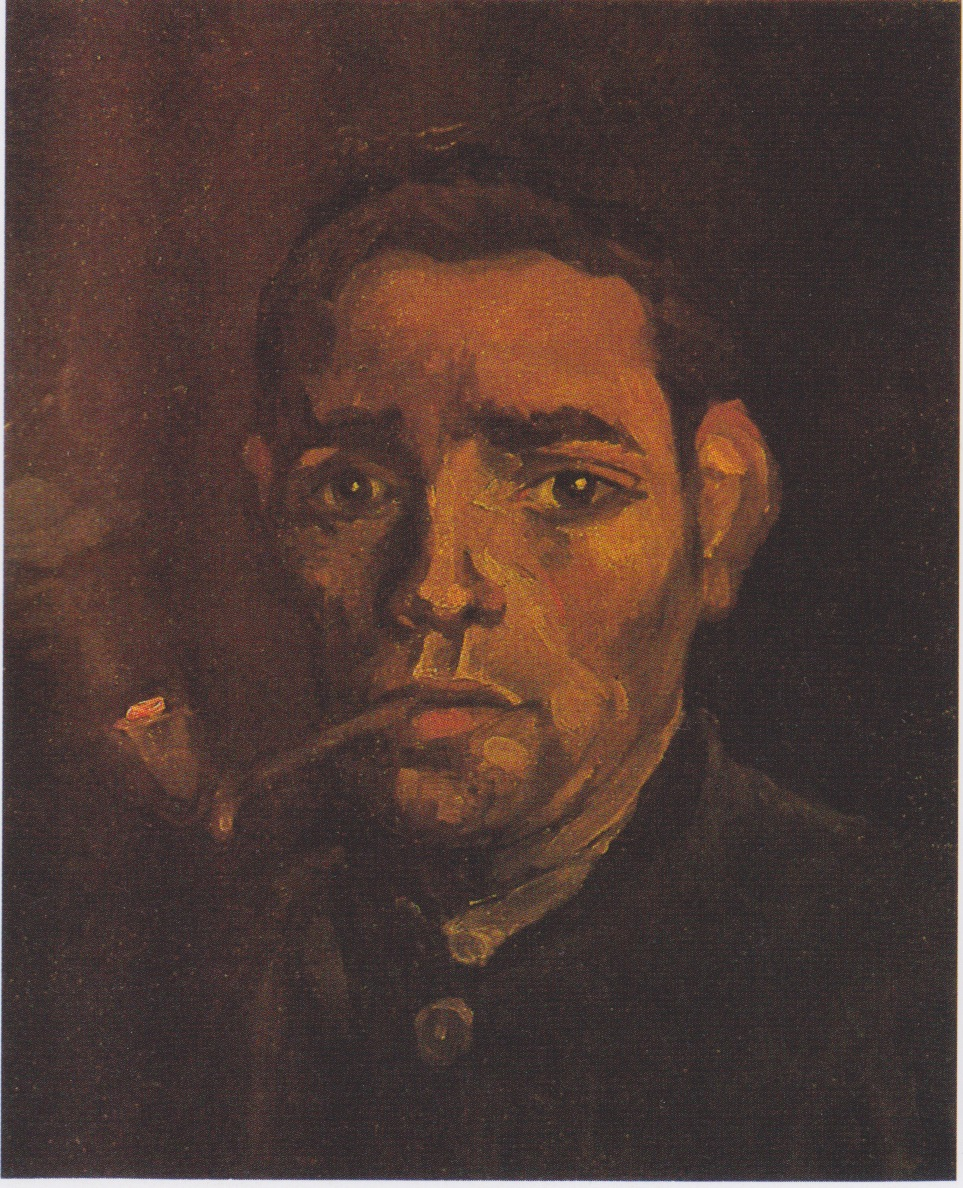
Cabeza de un hombre, 1884–85, Van Gogh Museum, Ámsterdam (F164)
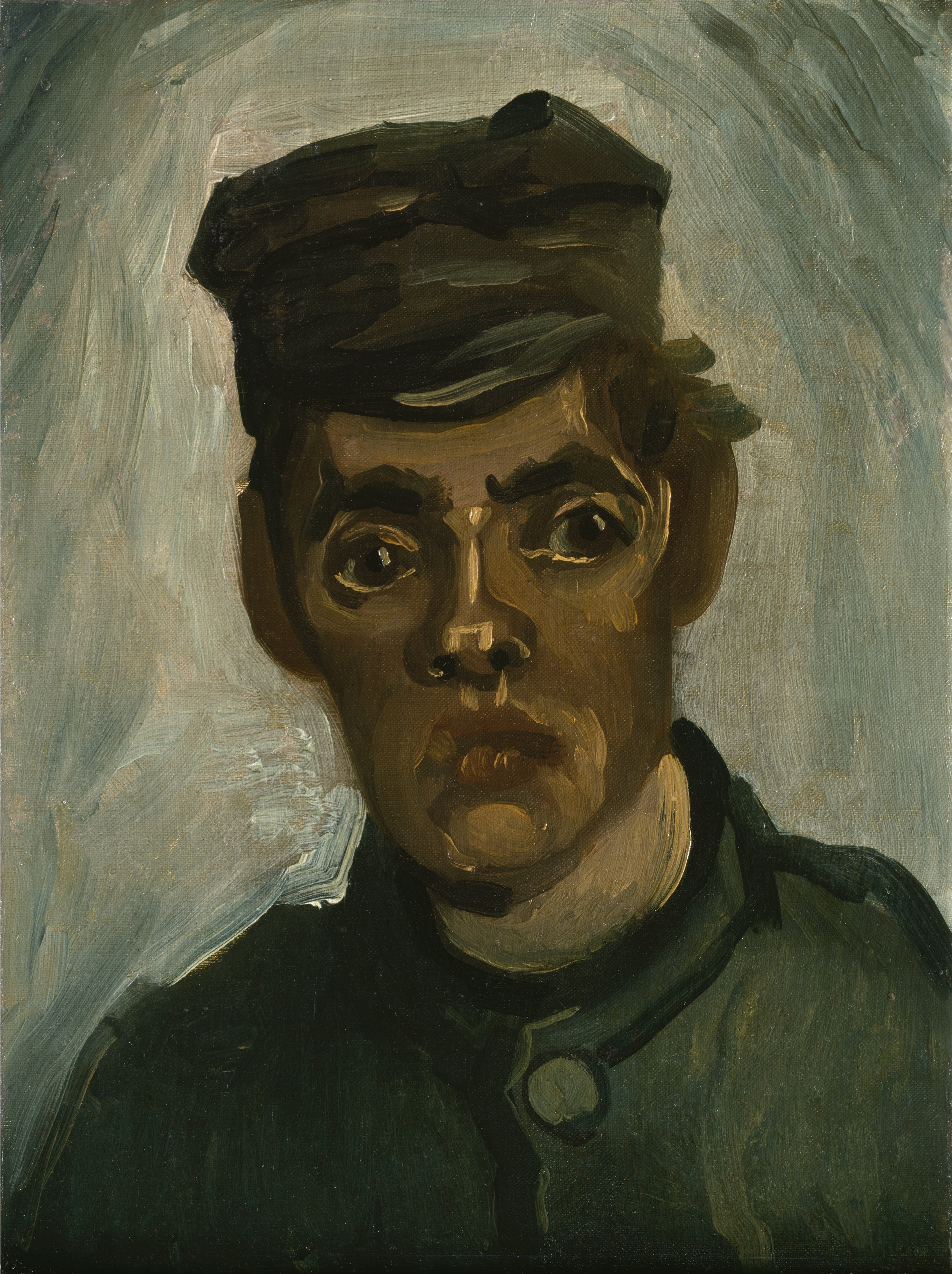
Cabeza de joven campesino con gorra (copia en blanco y negro), 1885, Museo Nelson-Atkins de Bellas Artes, Kansas City (F165)
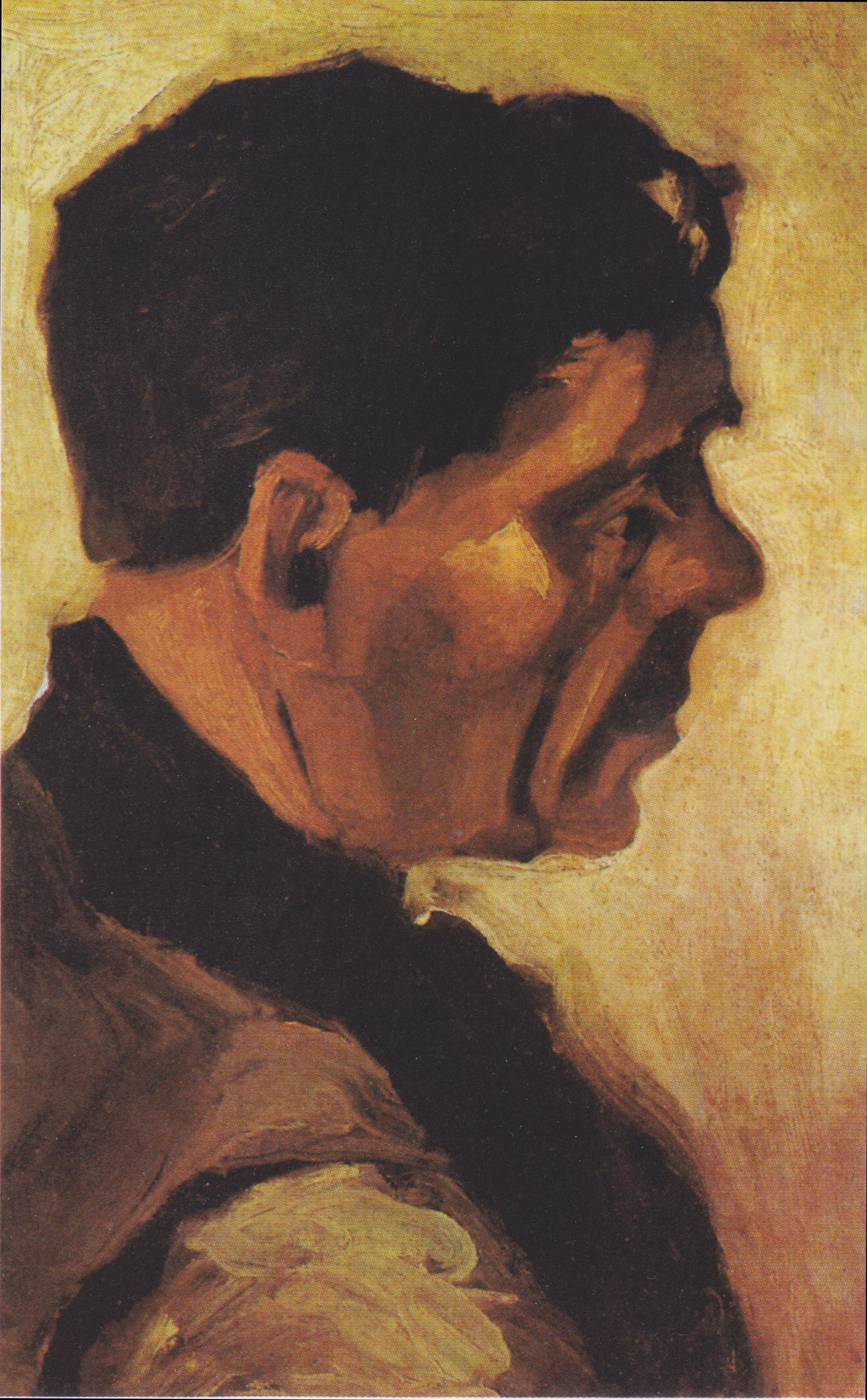
Cabeza de hombre, 1885, Kröller-Müller Museum, Otterlo, Países Bajos (F168)
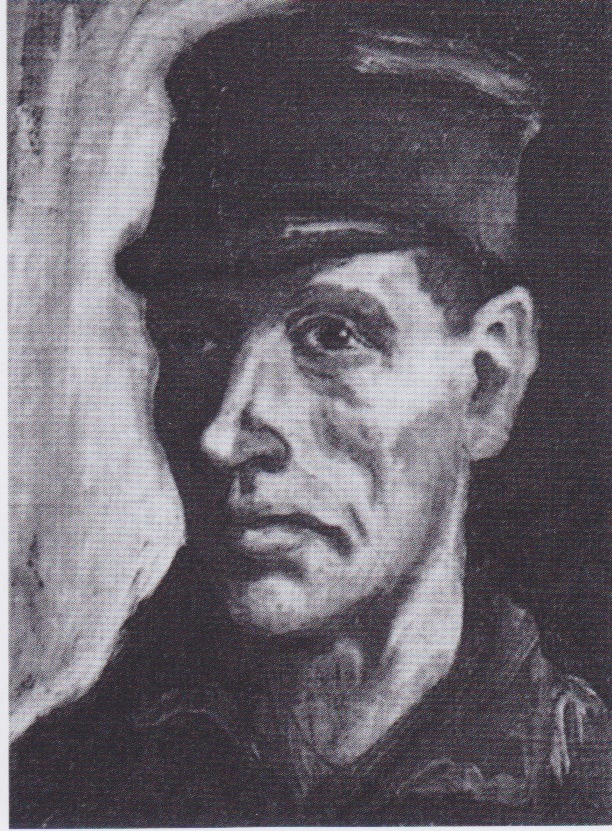
Cabeza de campesino con gorra, 1885, Colección Niarchos (F169un)

## Roles de género

### Mujeres

#### Labores domésticas y cuidado del hogar y los hijos
Campesina cocinando en una chimenea (F176) fue pintada por Van Gogh en 1885 tras la conclusión de Los comedores de patatas. Ambas pinturas fueron hechas en tonos oscuros como "jabón verde" o una "buena patata polvorienta." Buscando realismo, Van Gogh estaba "convencido que a la larga retratar campesinos en su tosquedad da mejores resultados que introducir la dulzura convencional. Si una pintura campesina huele a tocino, humo, vapor de patata cocida, muy bien, eso no es saludable; si un establo huele a estiércol, está bien, es por eso que es un establo ..."
Campesina pelando patatas, también llamada La peladora de patatas, fue pintada por Van Gogh en 1885, el año antes de dejar los Países Bajos por Francia. Es propio de los estudios campesinos que hizo en Nuenen, "con su paleta restringida de tonos oscuros, factura tosca, y dibujo en bloque."

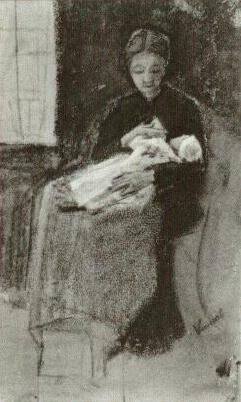
Sien amamantando al bebé, acuarela y tiza, 1882, colección privada (F1068)
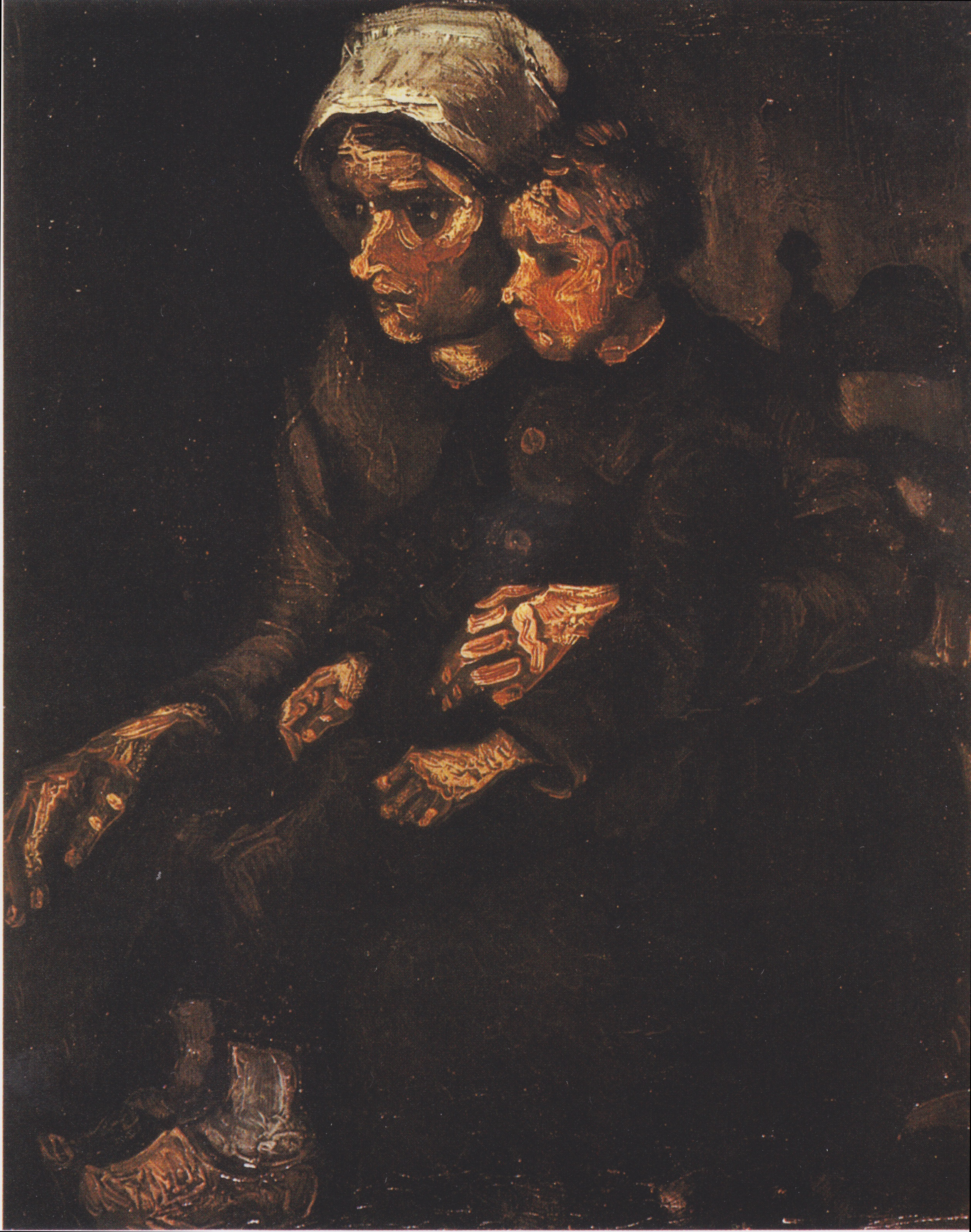
Campesina con niño en su regazo, 1885, colección privada (F149)
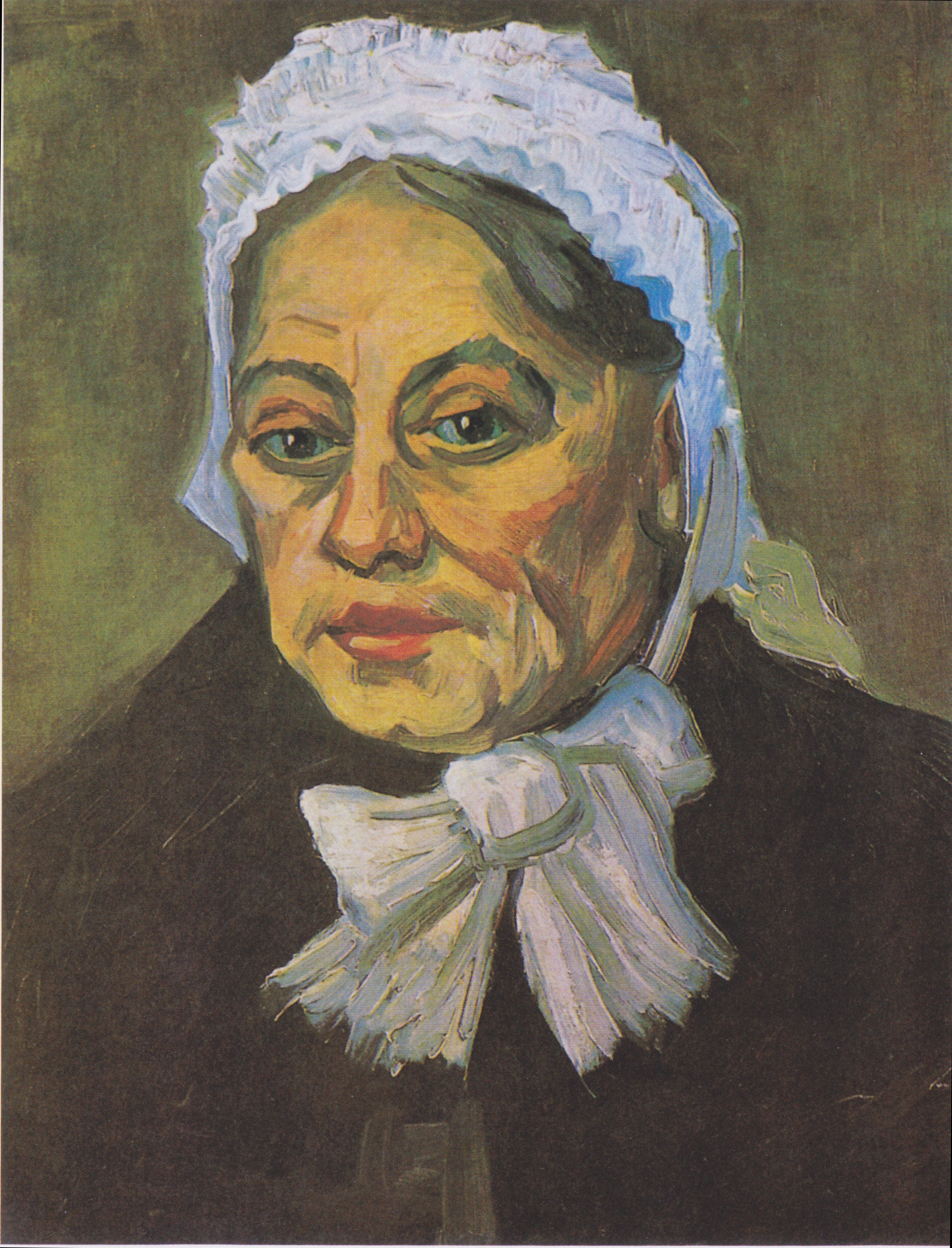
Cabeza de anciana con gorra blanca (La Matrona), 1885, Van Gogh Museum, Ámsterdam (F174)
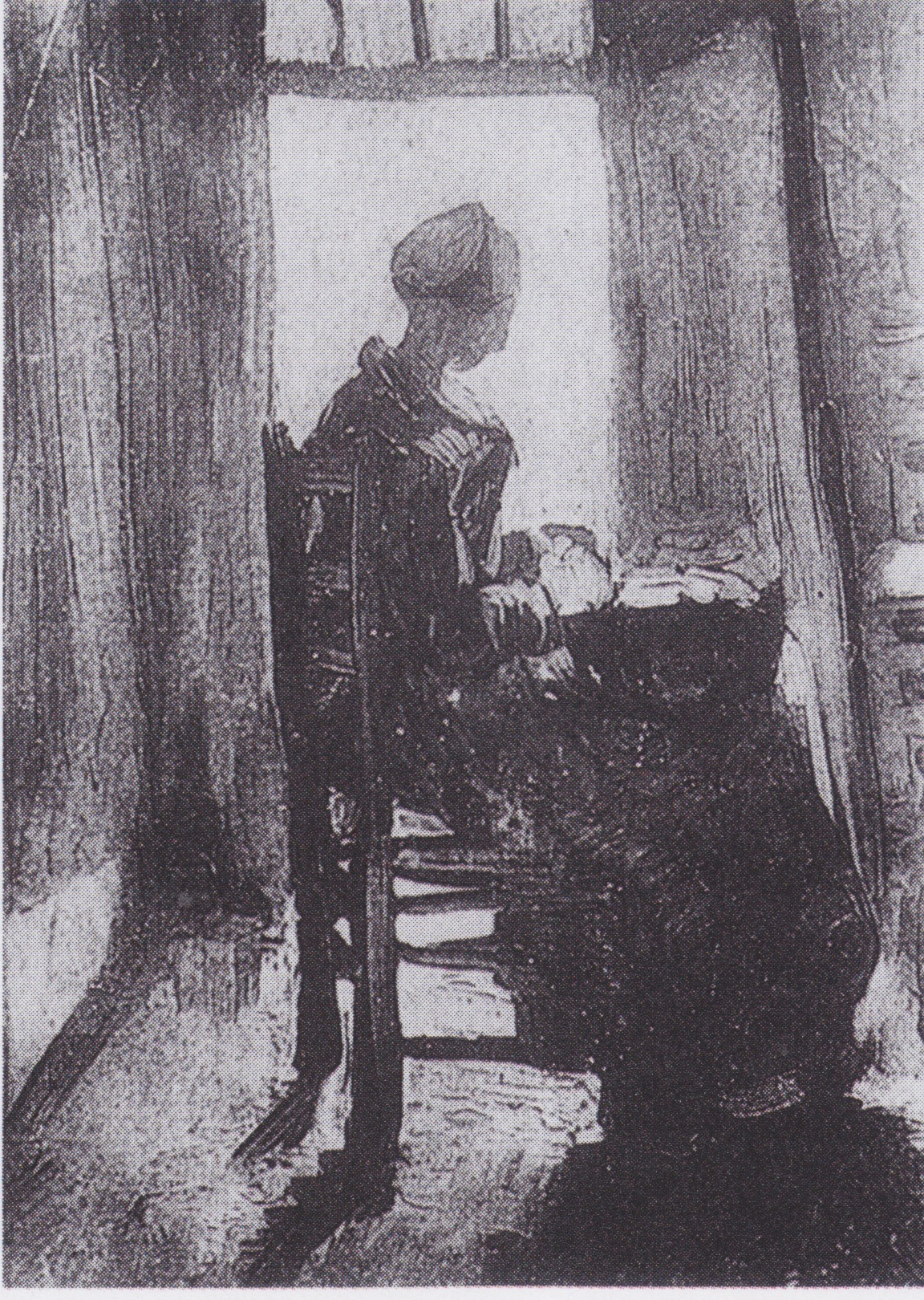
Campesina sentada ante una puerta abierta, pelando patatas (copia en blanco y negro), 1885, colección privada (F73)
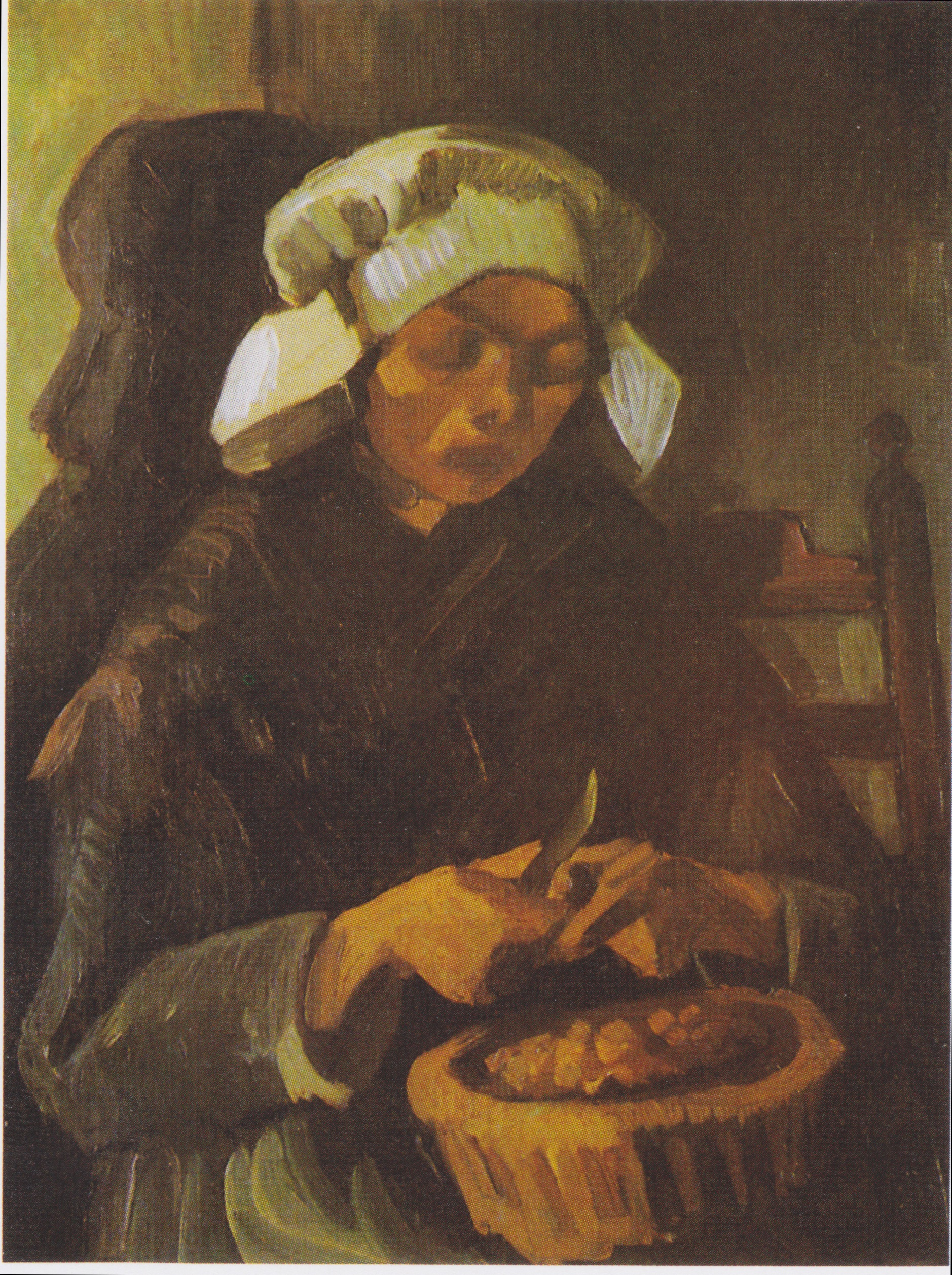
Campesina pelando patatas, 1885, colección privada (F145)
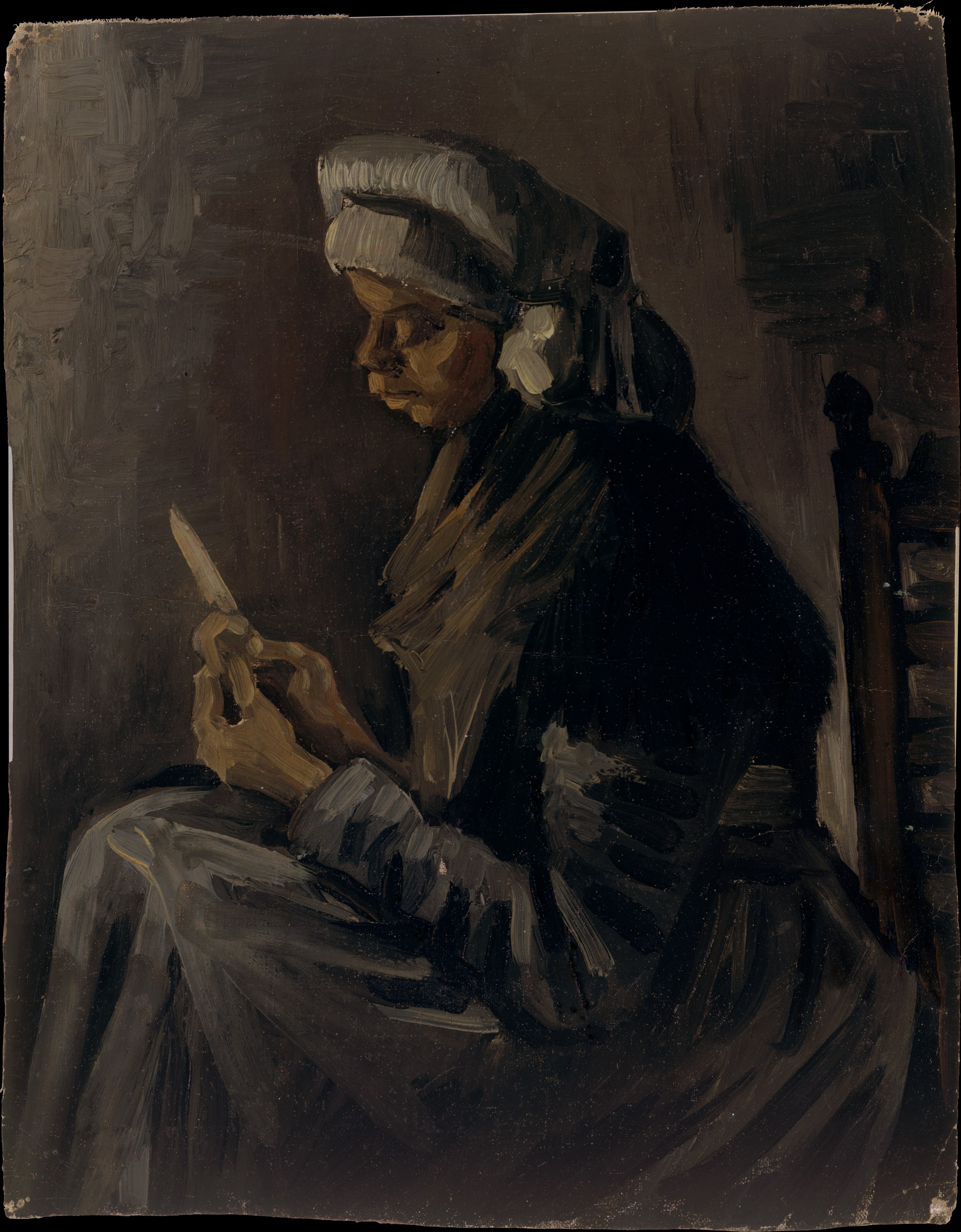
Campesina que pela patatas, 1885, Museo Metropolitano de Arte, Nueva York (F365r)
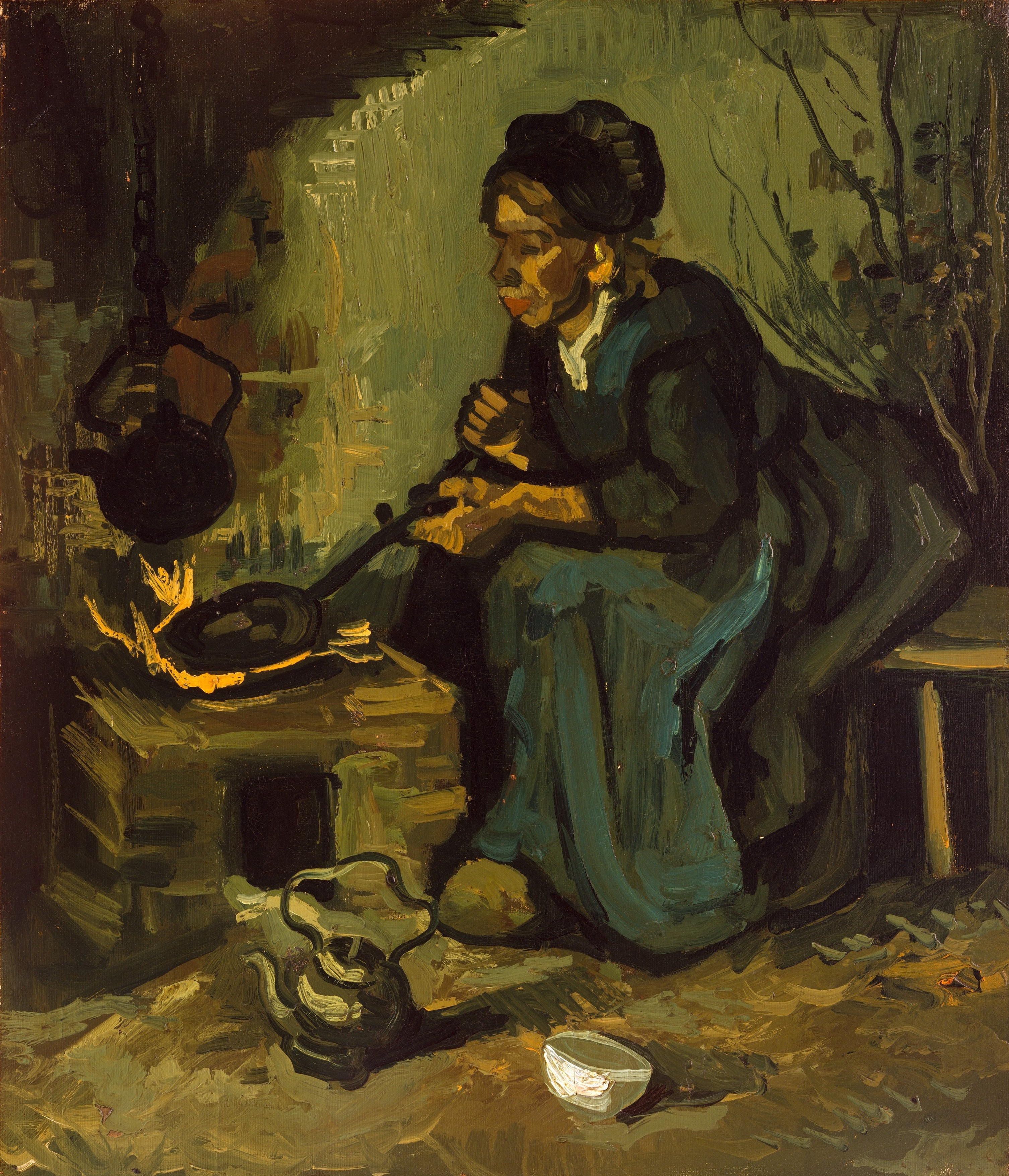
Campesina cocinando en una chimenea, 1885, Museo Metropolitano de Arte, Nueva York (F176)
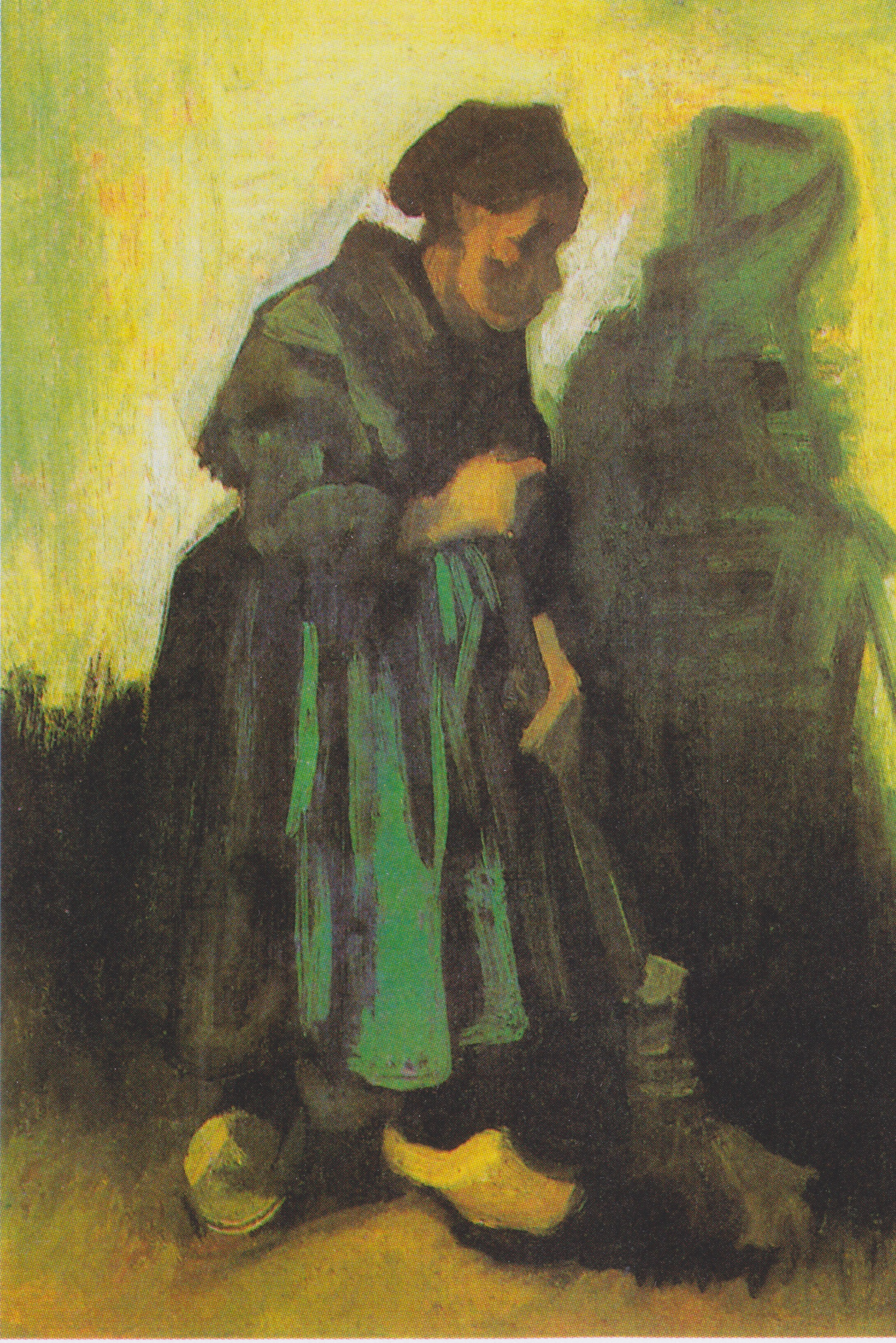
Mujer con una escoba también La mujer barriendo el piso, 1885, Kröller-Müller Museum, Otterlo, Países Bajos (F152)
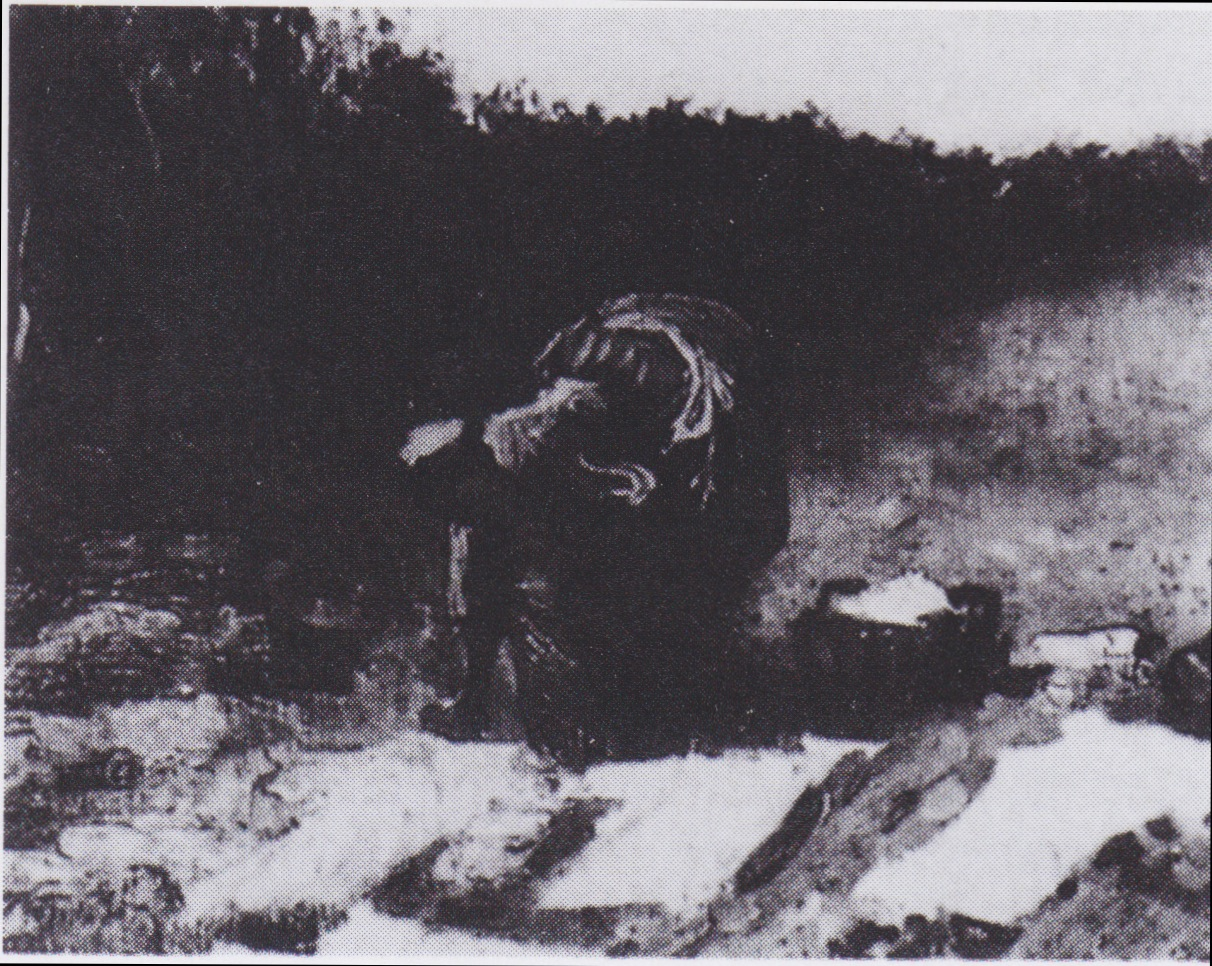
Campesina lavando, 1885, colección privada (F148)

#### Granja y otros trabajos agrícolas
Van Gogh describió Campesina que cava (F95un) como "mujer ... vista de frente, su cabeza casi en la tierra, cavando zanahorias". Hecha en Nuenen en 1885, esta pintura es parte  de los dibujos campesinos que Van Gogh creó para "captar su carácter."
Campesina cavando delante de su cabaña (F142) es una de las pinturas que Van Gogh dejó atrás al marchar a Amberes en 1885 y se la quedó su madre Anna Carbentus van Gogh.

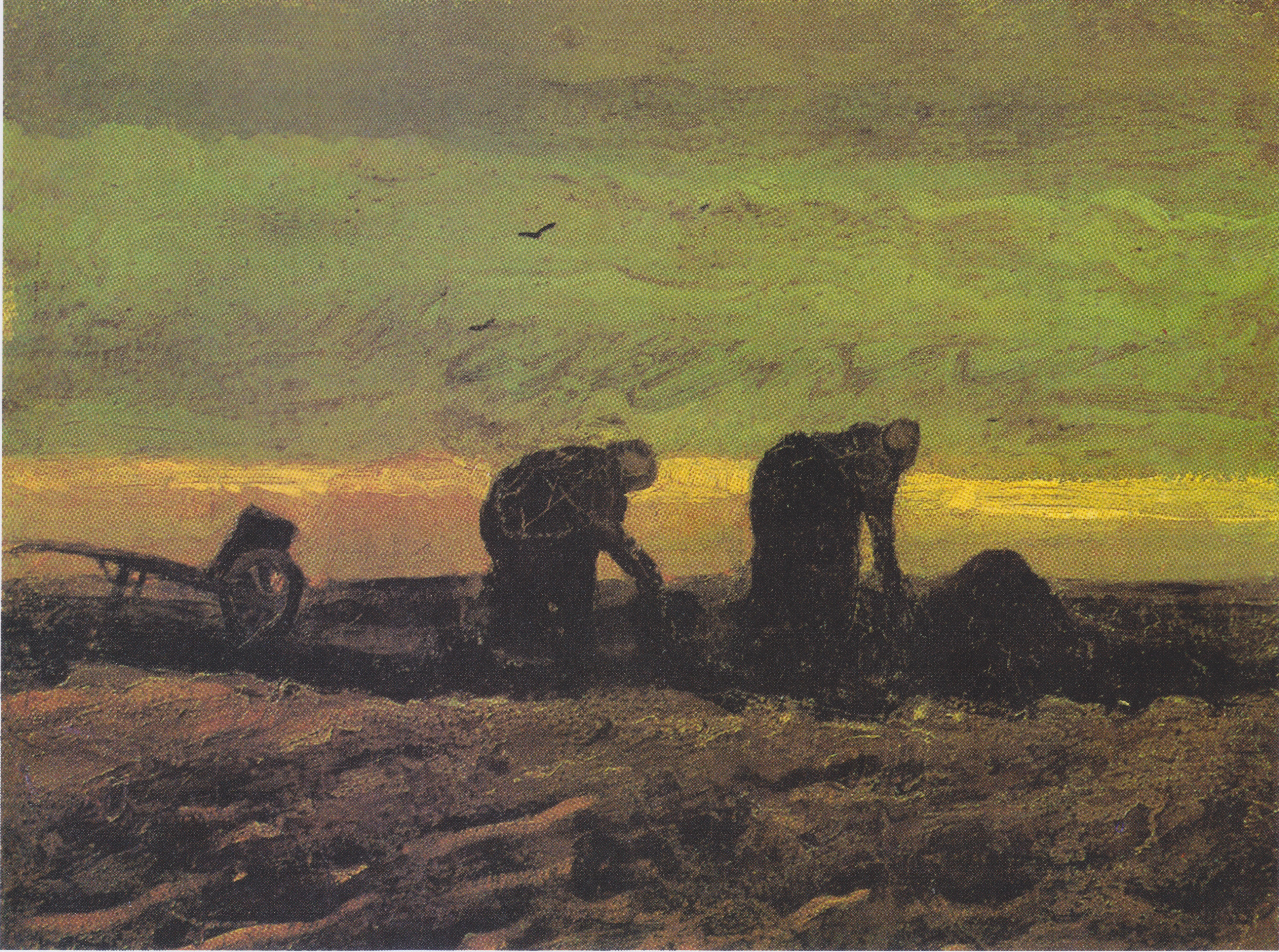
Dos mujeres en el páramo, 1883, Van Gogh Museum, Ámsterdam (F19)
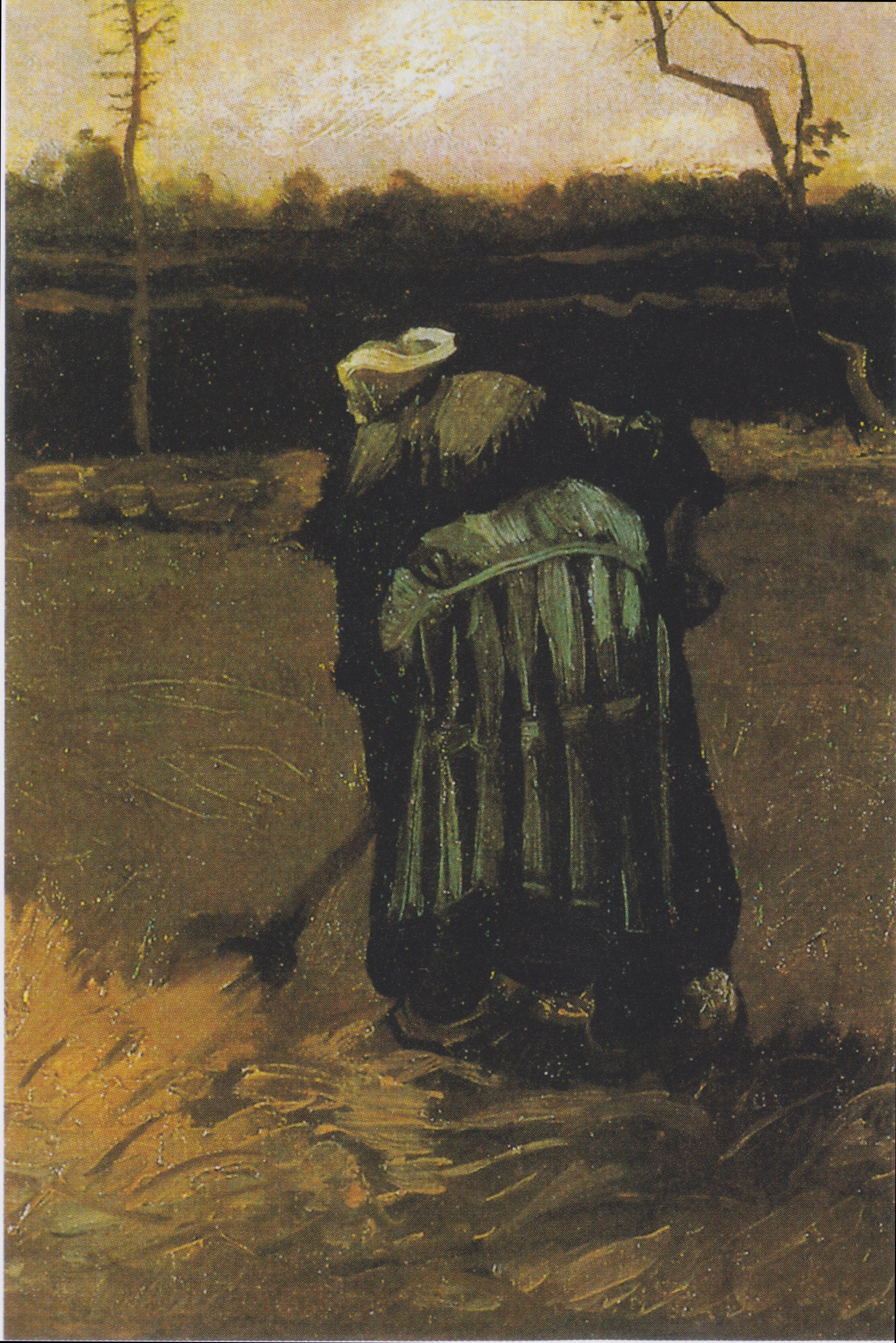
Campesina cavando, 1885, Noordbrabants, Den Bosch (F94)
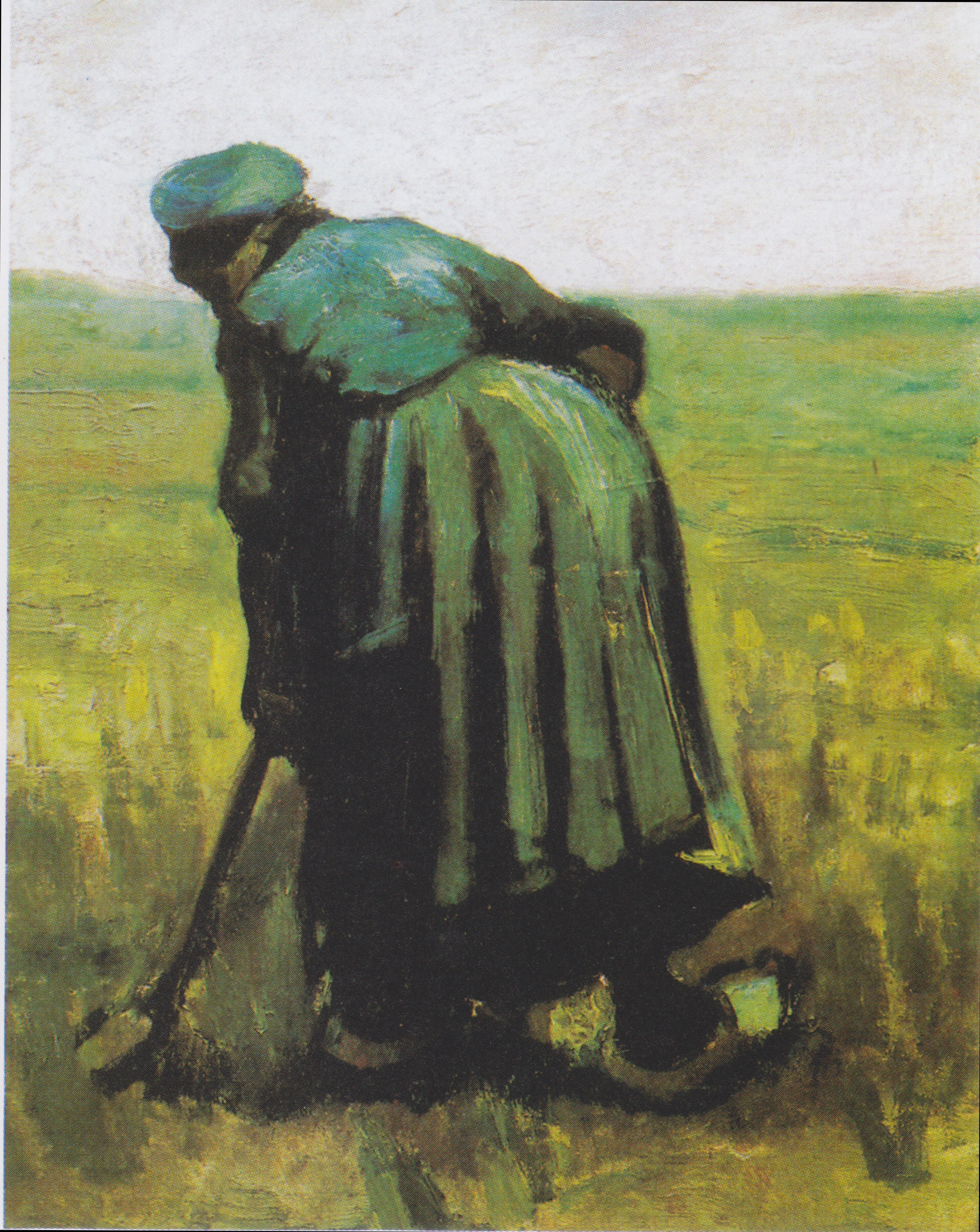
Campesina cavando o también Mujer con una pala, vista desde atrás, 1885, Galería de Arte de Ontario, Toronto (F95)
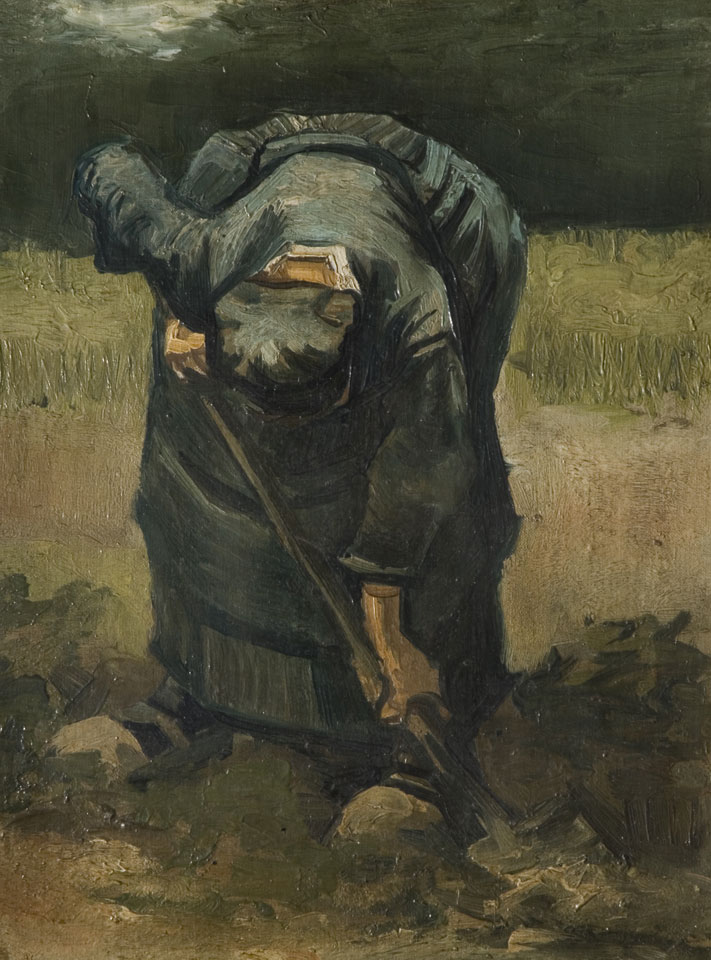
Campesina cavando, 1885, Barber Institute of Fine Arts, Birmingham (F95un)
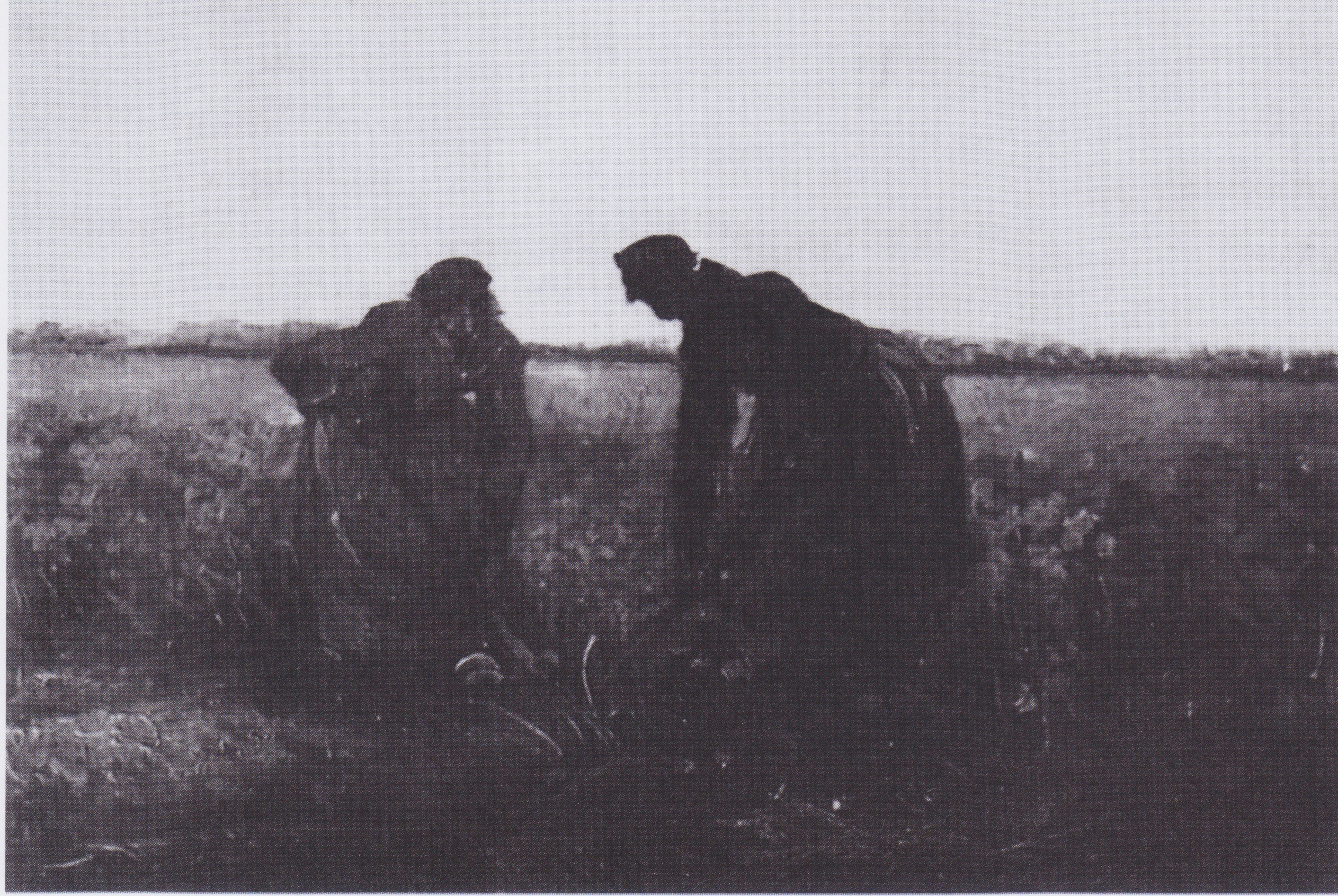
Dos campesinas cavando (copia en blanco y negro de la pintura), 1885, colección privada (F96)
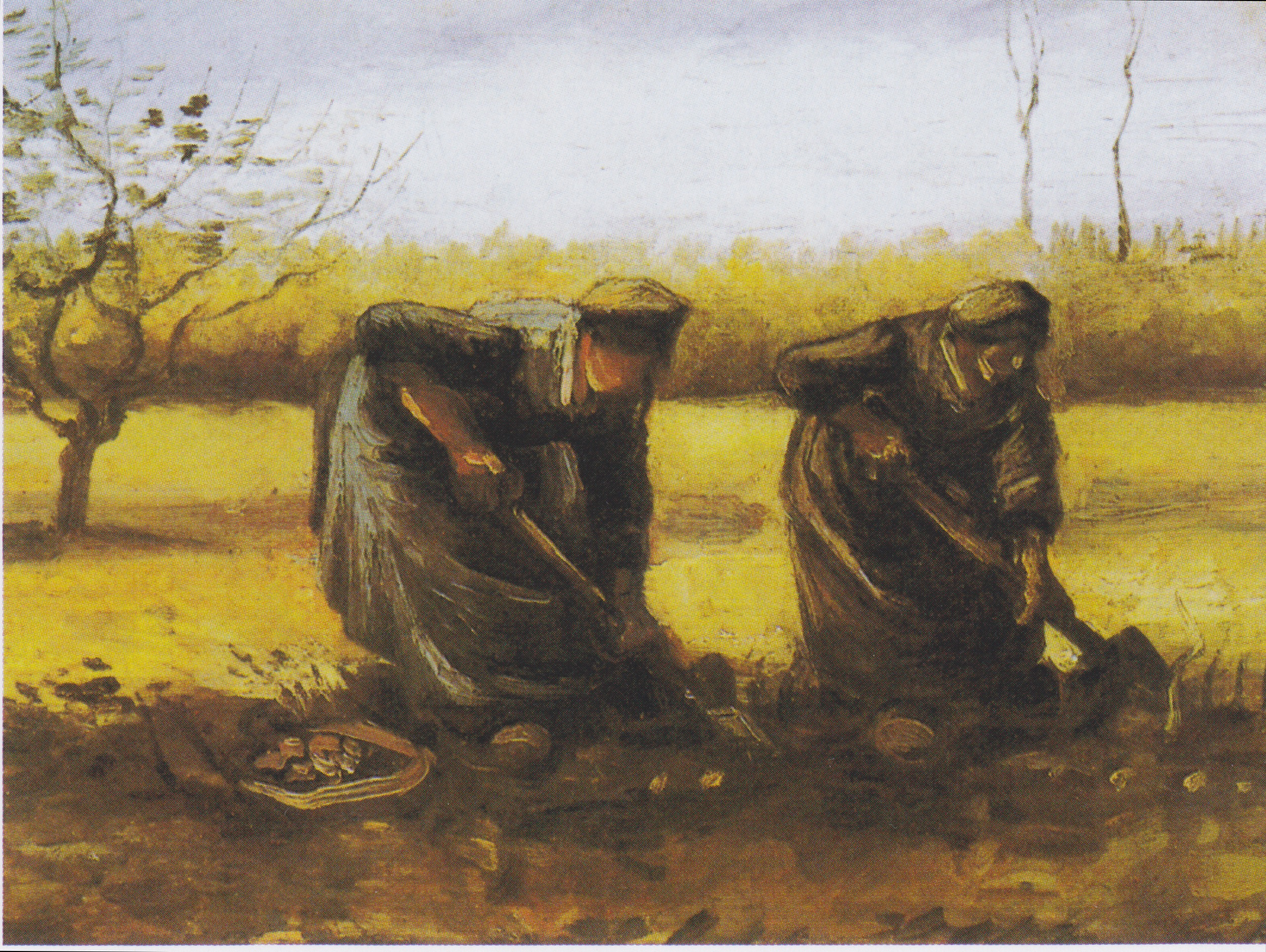
Dos campesinas cavando patatas, 1885, Kröller-Müller Museum, Otterlo, Países Bajos (F97 - también F129)
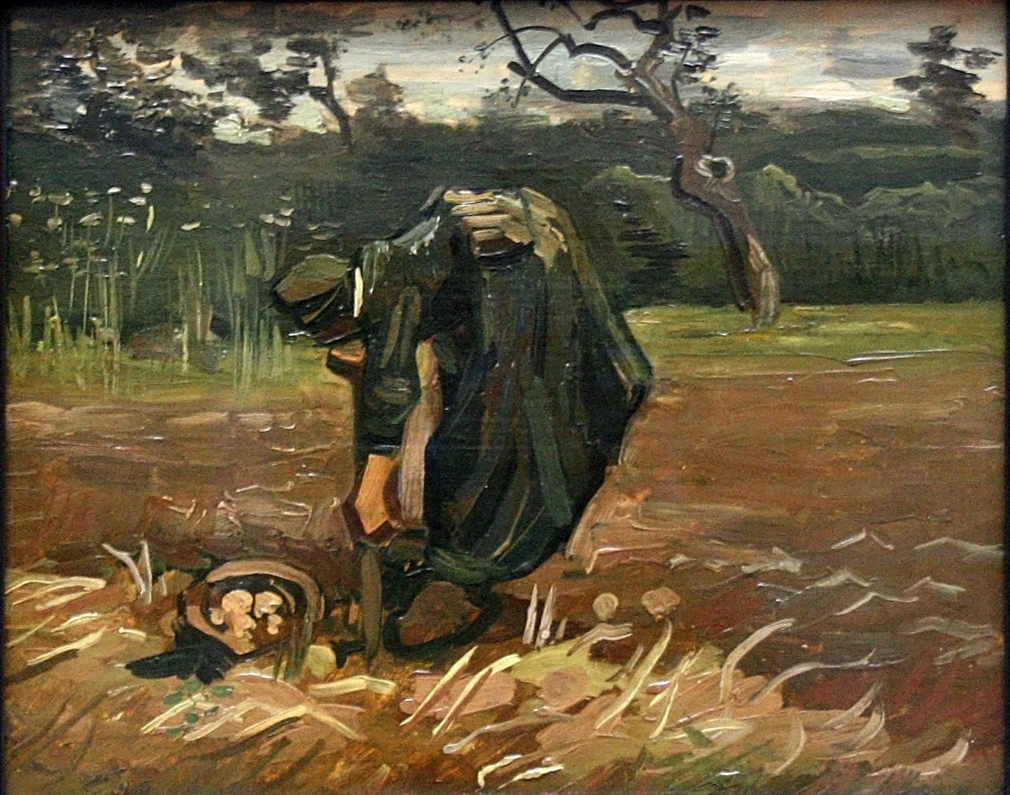
Campesina desenterrando patatas, 1885, Museo Real de Bellas artes, Amberes, Bélgica (F98)
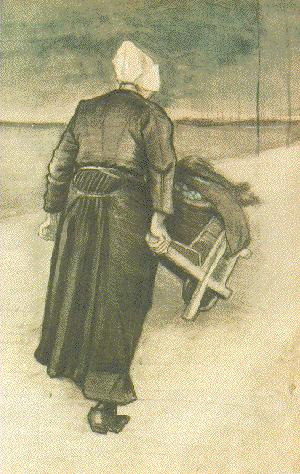
Mujer con carretilla, acuarela, 1883, Kröller-Müller Museum, Otterlo, Países Bajos (F1021)
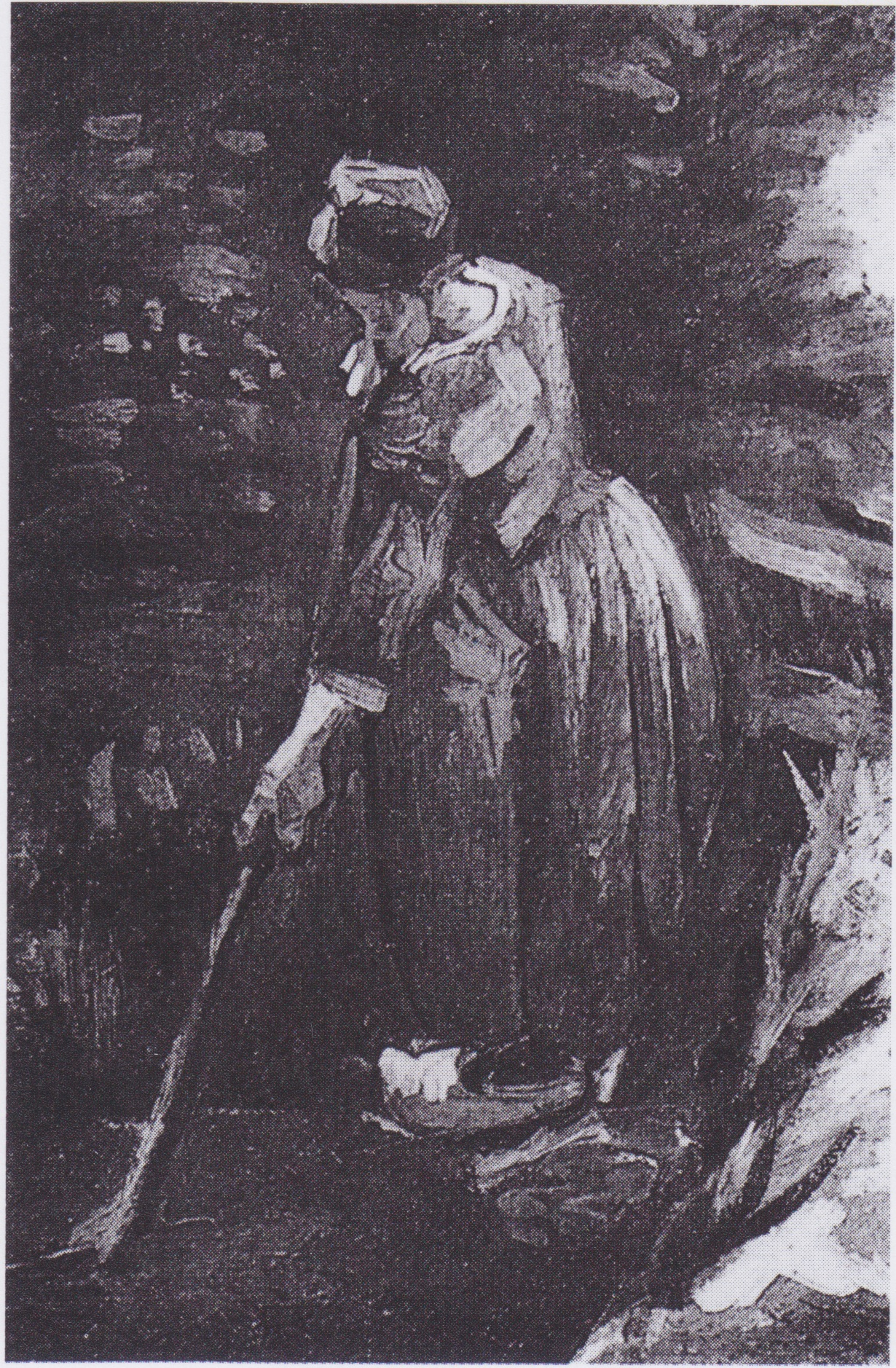
Campesina recolectando, 1885, colección privada (F139)
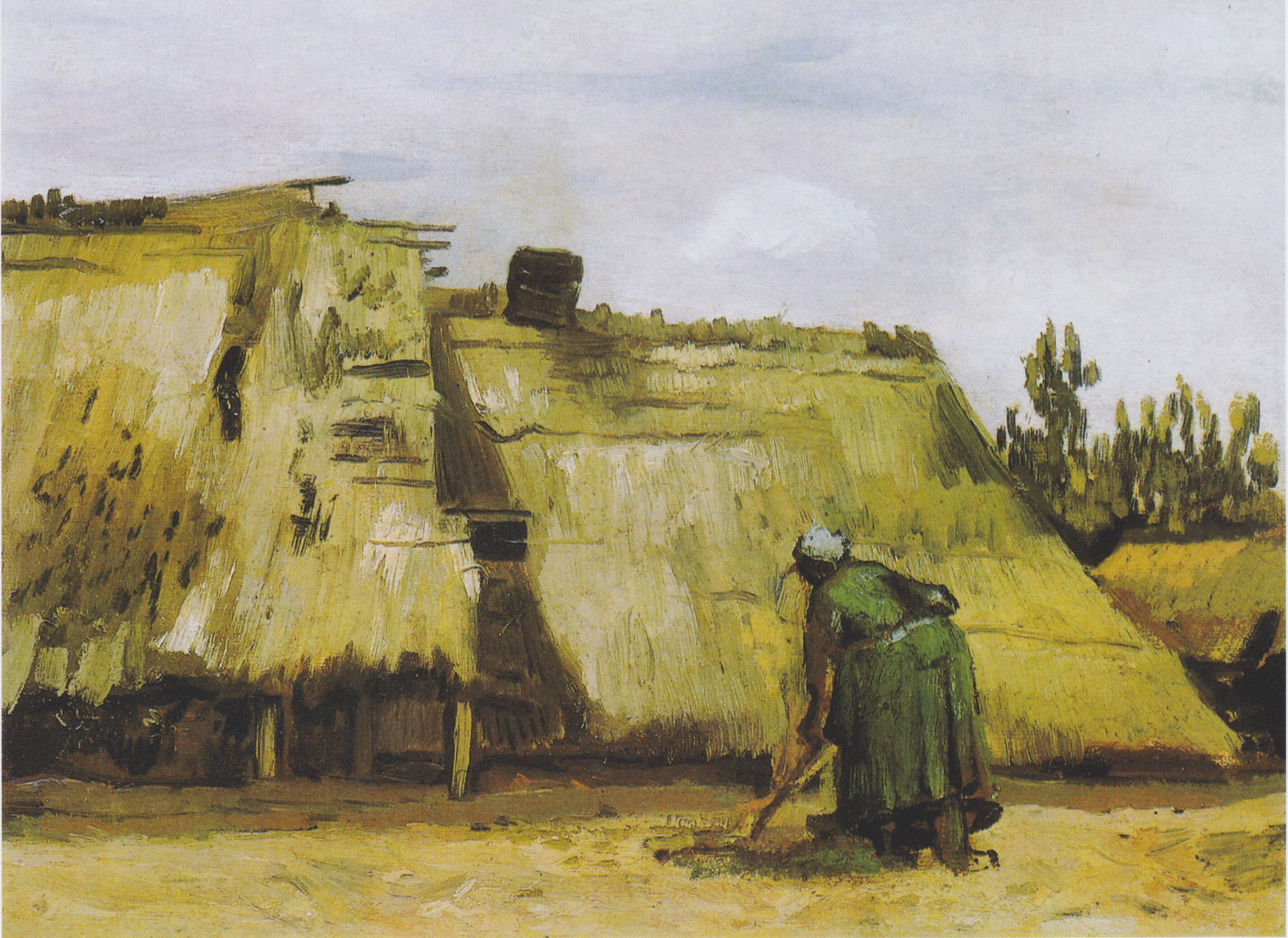
Campesina cavando delante de su cabaña, 1885, Instituto de Arte de Chicago (F142)

#### Costura e hilado
Mujer cosiendo (F71) describe una mujer sentada junto a una ventana. En este estudio Van Gogh experimenta sobre cómo reflejar una figura en un interior, iluminada por una ventana. Aquí la mujer es una silueta oscura. Van Gogh muestra el efecto de luminosidad en la ventana sobre la costurera.
En 1885 Van Gogh escribió a su hermano Theo sobre sus intentos, "especialmente representa un à contre jour. Tengo estudios de cabezas, tanto iluminadas como a contraluz, y he trabajado en general en todas las figuras varias veces, una costurera, [alguien] enrollando hilo o pelando patatas. De cara y de perfil. No sé si lo terminaré o no, ya que es un efecto difícil, aunque creo que he aprendido una o dos cosas sobre él."
La mujer enrollando hilo (F36) retrata una mujer sentada cerca de una ventana, devanando el hilo. El tejido era un comercio histórico en Nuenen, donde vivían los padres de Van Gogh en 1884. Van Gogh describió a los trabajadores como "gente excepcionalmente pobre." La mujer en esta pintura es la madre de la familia De Groot que se ve vertiendo café en la pintura Los comedores de patatas.

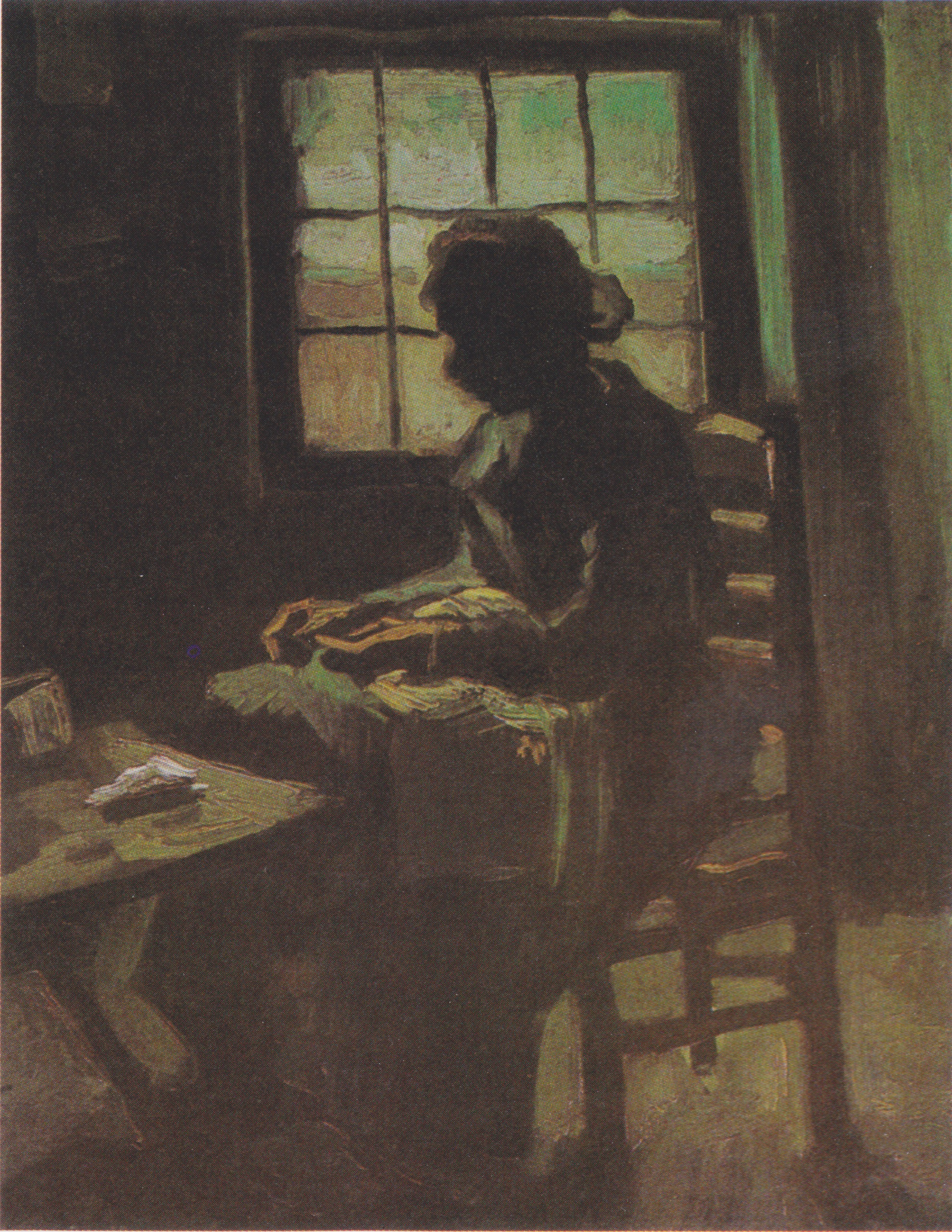
Costurera, 1885, Van Gogh Museum, Ámsterdam (F71)
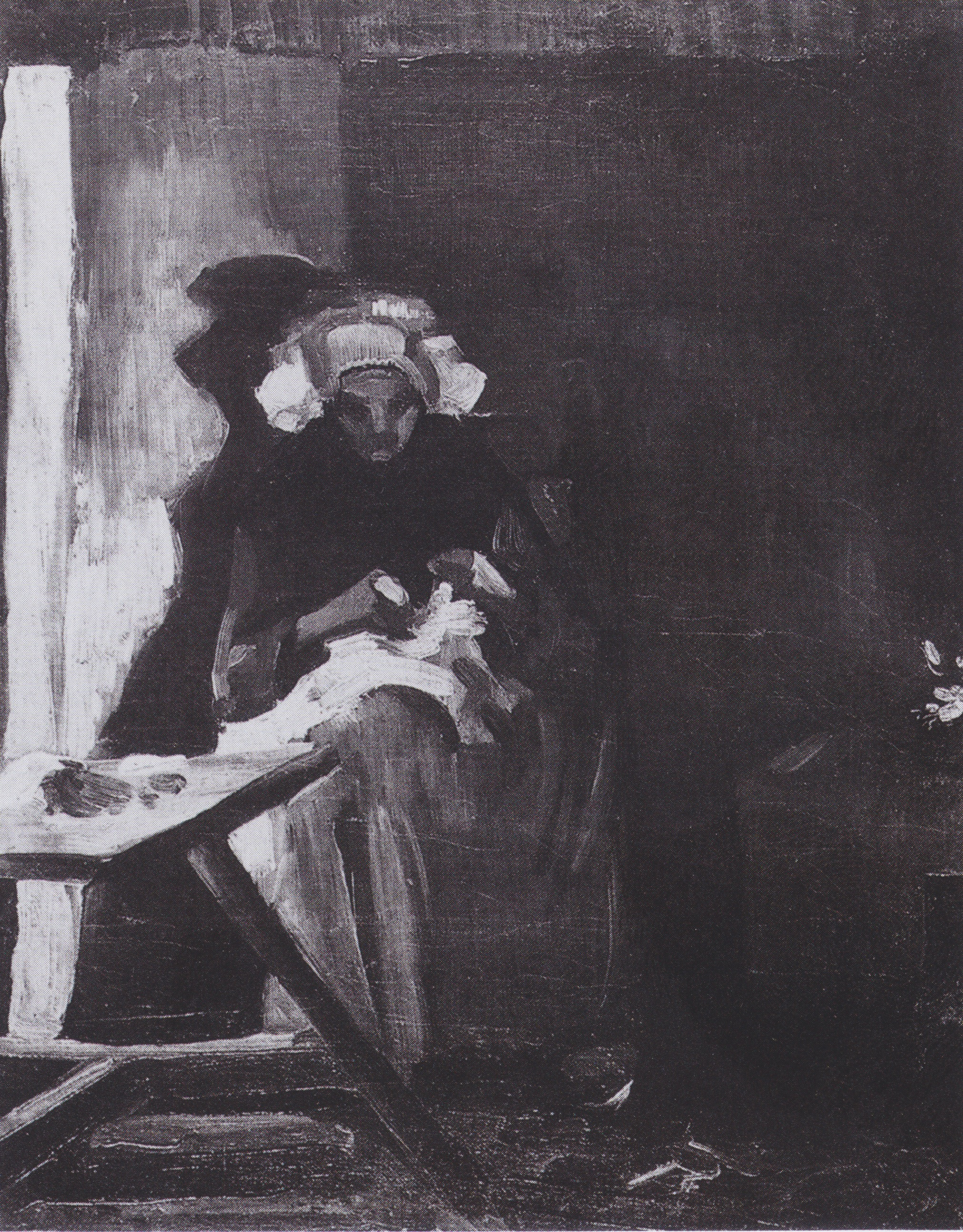
Campesina cosiendo, 1885, colección Privada (F126un)
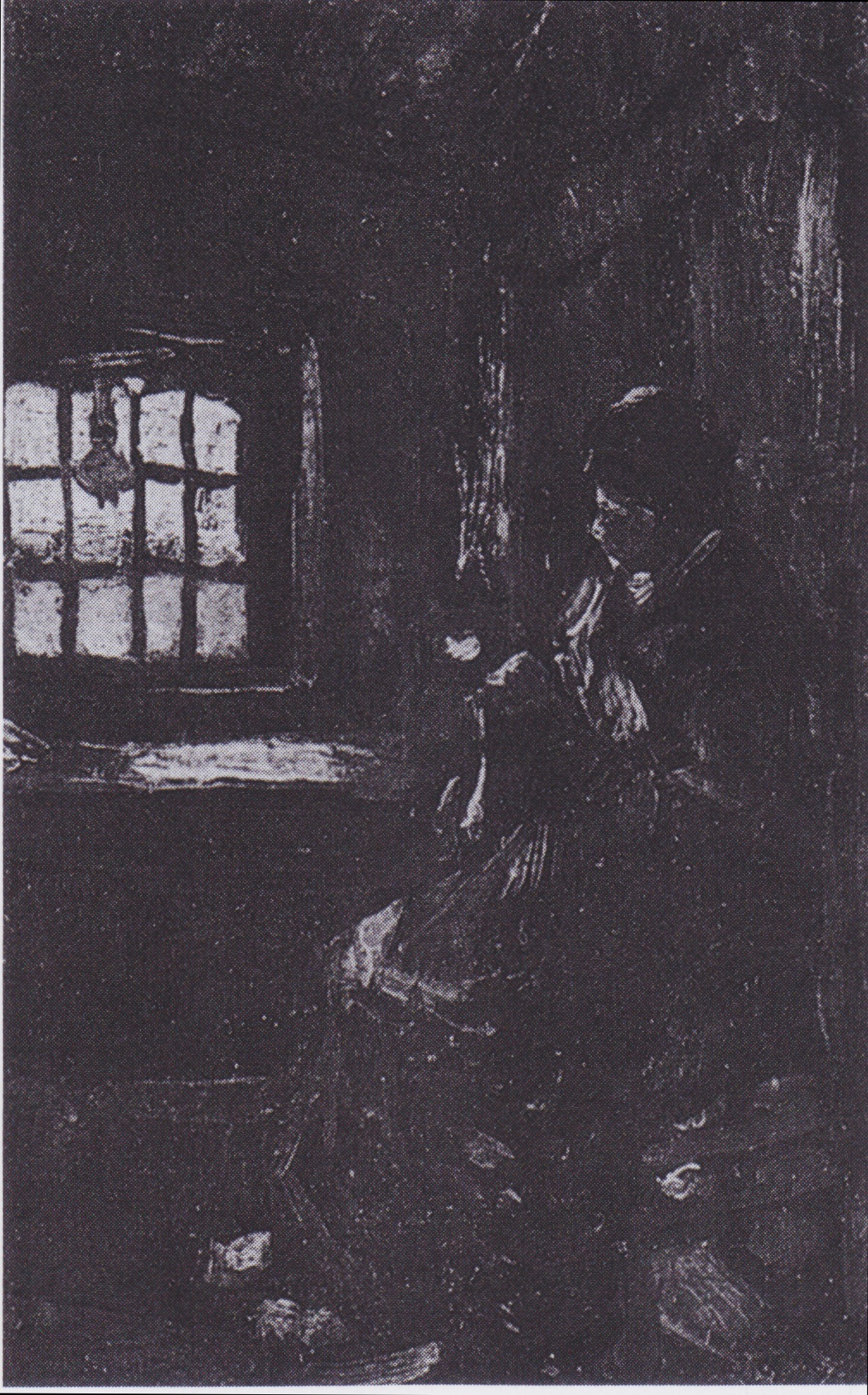
Campesina cosiendo medias (copia en blanco y negro de una pintura muy oscura), 1885, colección privada (F157)
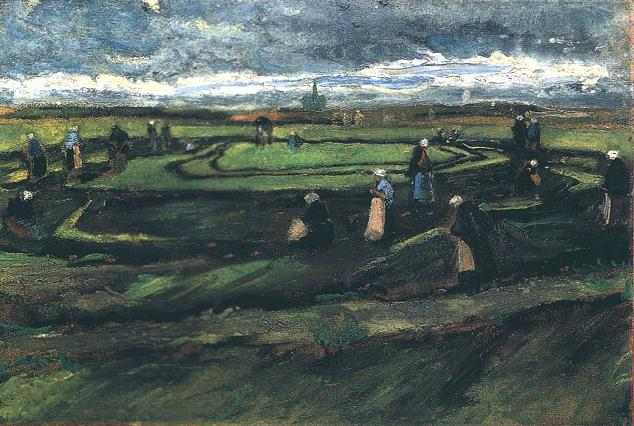
Mujeres extendiendo redes en las dunas, 1882, colección privada (F7)
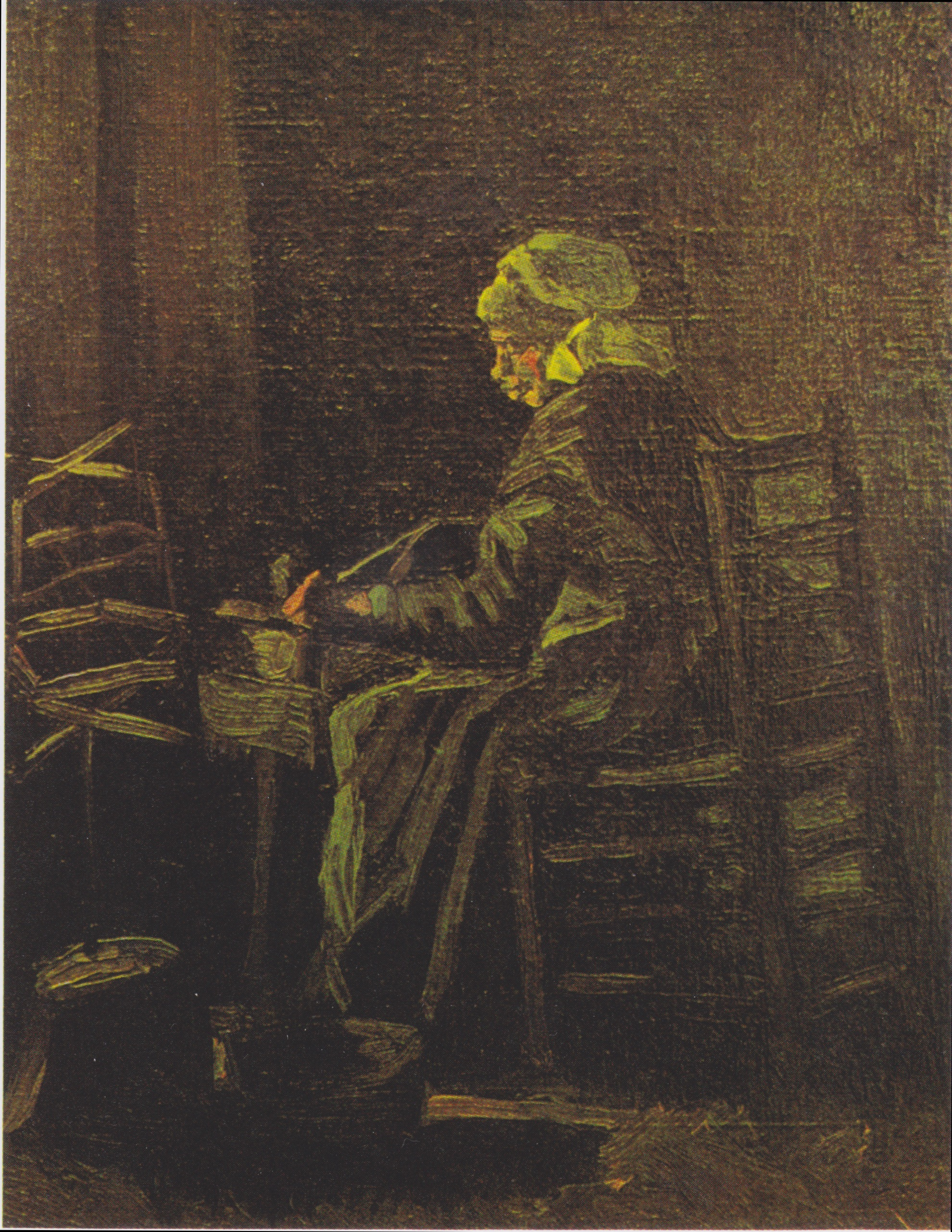
Mujer enrollando hilo, 1884, Van Gogh Museum, Ámsterdam (F36)

### Hombres

#### Cesteros
A medida que las estaciones cambiaban, Van Gogh hizo pinturas de los que trabajaban en el interior, como el cestero. Años después de hacer las pinturas, Van Gogh escribió en 1888 de la naturaleza solitaria de la ocupación: "Un tejedor o un fabricante de cestos a menudo pasan las estaciones enteras solos, o casi solos, con su oficio como única distracción. Y lo que hace que estas personas se queden en su lugar es precisamente el sentimiento de estar en casa, el aspecto tranquilizador y familiar de las cosas."

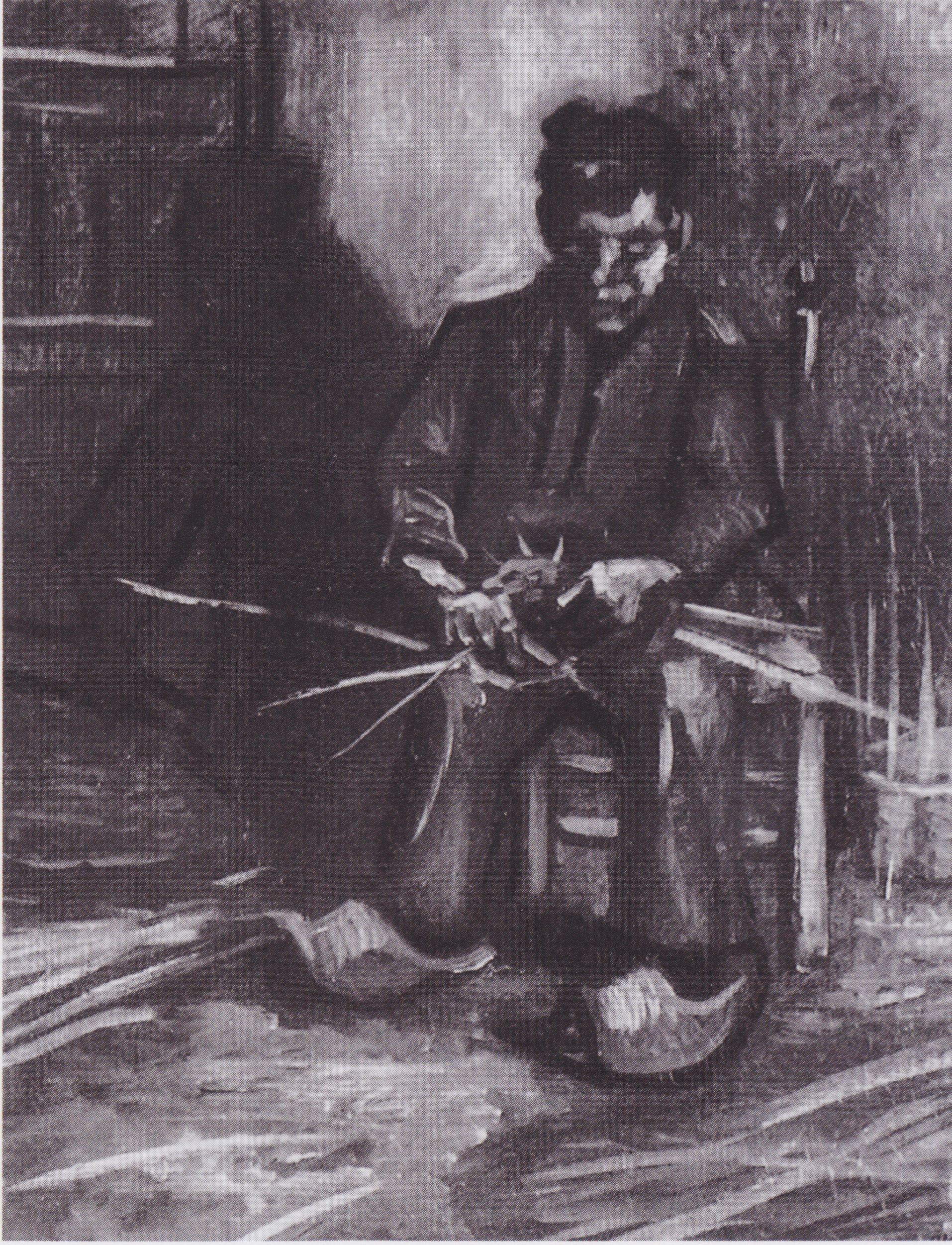
Campesino haciendo una cesta, 1885, Musée des Beaux-Arts, La-Chaux-de-Fonds, Suiza (F171)
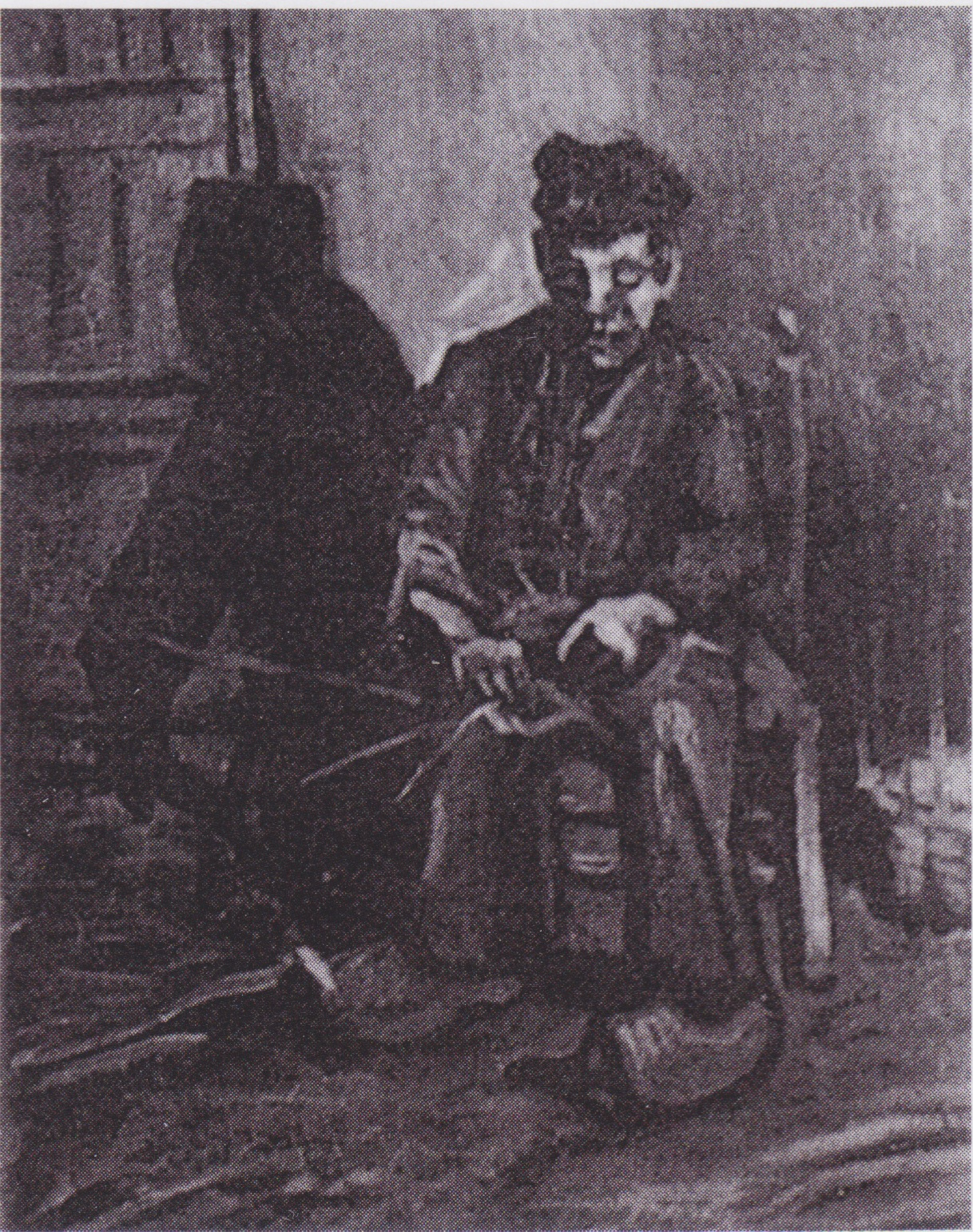
Campesino haciendo una cesta, 1885, colección privada (F171un)

#### El labriego y pastor

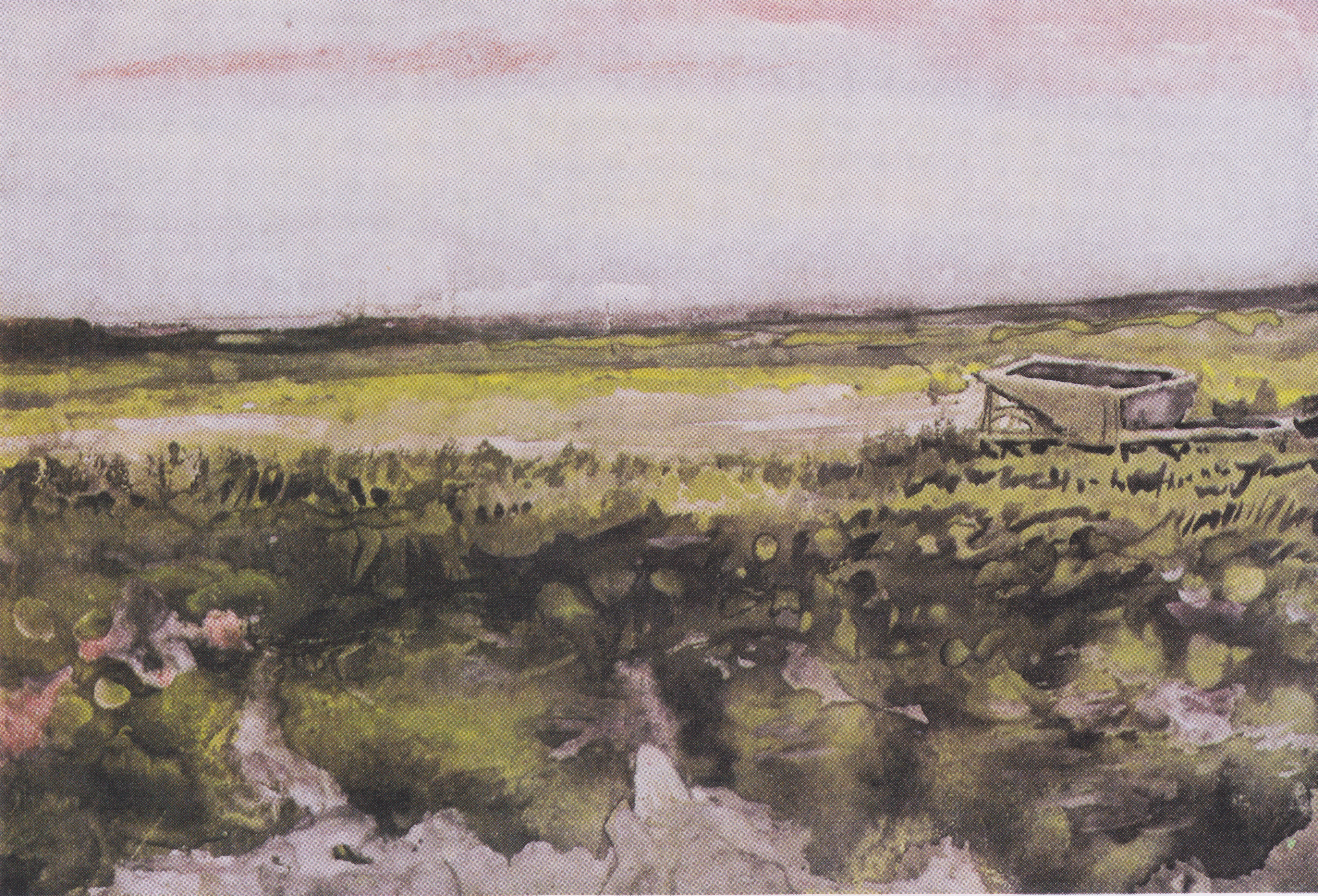
Brezal con carretilla, acuarela, otoño de 1883, Museo de Arte de Cleveland (F1100). Incapaz de encontrar personas para posar para él en Drenthe, Van Gogh pinta esta acuarela del brezal y representa el trabajo campesino con la presencia de la carretilla.

Van Gogh tenía un ideal poético en pintar la vida rural y soñaba con un tiempo en que podría trabajar codo con codo con su hermano:
"Theo, sé un pintor, intenta desenredarte y ven a Drenthe…  Así que chico, ven y pinta conmigo en el brezal, en el campo de patatas, ven y pasea conmigo detrás del arado y el pastor -- ven y siéntate conmigo, mirando el fuego -- deja que la tormenta que golpea el brezal te atraviese. Libérate de tus ataduras… no busques [el futuro] en París, no lo busques en América;  es siempre lo mismo, para siempre, y siempre exactamente igual. Realiza un cambio completo de hecho, prueba el brezal.

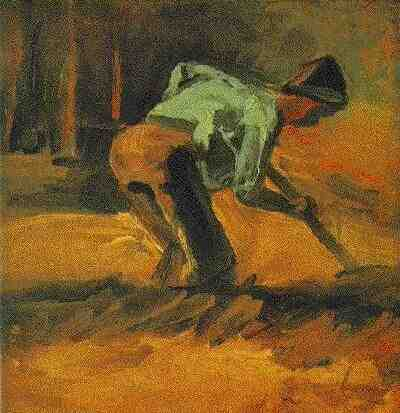
Hombre agachado con palo o pala 1882 Museo Conmemorativo de las Artes, Izumi, Japón (F12)
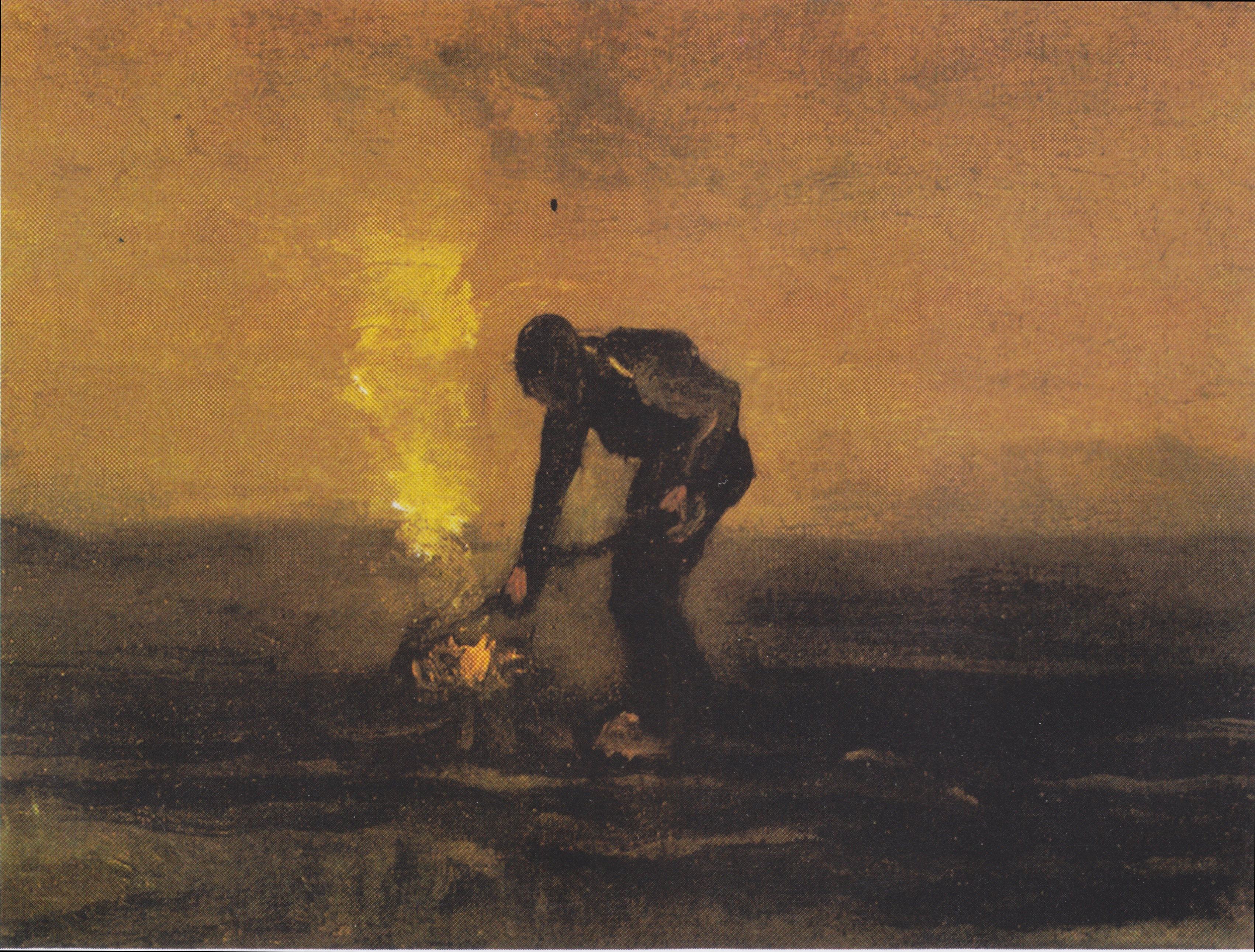
Campesino quemando maleza 1883 colección privada (F20)
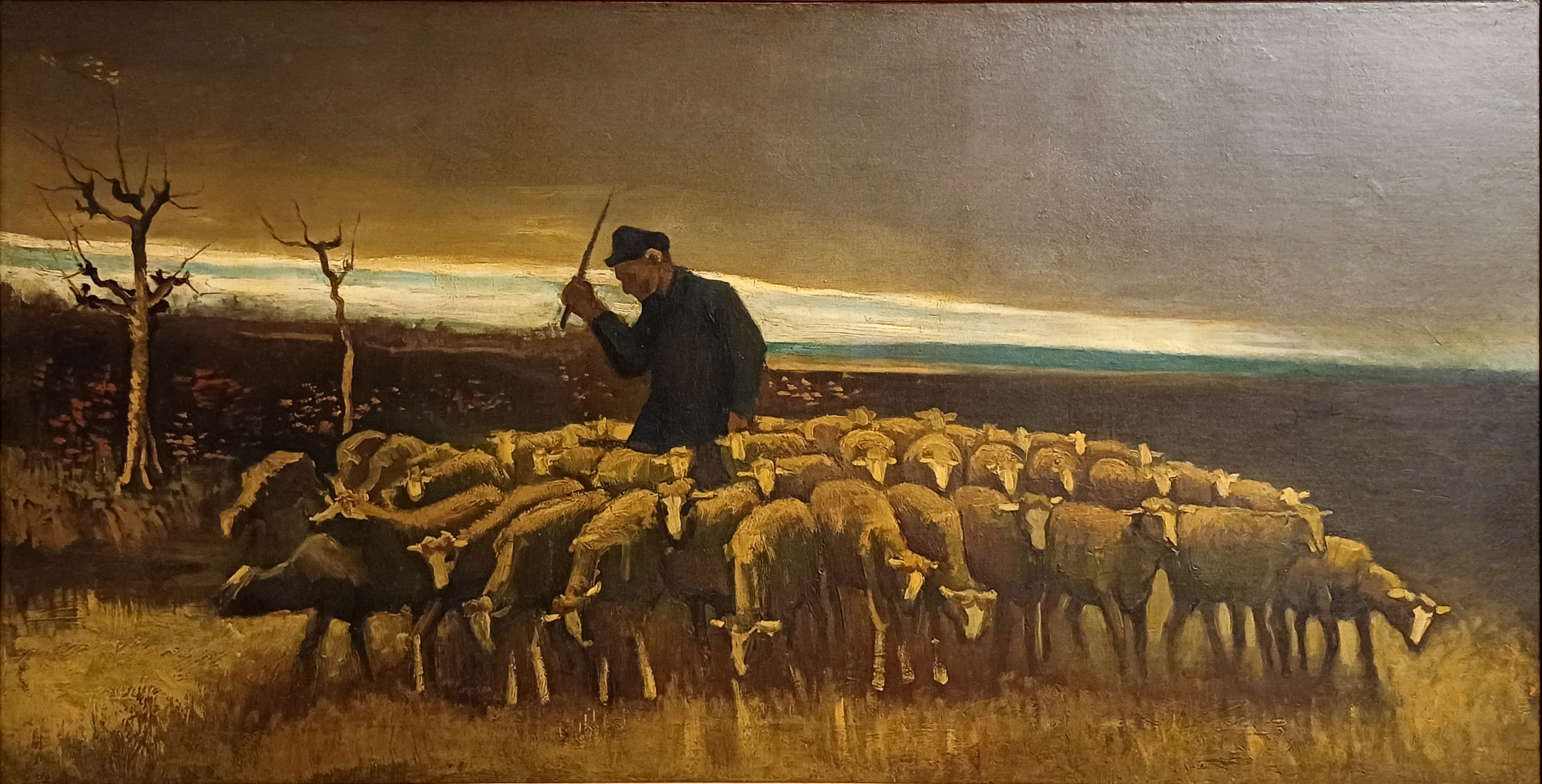
Pastor con rebaño de ovejas (copia en blanco y negro de la pintura), 1884, Museo Soumaya, Tizapán, México (F42)
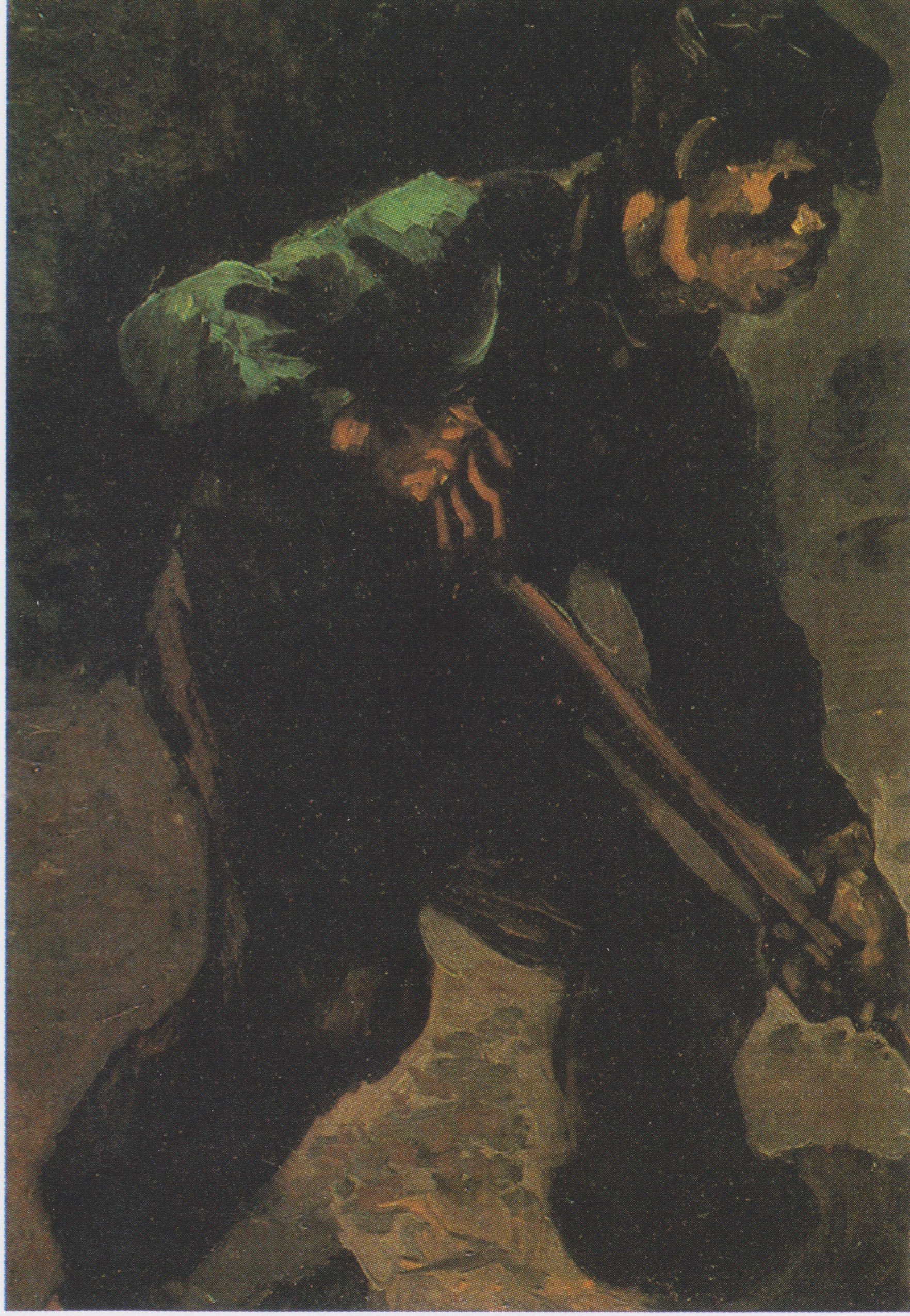
Campesino cavando 1885 Kröller-Müller Museo, Otterlo, Países Bajos (F166)

#### El sembrador
A lo largo de su carrera artística, Van Gogh realizó 30 trabajos sobre sembradores. Escribió del simbolismo de sembrador: "Uno no espera conseguir de la vida lo que uno sabe que no puede dar; más bien, uno empieza a ver más claramente que la vida es una especie de tiempo de siembra, y la cosecha aún no está aquí."

Van Gogh se inspiró especialmente en el trabajo de Jean-François Millet y la imagen que aportó, insuflando honor en las labores agrícolas. Labrar, sembrar, y cosechar eran vistos por Van Gogh como símbolos del dominio del hombre sobre la naturaleza y sus eternos ciclos de vida.

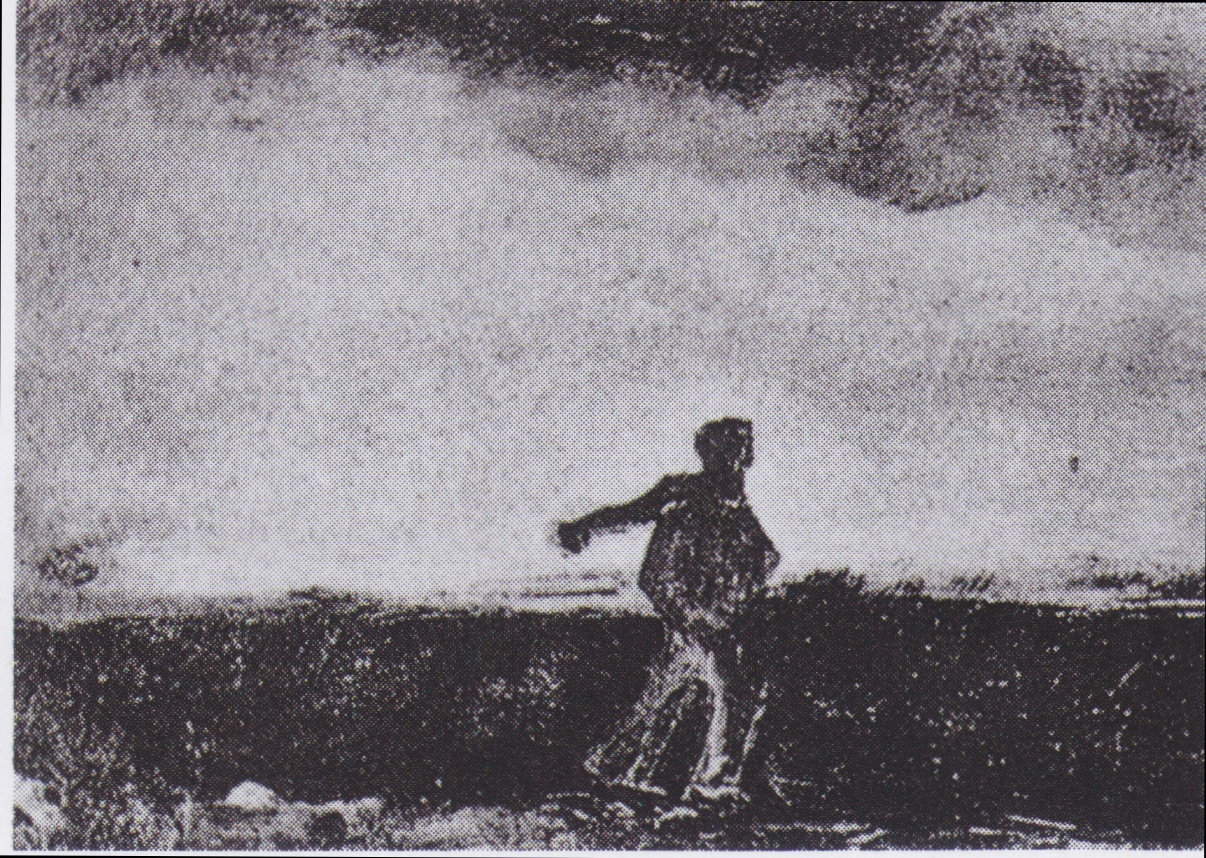
El sembrador (estudio), 1883, la ubicación Desconocida (F11)
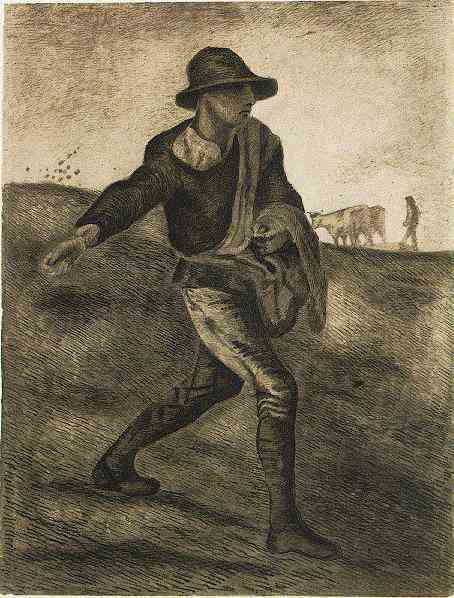
Sembrador (a partir de un Millet), (F830)
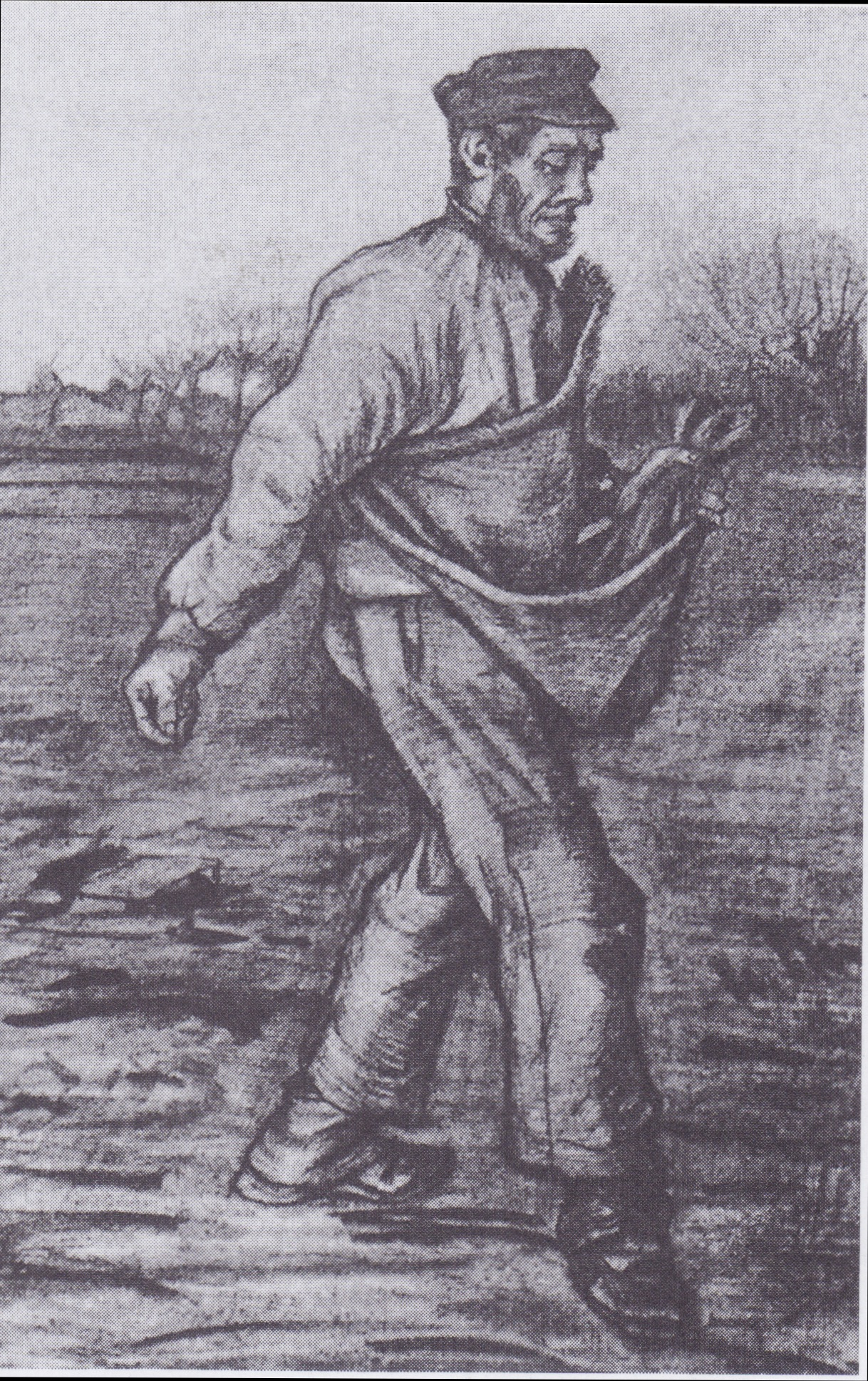
El sembrador, lápiz, pincel y tinta, 1882, P. und N. de Boer, Ámsterdam (F852)
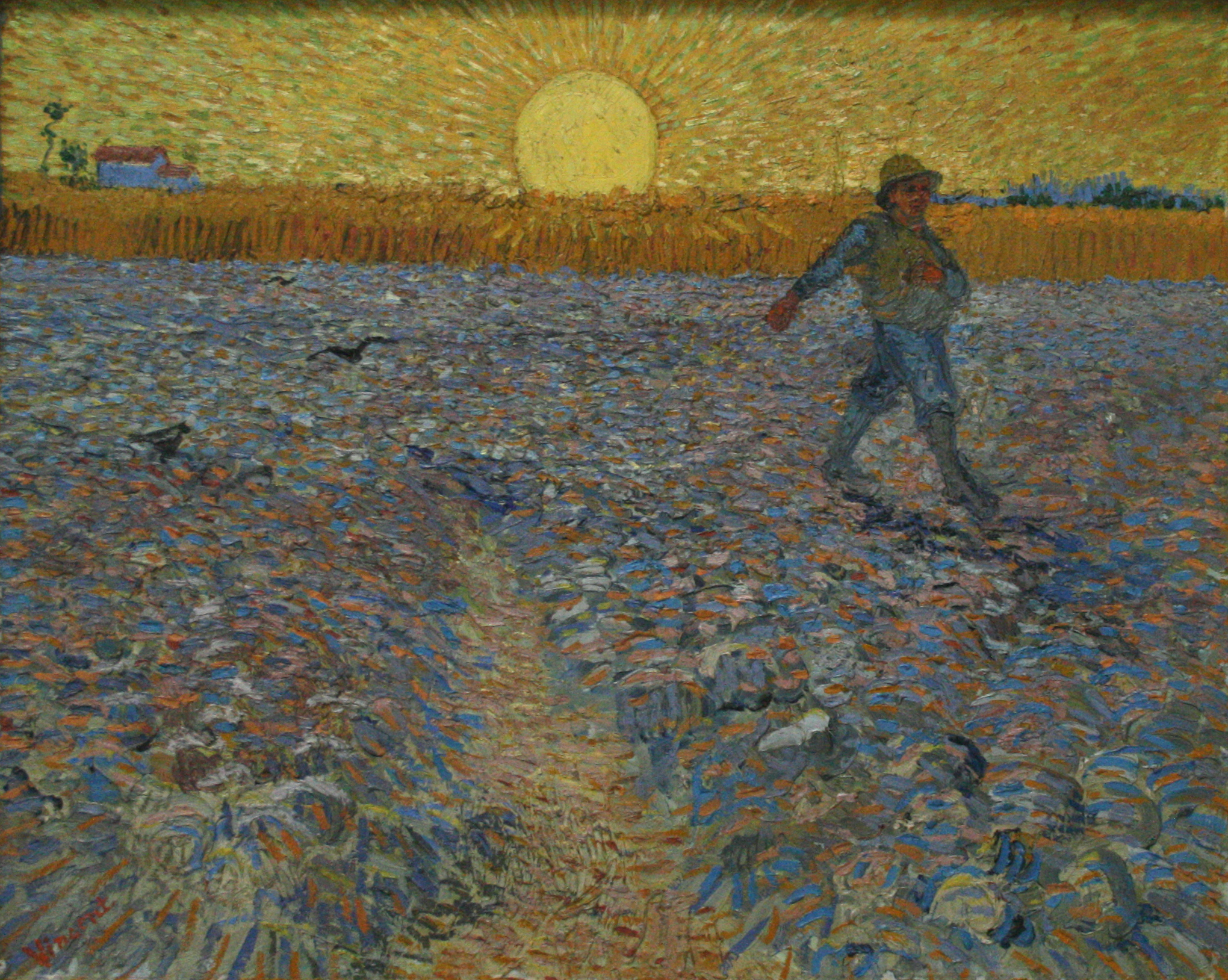
El sembrador junio de 1888, Kröller-Müller Museum, Otterlo, Países Bajos (F422)

#### El tejedor

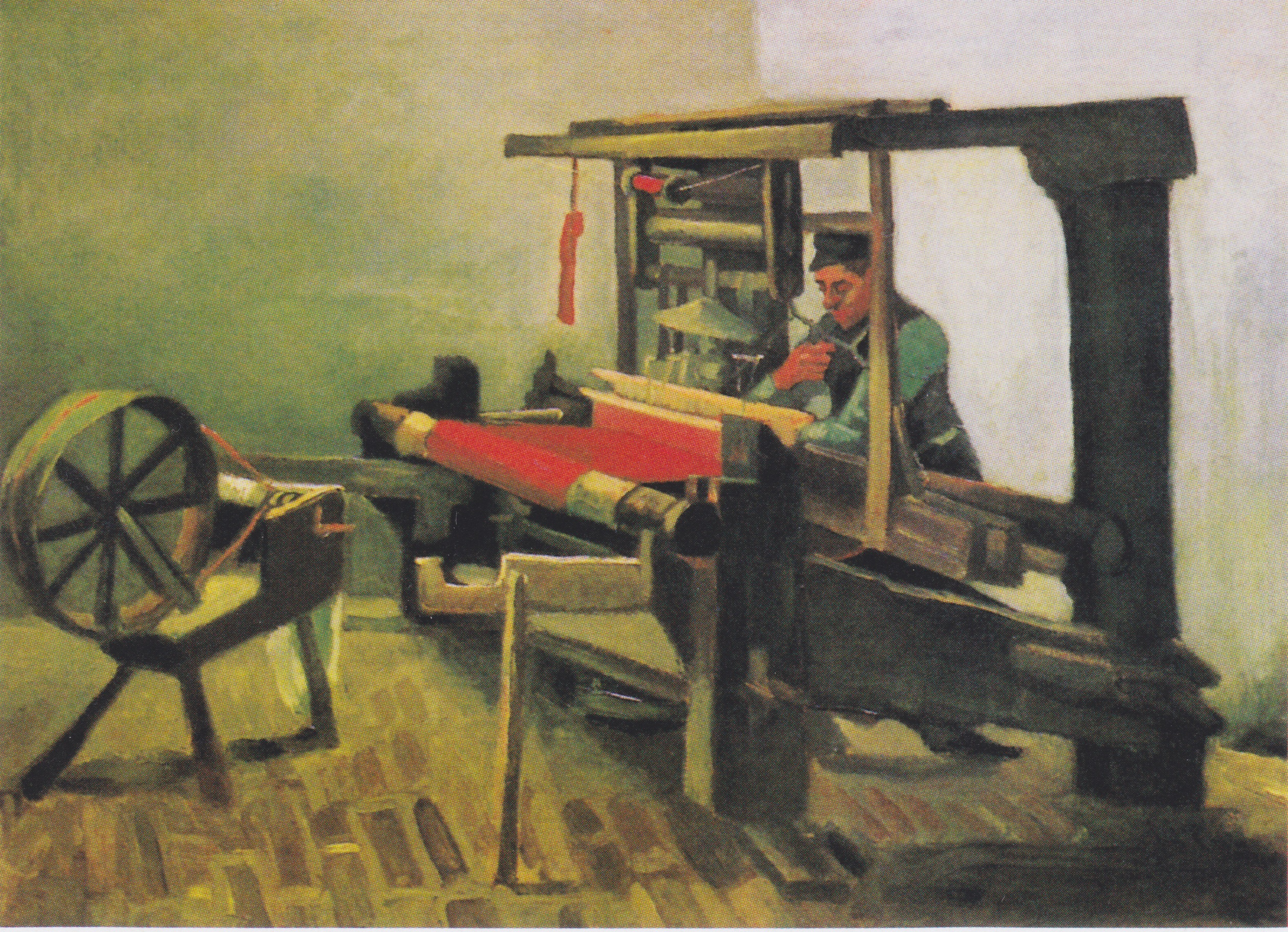
Tejedor de frente con rueca a la izquierda, 1884, Museo de Bellas artes, Boston (F29)

Mientras vivía en Nuenen en 1884, Van Gogh hizo pinturas y dibujos de tejedores por un periodo de seis meses. El tejedor, como el campesino, eran considerados por el pintor hombres que vivían una vida noble, símbolos de los ciclos de la vida en curso.  Van Gogh estuvo interesado en el "aspecto meditabundo" de los tejedores.  "Un tejedor que tiene que dirigir y entretejer una gran cantidad de pequeños hilos no tiene tiempo para filosofar al respecto, si no que está tan absorbido en su trabajo que no piensa si no que actúa, y siente cómo las cosas deben ir más de lo que él puede explicar.", escribió en 1883.
En las pinturas de tejedores, el centro de la composición principalmente son el telar y el tejedor, en una imagen casi icónica. Hay un sentimiento de distancia, como alguien mirando la escena. Es difícil vislumbrar la emoción del tejedor, carácter o habilidad.  Van Gogh experimentó con diferentes técnicas y medios para la luminosidad interior.
El tejido rural ya no era un comercio próspero como antaño; los ingresos podían variar dramáticamente dependiendo de los rendimientos de los cultivos para el material y las condiciones del mercado. Los tejedores vivían una vida pobre, especialmente en comparación con los centros urbanos de fabricación textil como Leiden. A medida que se industrializó la fabricación de textiles, el sustento de los artesanos rurales se volvió cada vez más precario.
Van Gogh escribió a su hermano Theo, "Su vida es dura. Un tejedor que se queda trabajando duro hace una pieza de aproximadamente 60 metros en una semana. Mientras teje, su esposa se sienta delante de él, enrollando el hilo– en otras palabras, enrollando los carretes de hilo– así que hay dos de ellos trabajando y tienen que ganarse la vida de ello."

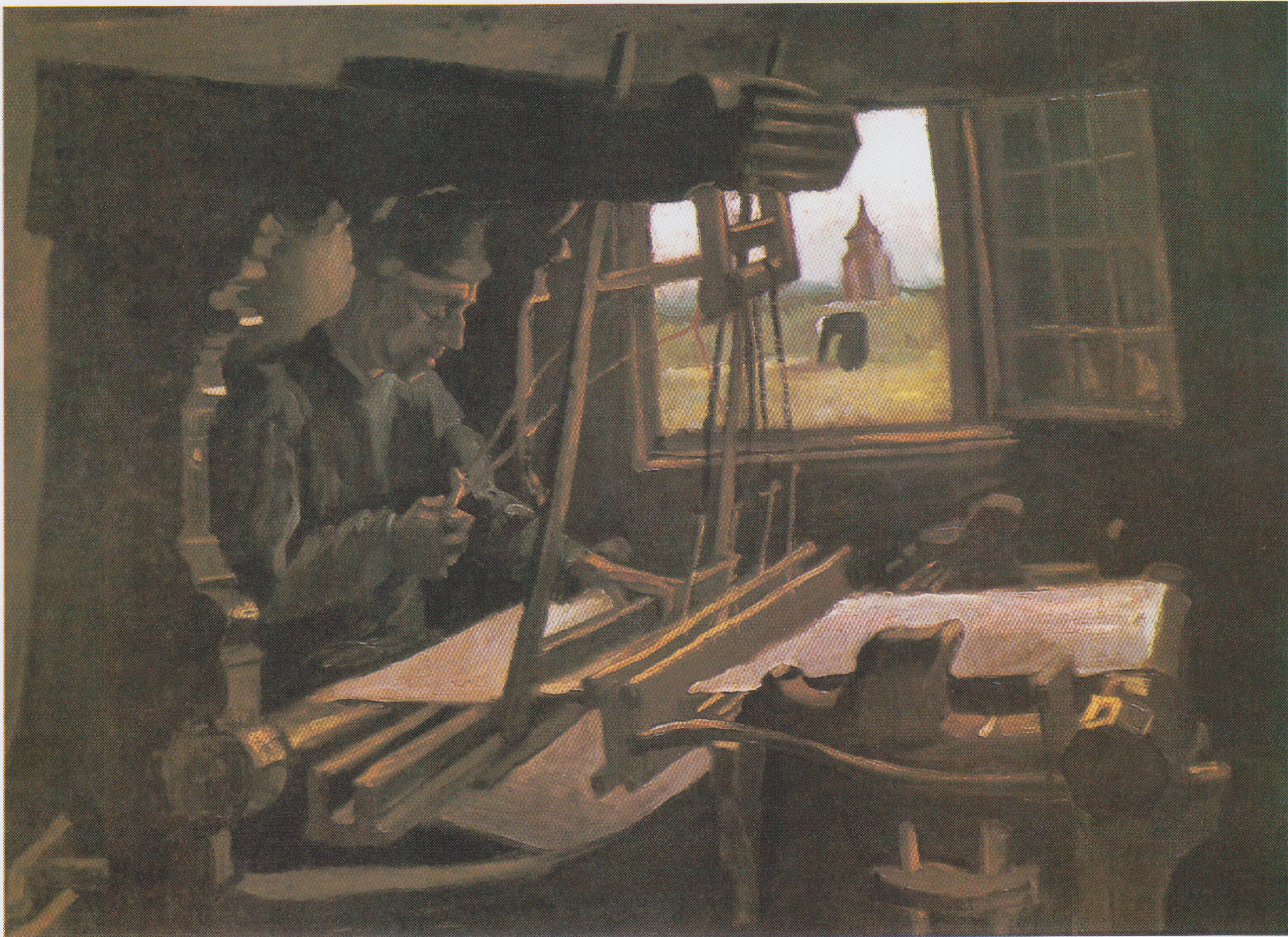
El tejedor cerca de una ventana abierta, 1884, Neue Pinakothek, Múnich (F24)
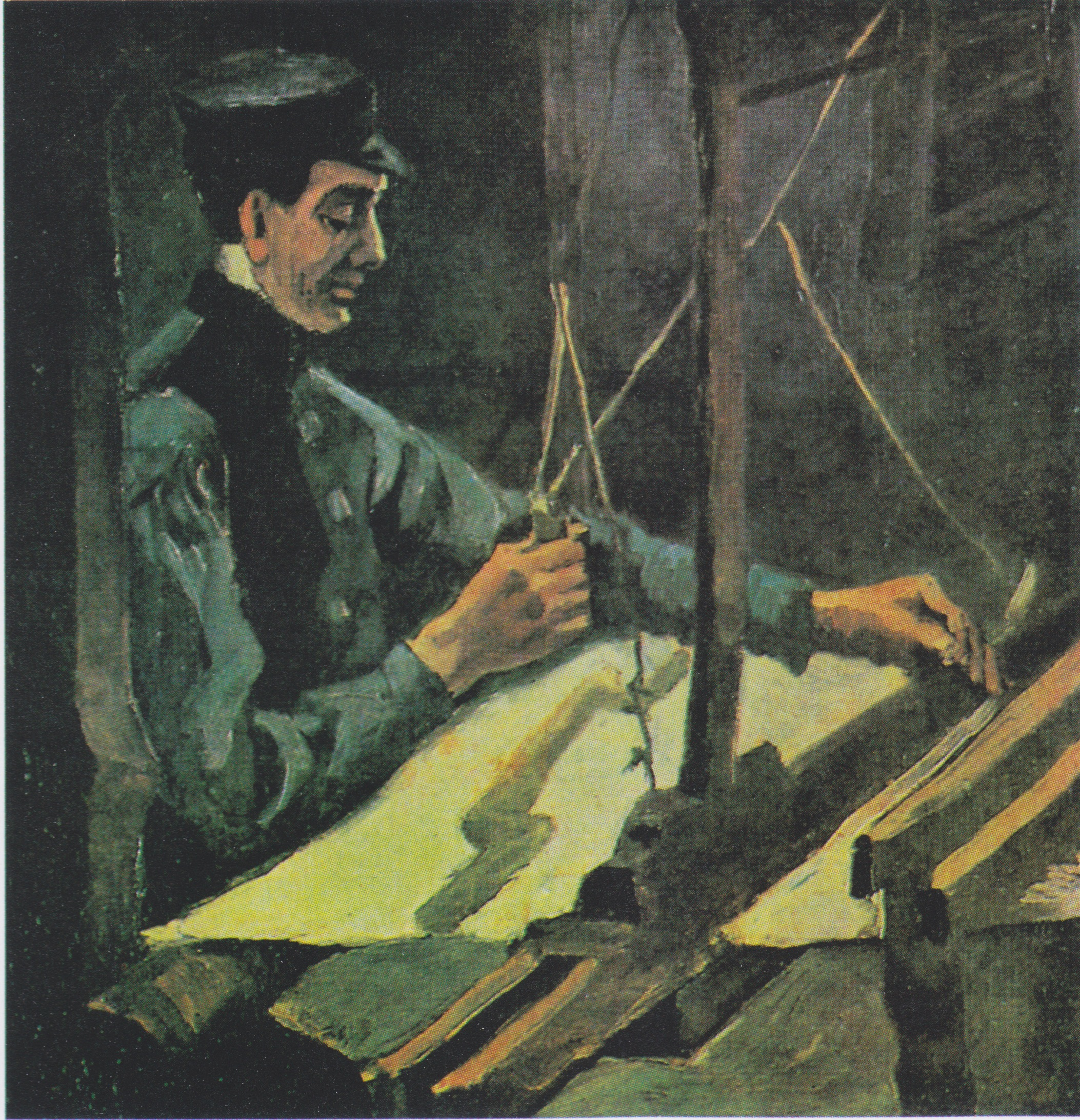
Tejedor de frente a la derecha (Media figura), 1884, colección privada (F26)
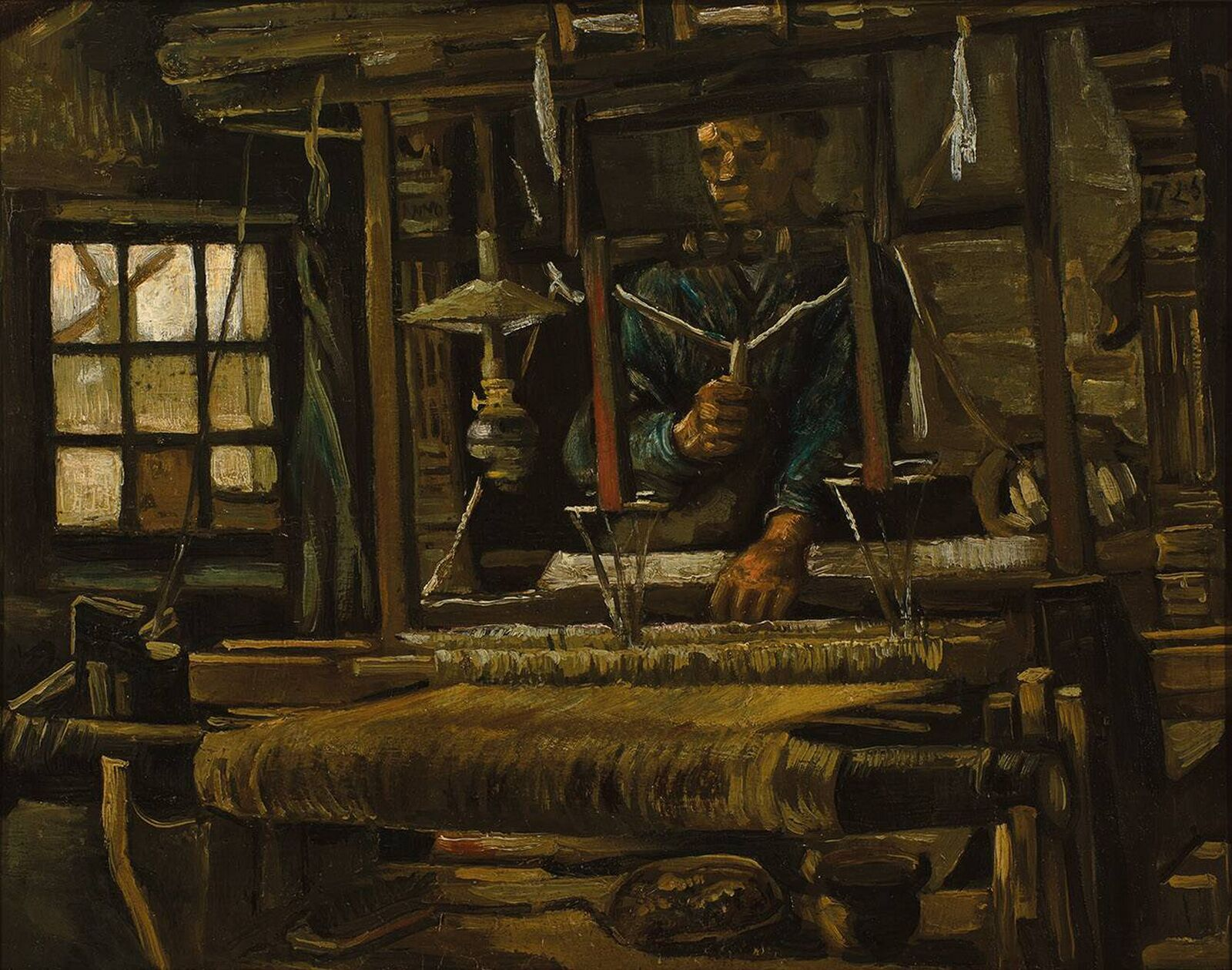
Tejedor, visto de frente 1884, Museum Boijmans Van Beuningen, Rotterdam (F27)
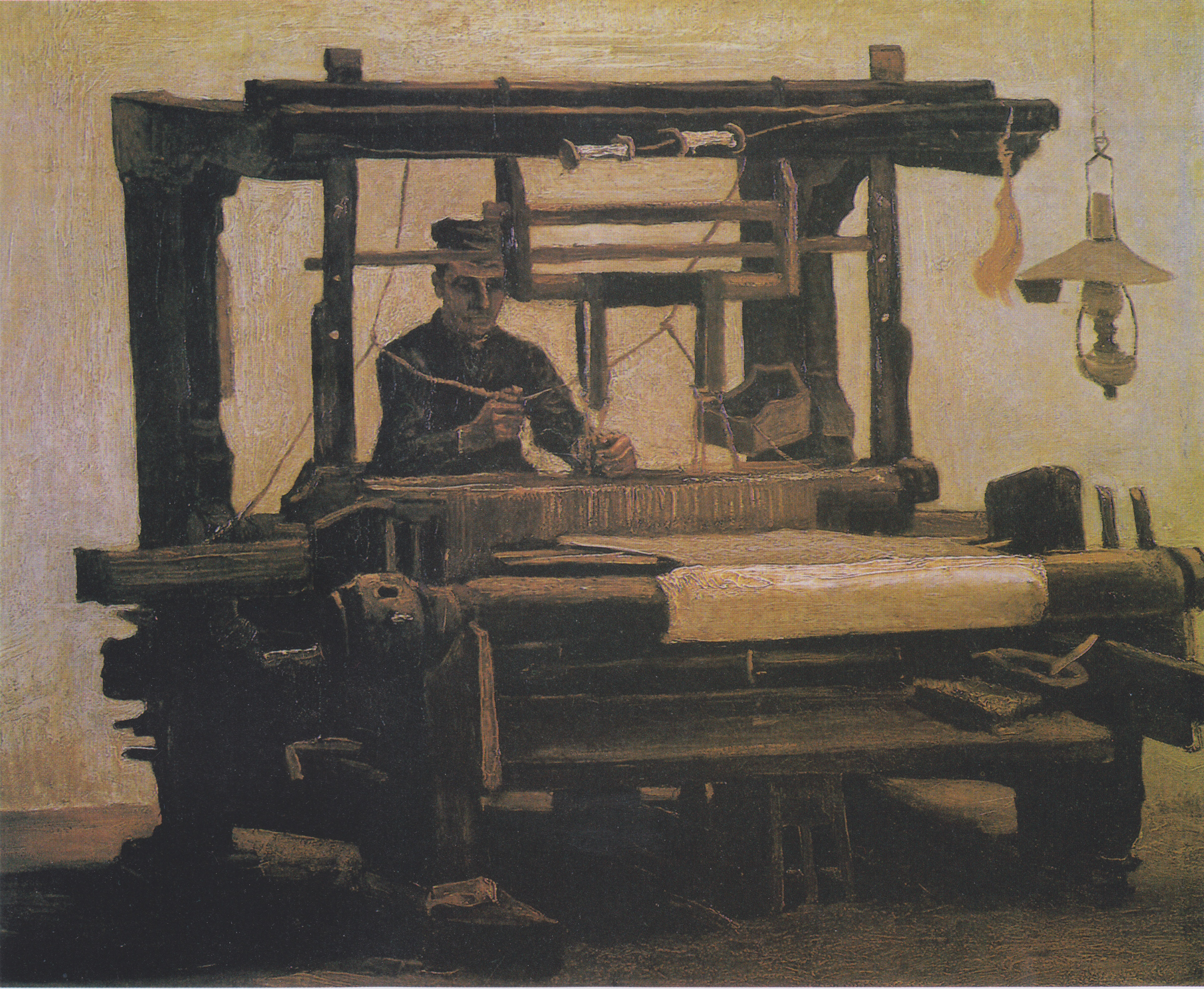
Tejedor en el telar, 1884, Kröller-Müller Museum, Otterlo (F30)
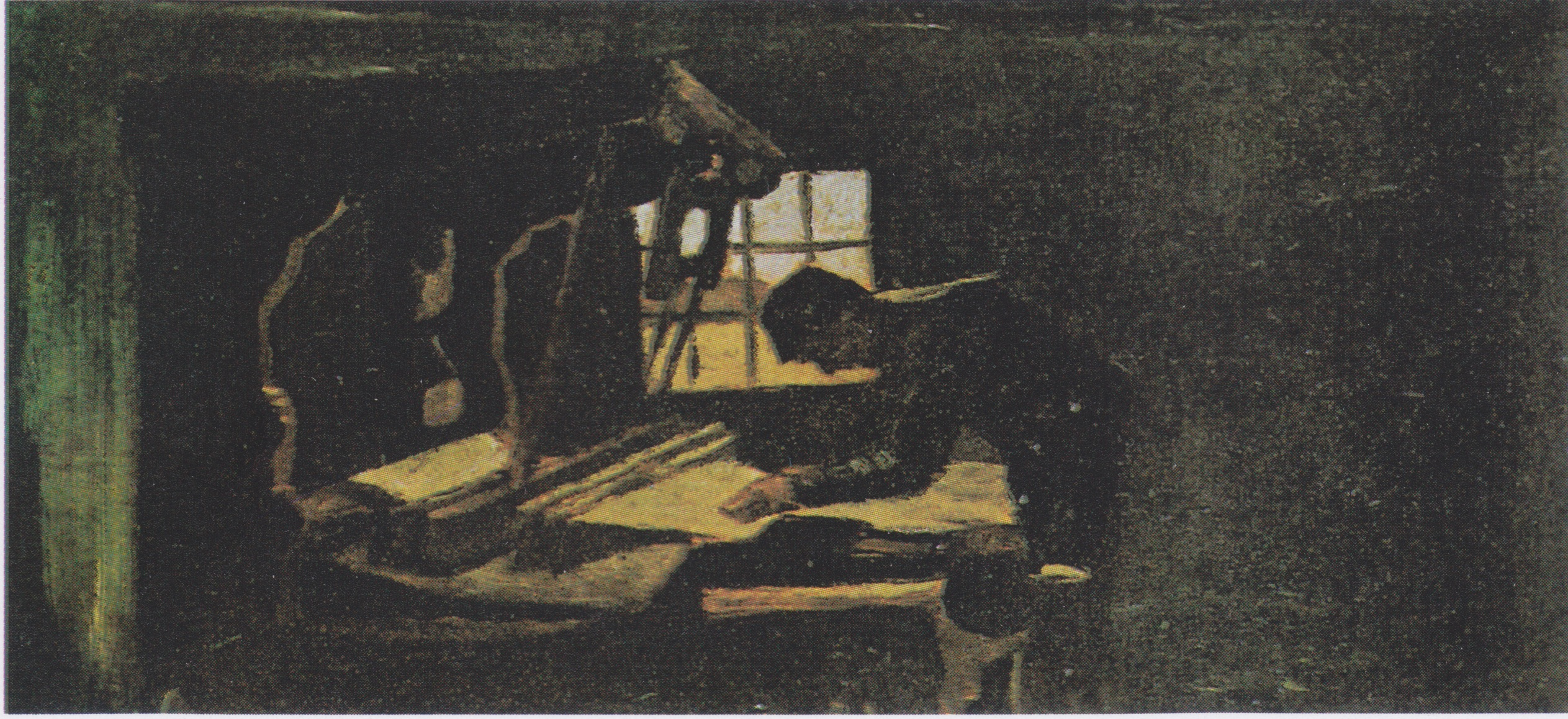
El tejedor delante del telar, 1884, colección privada (F32)
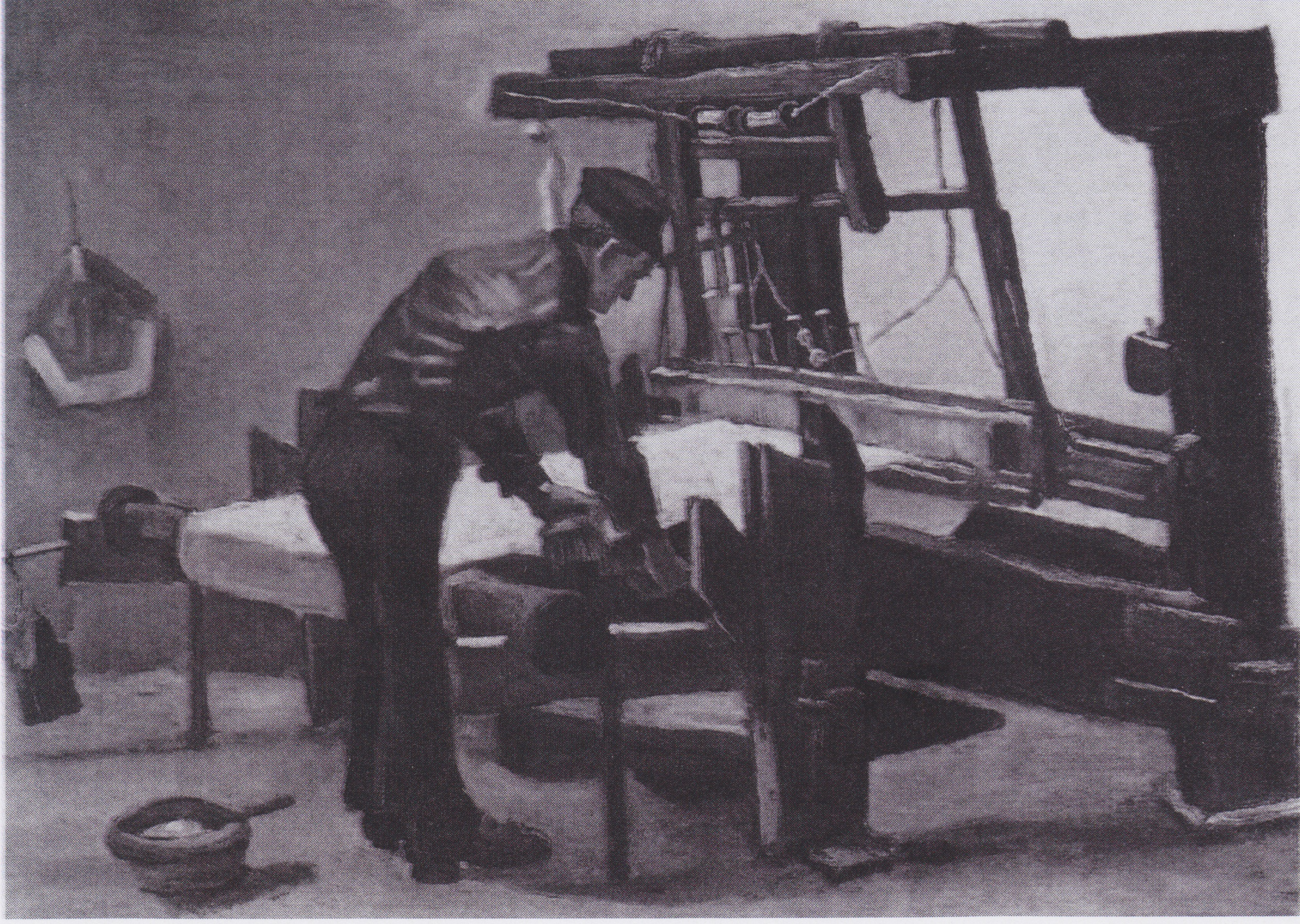
Tejedor de frente a la derecha también El tejedor delante del telar, 1884, colección privada (F33)
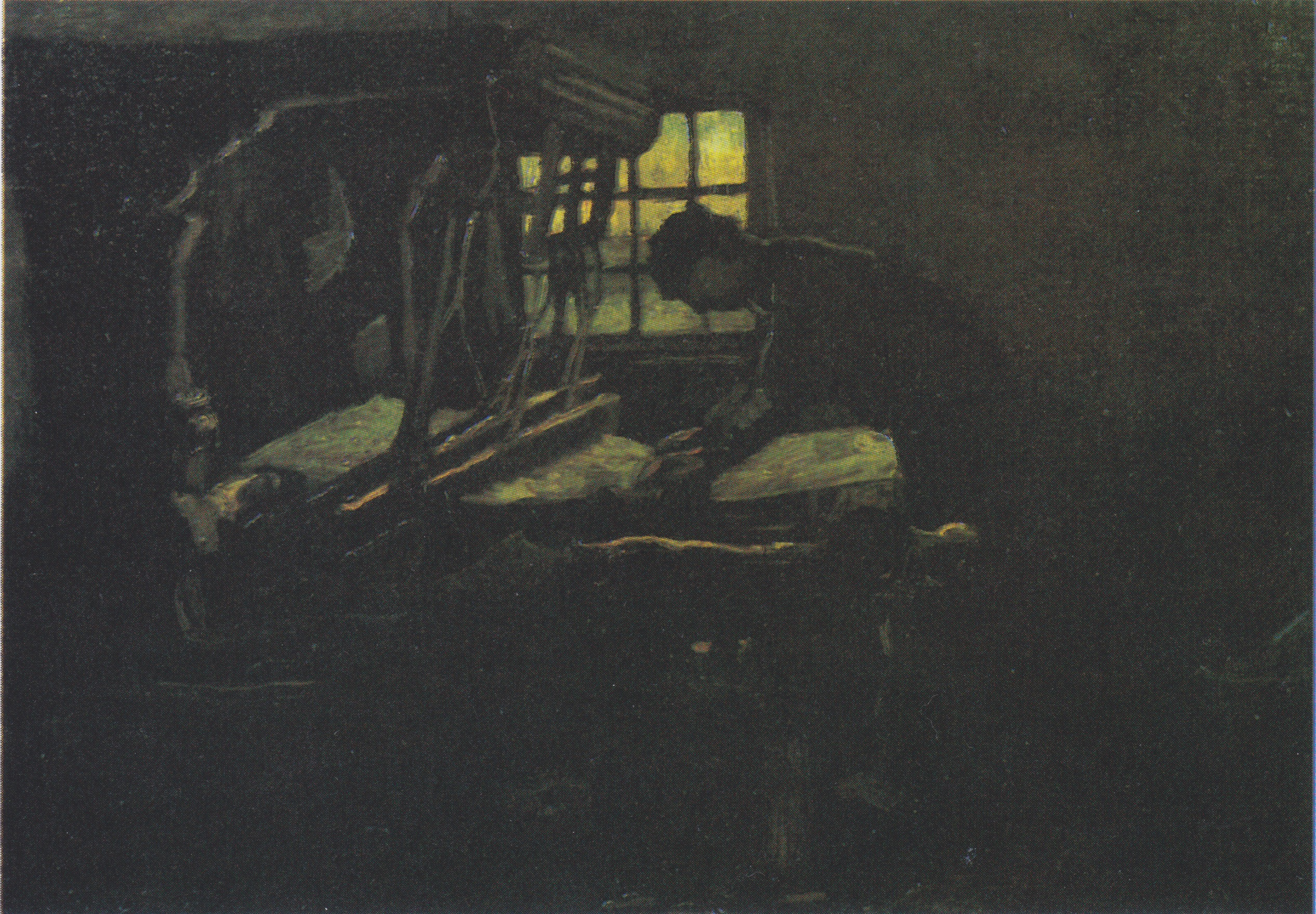
Telar con tejedor o también El tejedor arreglando hilos, 1884, Kröller-Müller Museum, Otterlo, Países Bajos (F35)
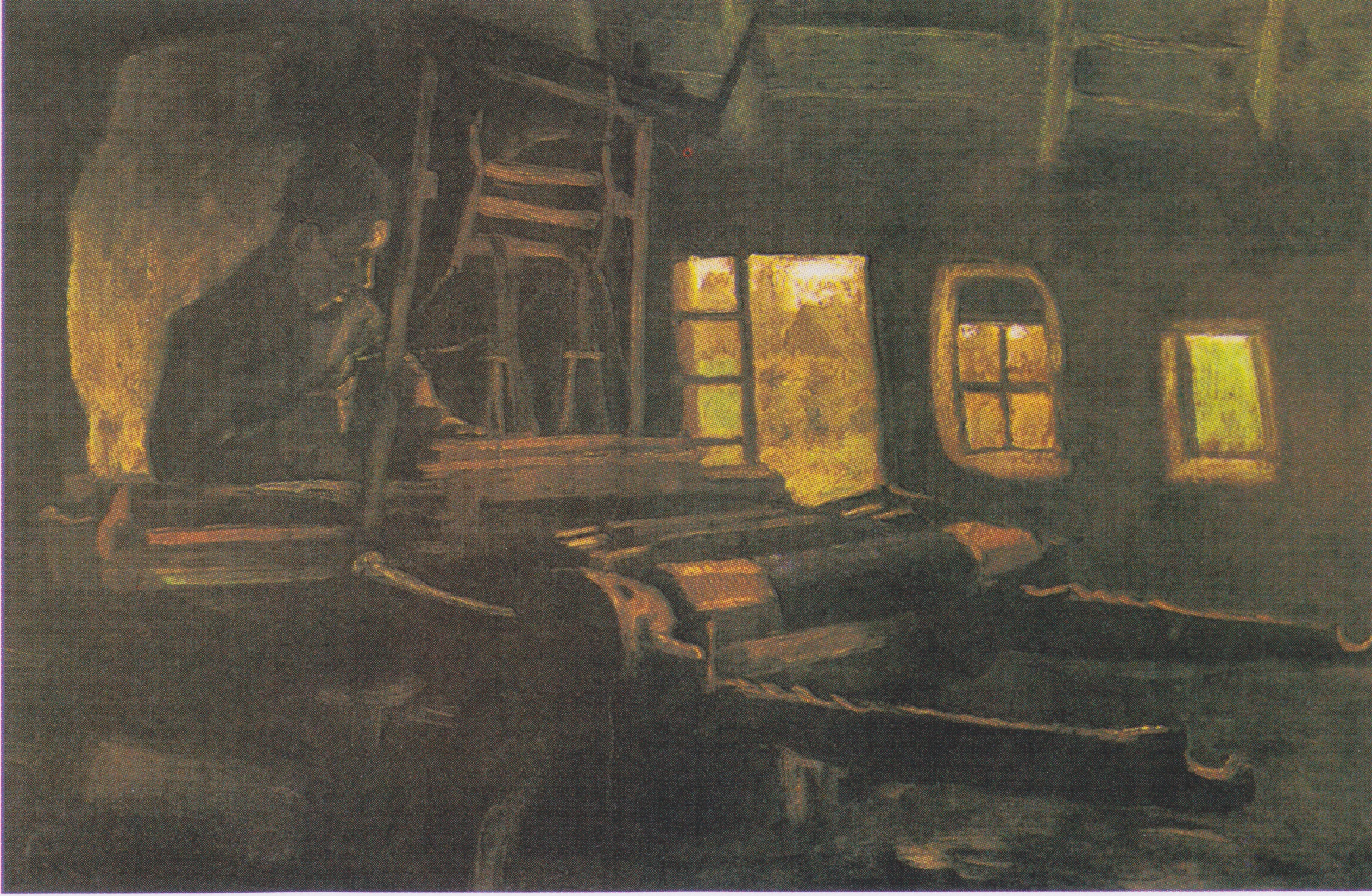
Telar con tejedor también Tejedor, interior con tres ventanas pequeñas, 1884, Kröller-Müller Museum, Otterlo, Netherlands (F37)
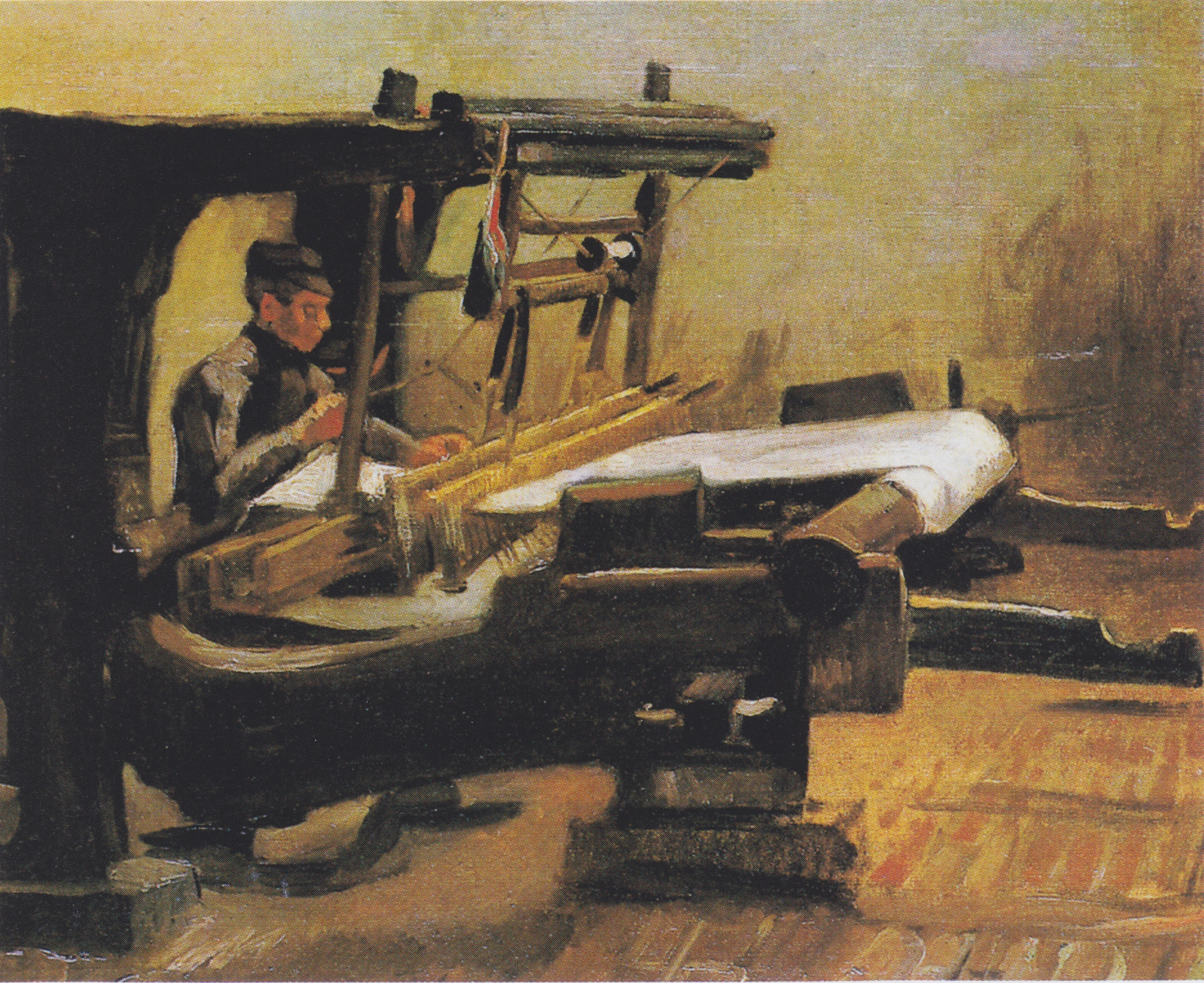
Tejedor de frente a la derecha (Media figura), 1884, colección privada (F162)
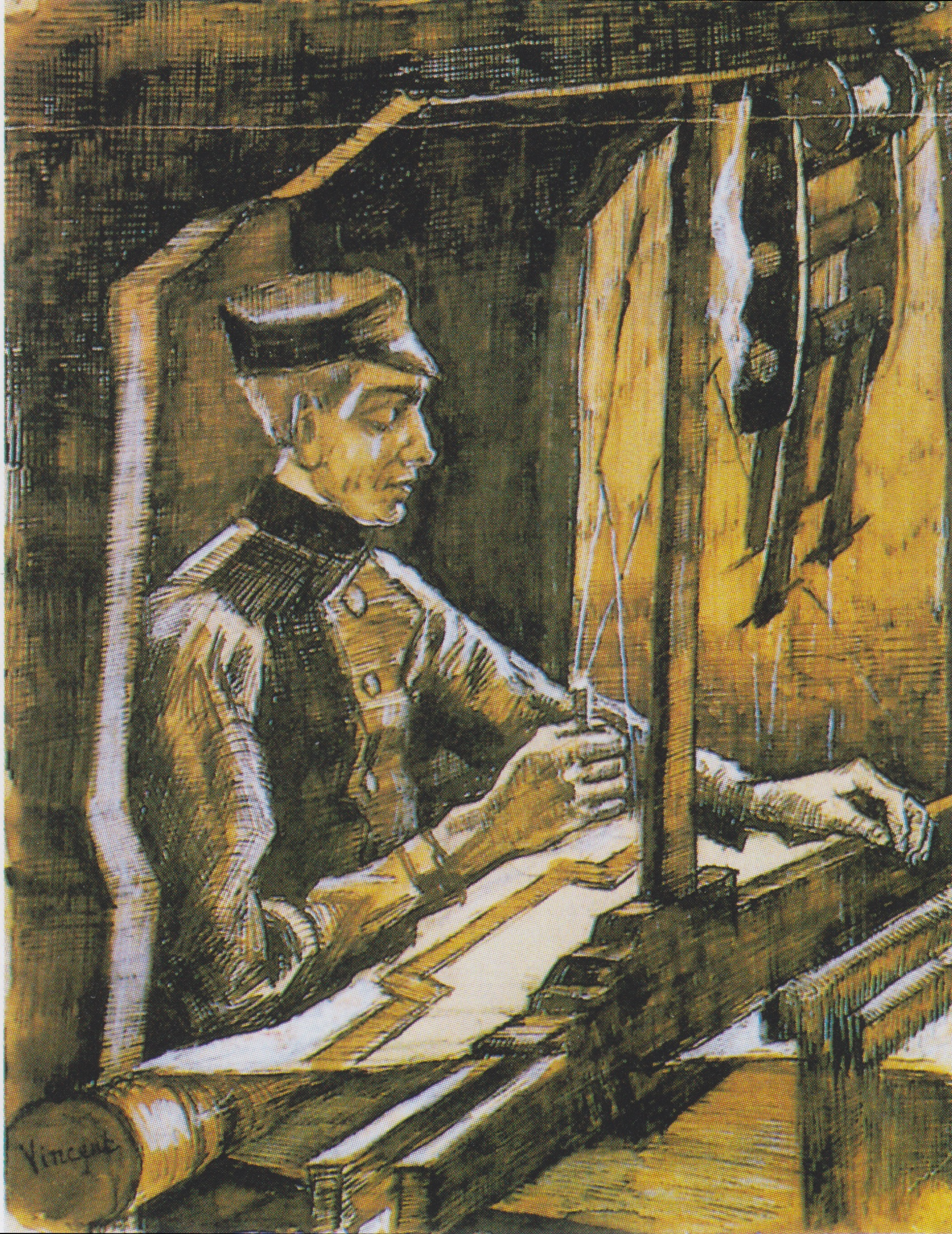
Telar Con tejedor también Tejedor en el telar, dibujo, 1884, Kröller-Müller Museum, Otterlo, Países Bajos (F1122)
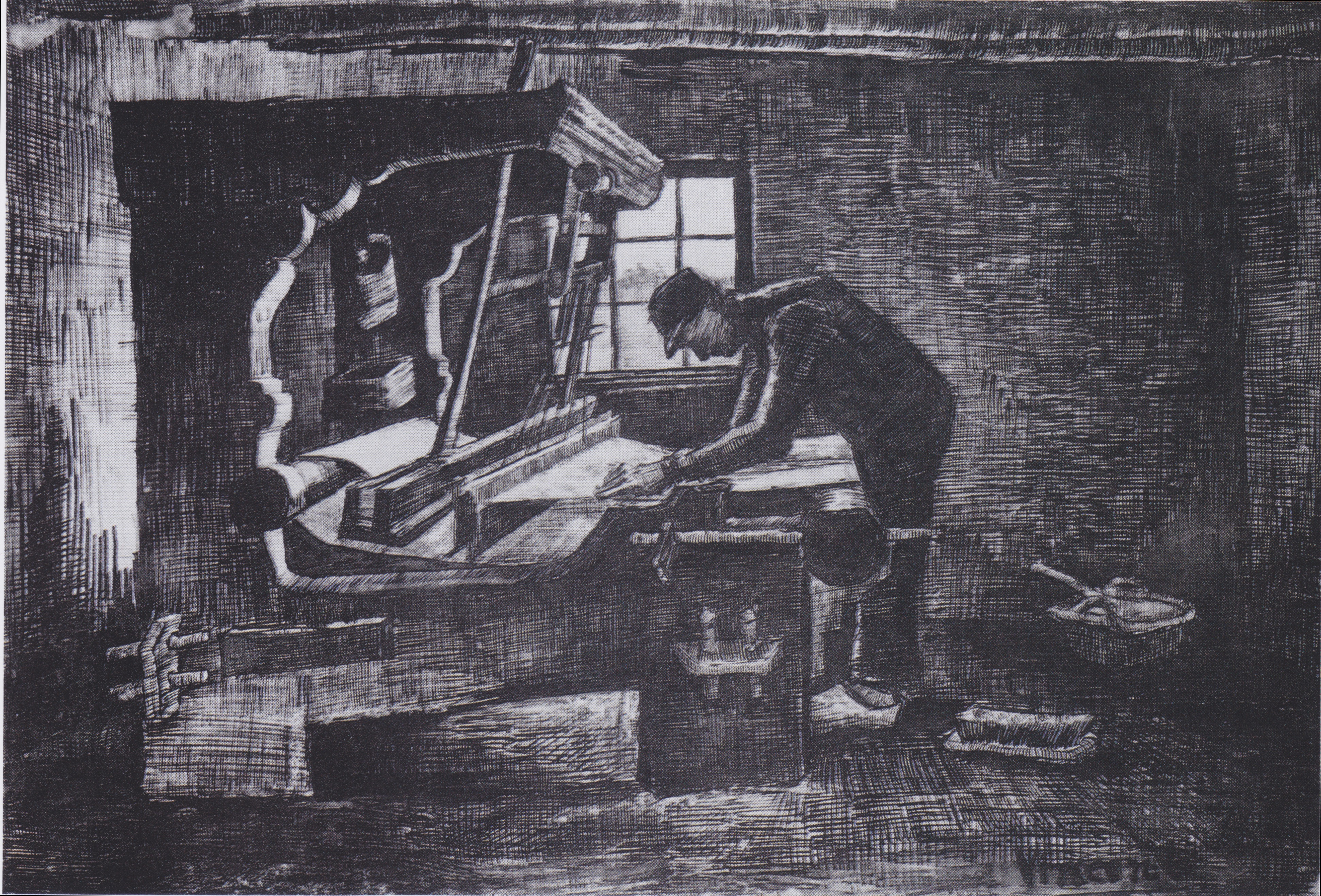
Tejedor en el telar, Lápiz, pluma y tinta, 1884, Kröller-Müller Museum, Otterlo (F1134)
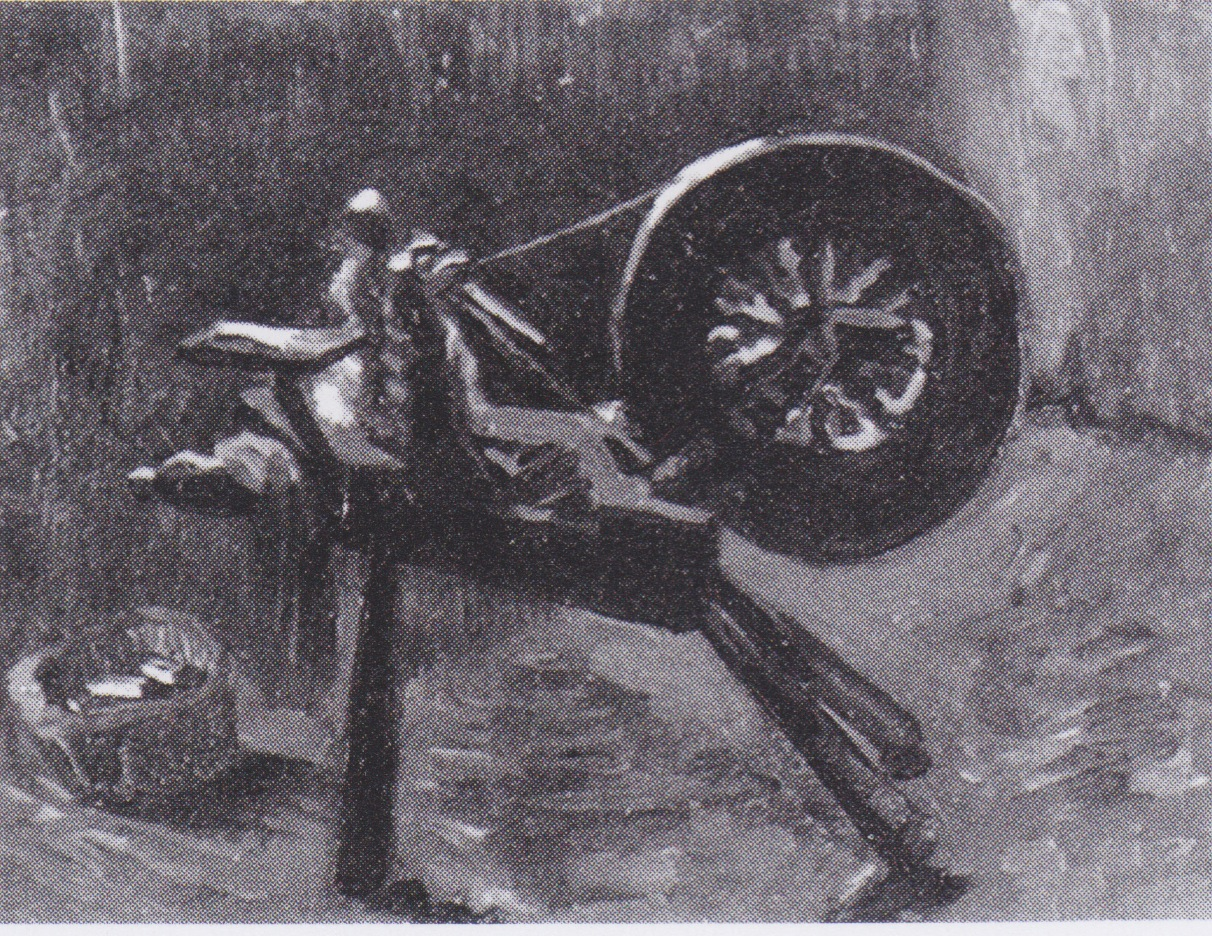
Rueca, 1885, Van Gogh Museum, Ámsterdam (F175)

## El hombre y la mujer trabajando juntos
Hombre y mujer campesinos plantando patatas (F129un) es una pintura de primavera de un hombre y su esposa trabajando juntos. Él gira la tierra con una pala y ella va plantando las semillas de patata. Las figuras se recortan contra el horizonte, simbolizando su conexión con la tierra. La pintura fue hecha en Nuenen, en la Provincia de Brabante Septentrional donde Van Gogh se había criado. Dos semanas después de completar esta pintura, Van Gogh terminó su pintura más conocida de esta época, Los comedores de patatas. Las patatas eran el elemento principal en la dieta de los campesinos pobres europeos, quienes apenas podían pagar el pan, y la carne era un lujo. La patata era una comida no apta para quienes podían proporcionarse mejores recursos en el siglo XIX. Thomas Carlyle, un filósofo escocés, consideraba a los campesinos “pobres comedores de raíces”. Van Gogh puede haberse inspirado en la descripción del biógrafo de Jean-François Millet, Alfred Sensier de La plantación de patatas: "uno de sus [de Millet] trabajos más hermosos" de un matrimonio "en una amplia llanura, en el borde de la cual hay un pueblo perdido en la atmósfera luminosa; el hombre abre la tierra y la mujer tira la semilla de patata."

El año anterior, Van Gogh pintó Plantación de patatas (F172) que muestra a un hombre abriendo el surco y la mujer dejando caer la semilla detrás.

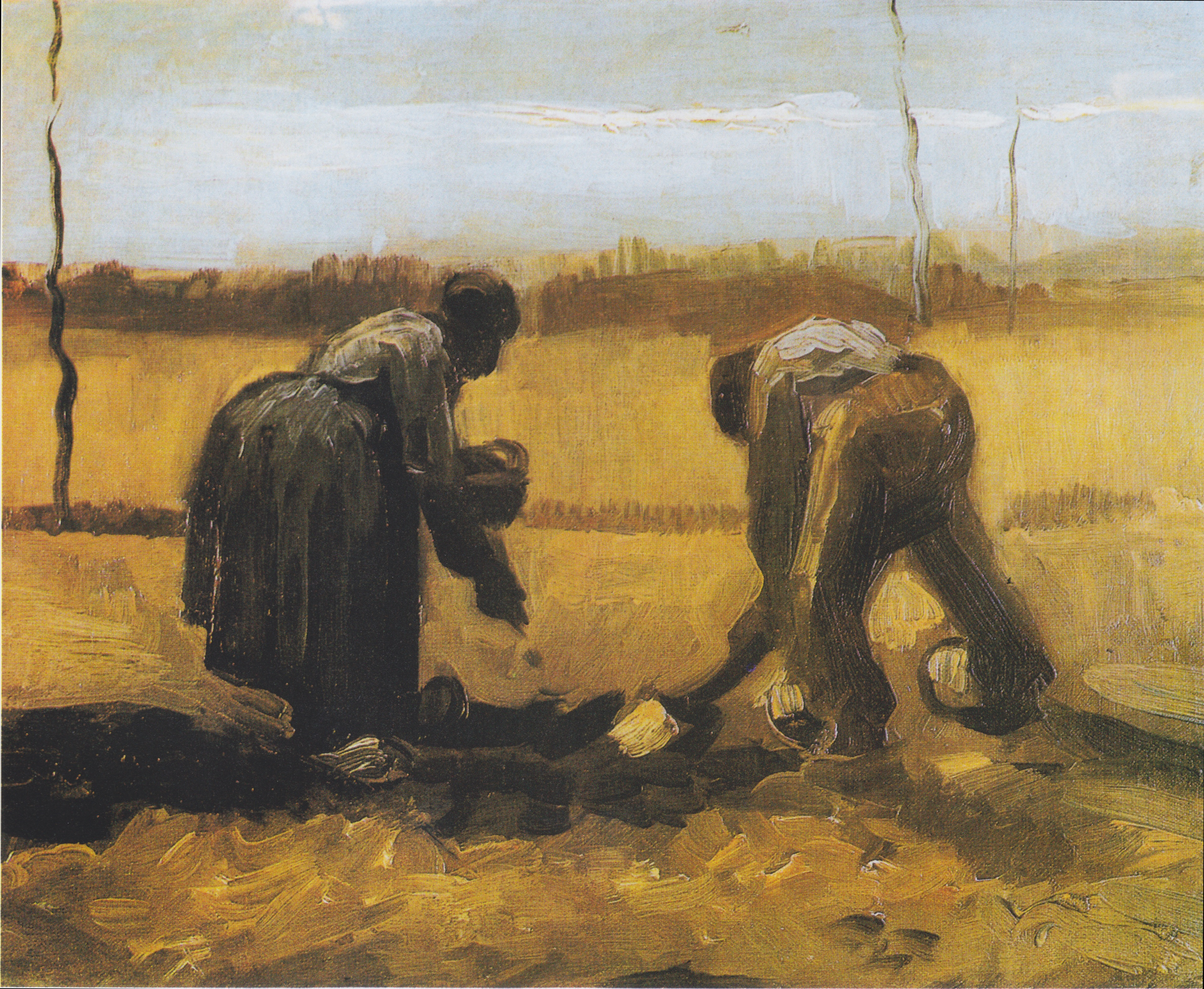
Campesino y campesina plantando patatas, 1885, Kunsthaus, Zürich (F129un)
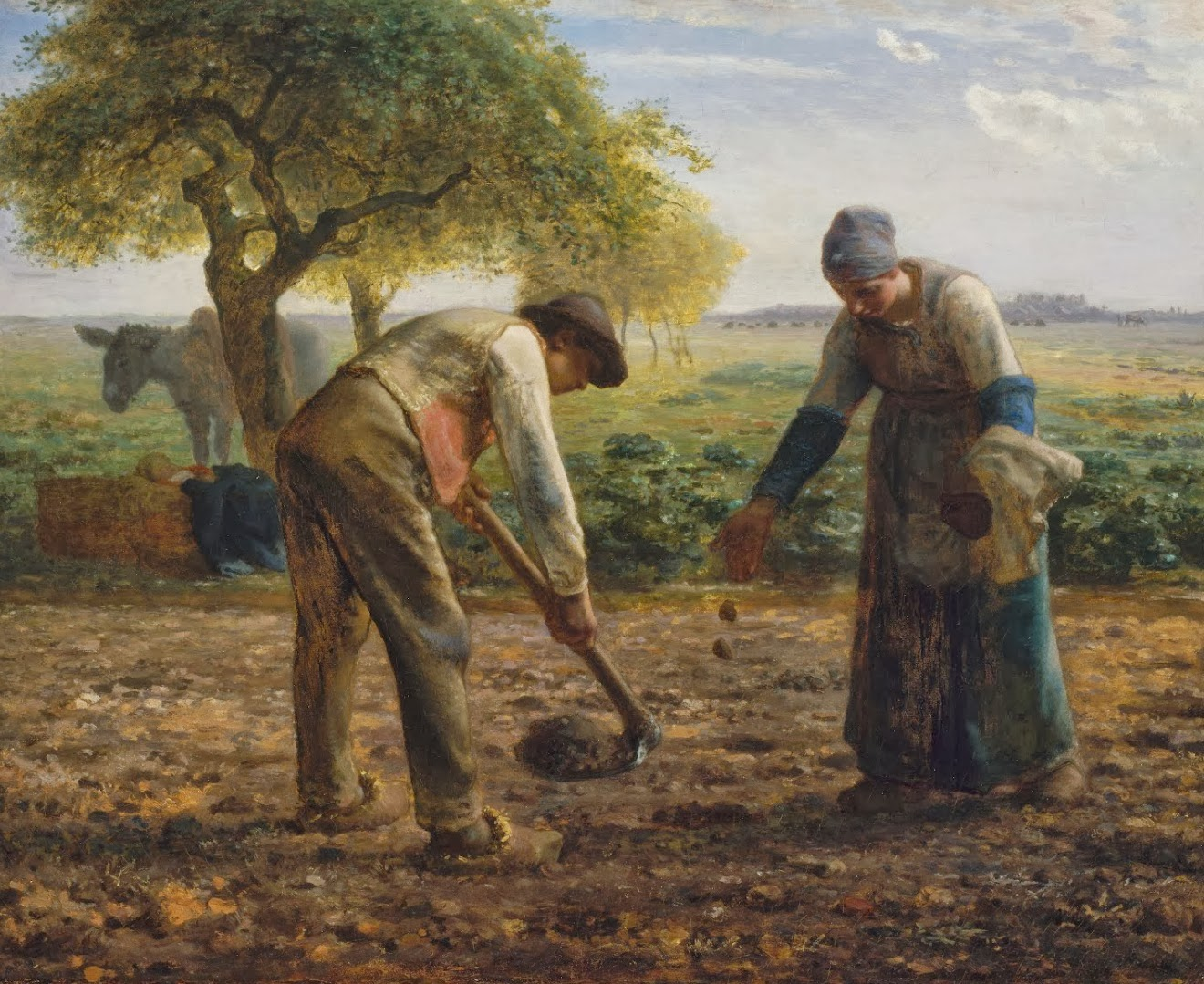
Ejemplo del trabajo de Jean-François Millet, La plantación de patatas, c. 1861
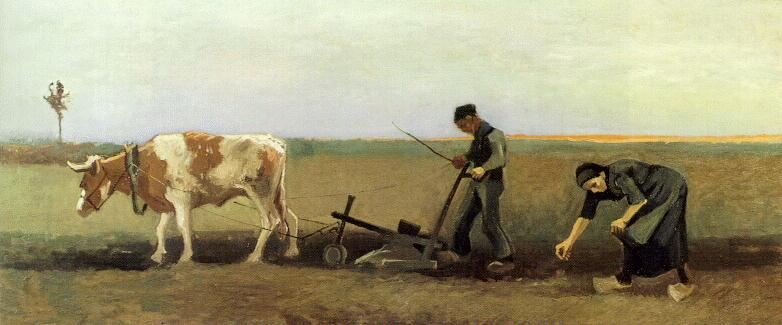
La plantación de patatas, 1884, Von der Heydt Museum, Wuppertal, Alemania (F172)

Otra ocupación en que un hombre y la mujer a menudo trabajaban juntos era el tejido. La mujer enrollaba los carretes mientras el hombre trabajaba en el telar creando metros de tejido. Las mujeres también ayudaban a los hombres en la pesca cosiendo sus redes. En el trabajo de granja, una mujer era particularmente importante, ayudando a plantar y cosechar. Hay muchas imágenes de mujeres que cavan patatas.

## Grupos de personas

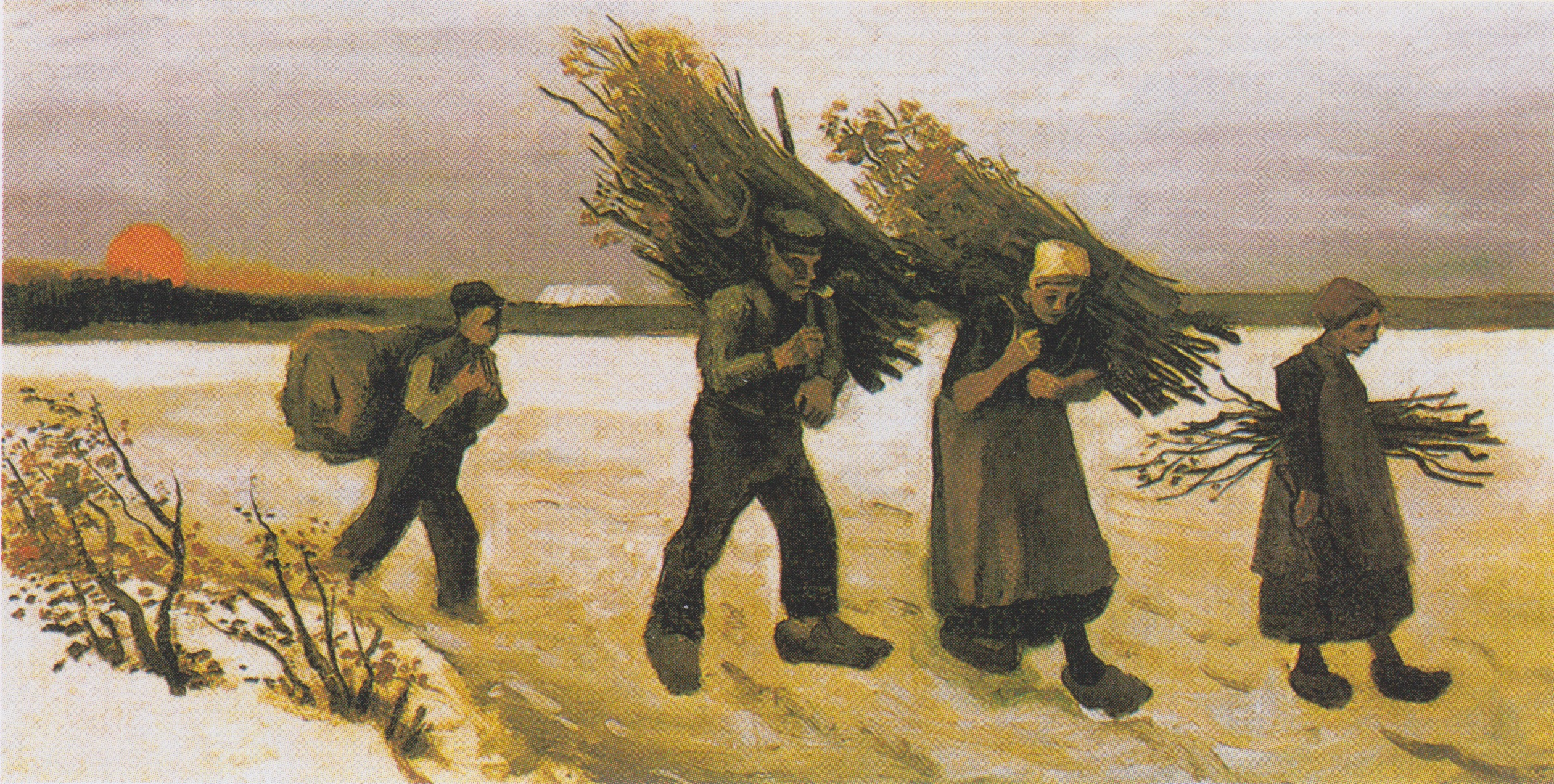
Recolectores de leña en la nieve, 1884, colección privada (F43)
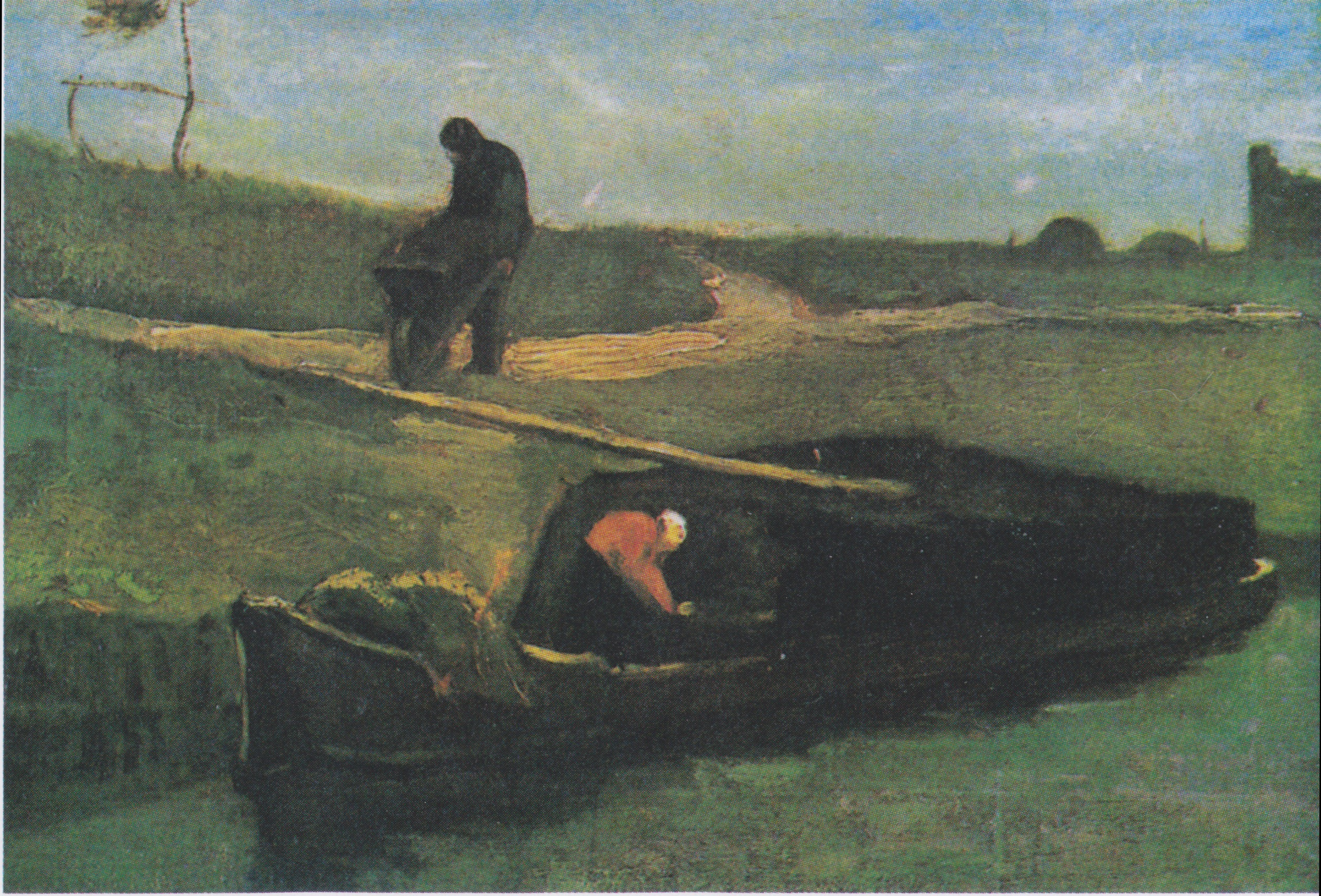
Turbera con dos figuras, 1883, Drents Museum, Assen, Países Bajos (F21)

### Reuniones

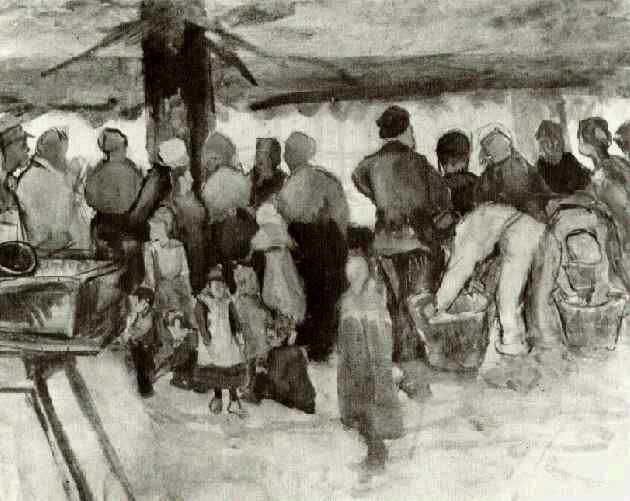
El mercado de patatas, acuarela, 1882, colección privada (F1091)
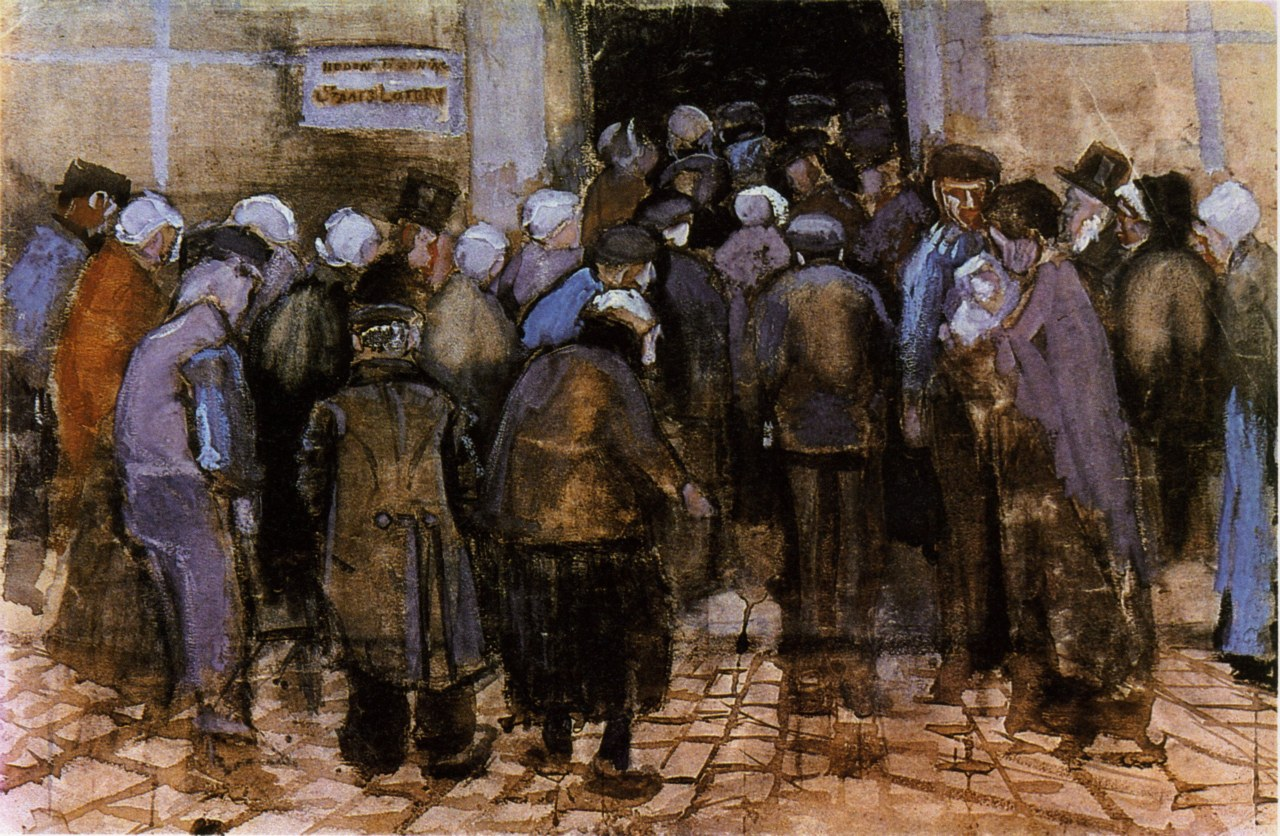
La lotería estatal también El Pobre y el Dinero, 1882, Van Gogh Museum, Ámsterdam (F970)
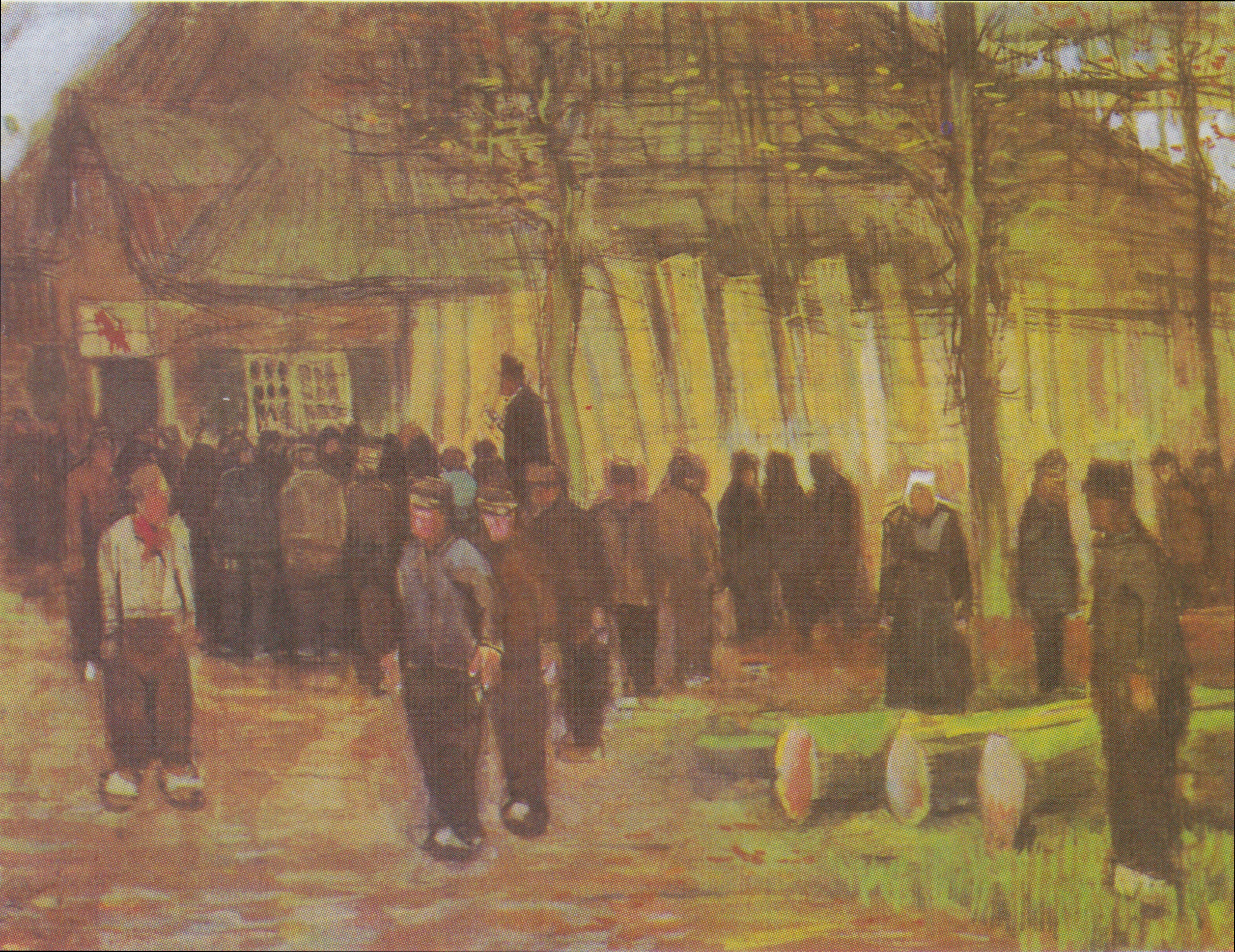
Una subasta de madera también Venta de madera, acuarela, 1883, Kröller-Müller Museum, Otterlo, Países Bajos (F1113)

### Trabajadores en el campo

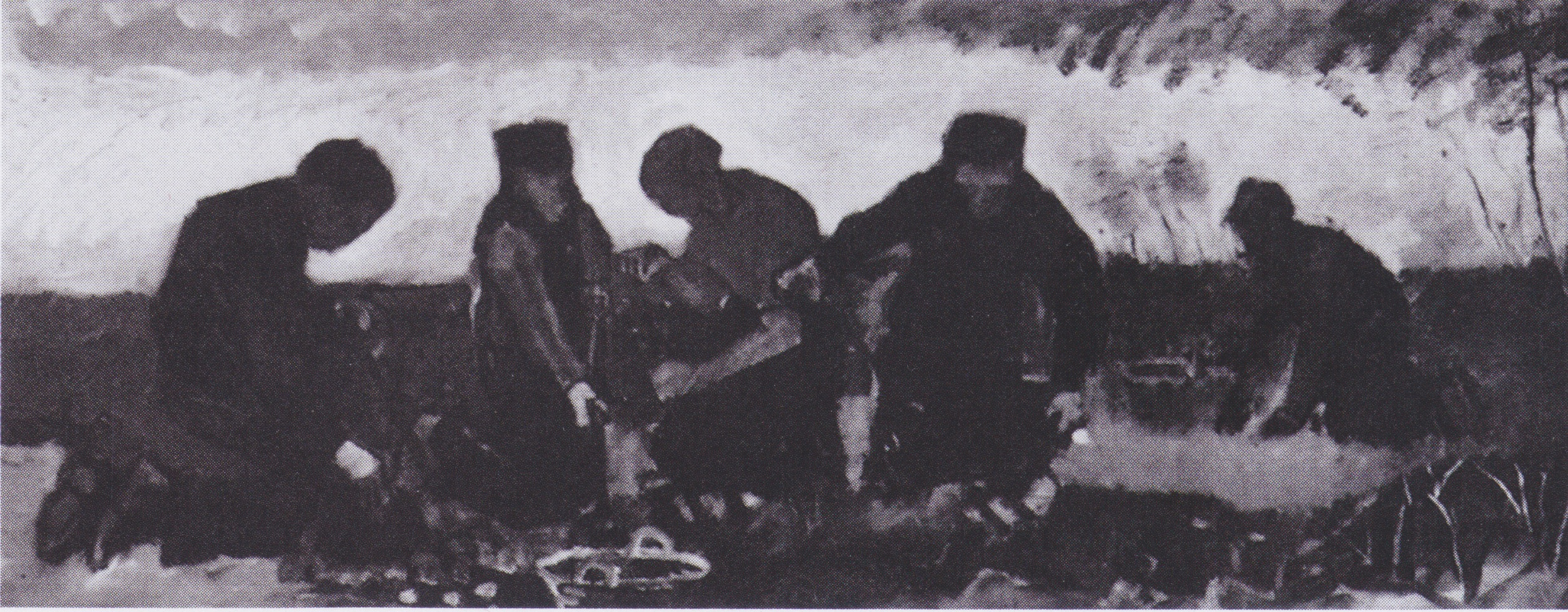
Cavadores de patatas (Cinco figuras), 1883, colección privada (F9)
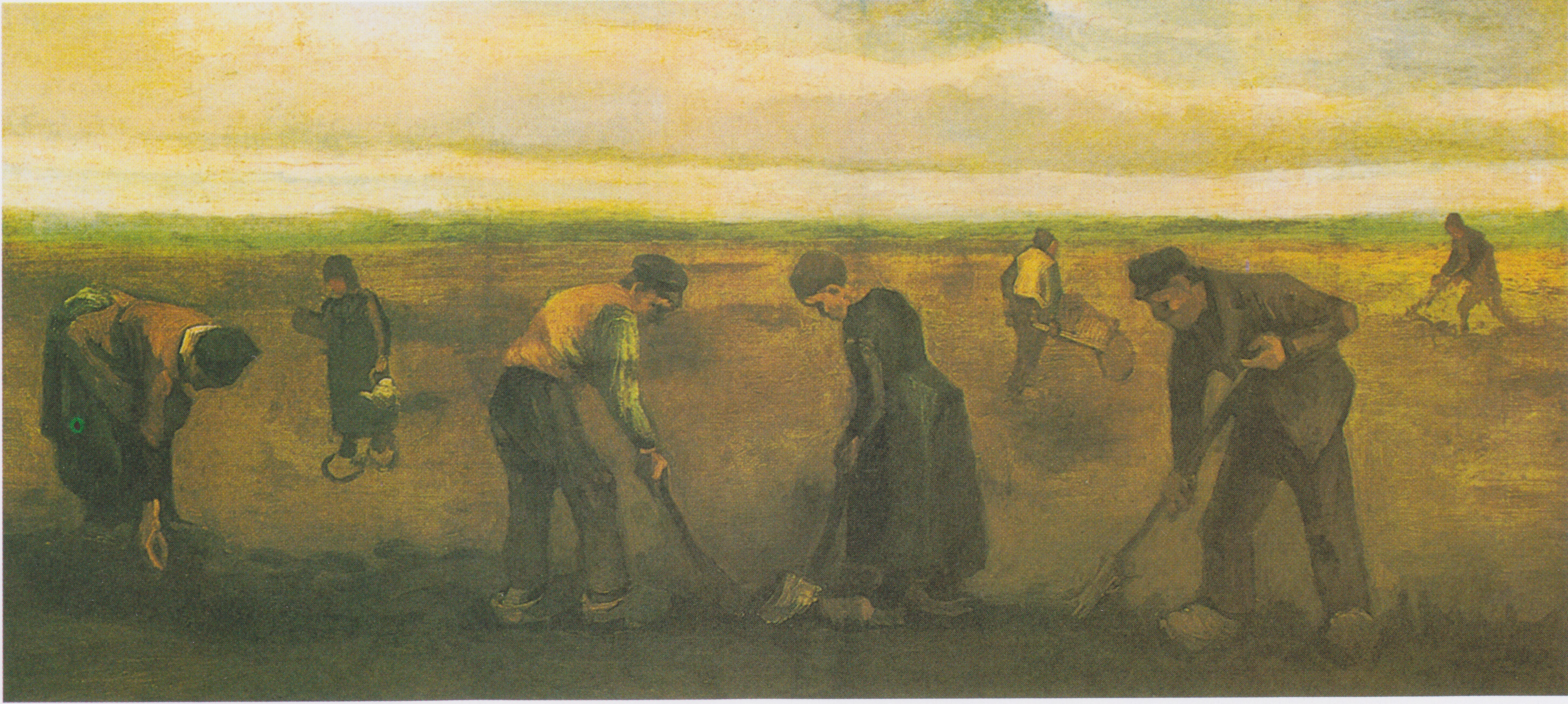
Los labradores plantando patatas 1884, Museo Kröller-Müller, Otterlo Países Bajos (F41)

### Los comedores de patatas

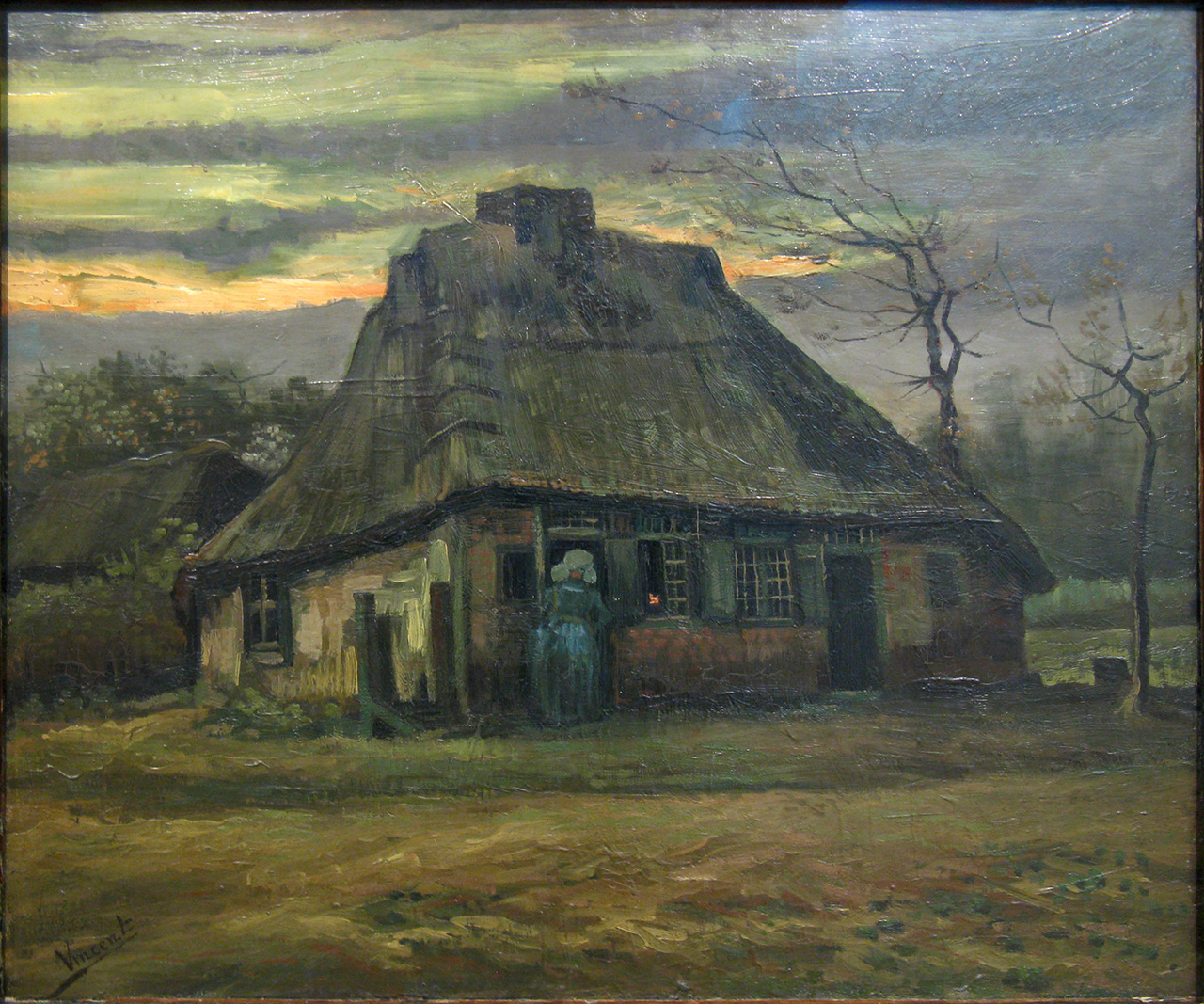
La cabaña, 1885, Museo Van Gogh, Ámsterdam (F83). La cabaña era la casa de dos familias, una de las cuales eran los De Groots que fueron plasmados en Los comedores de patatas

Los comedores de patatas (en holandés: De Aardappeleters) es una pintura de Van Gogh pintada en abril de 1885 mientras estaba en Nuenen, Países Bajos. Se exhibe en el Museo Van Gogh en Ámsterdam. La versión en el Museo Kröller-Müller en Otterlo es un boceto al óleo preliminar; también hizo una versión en litografía.

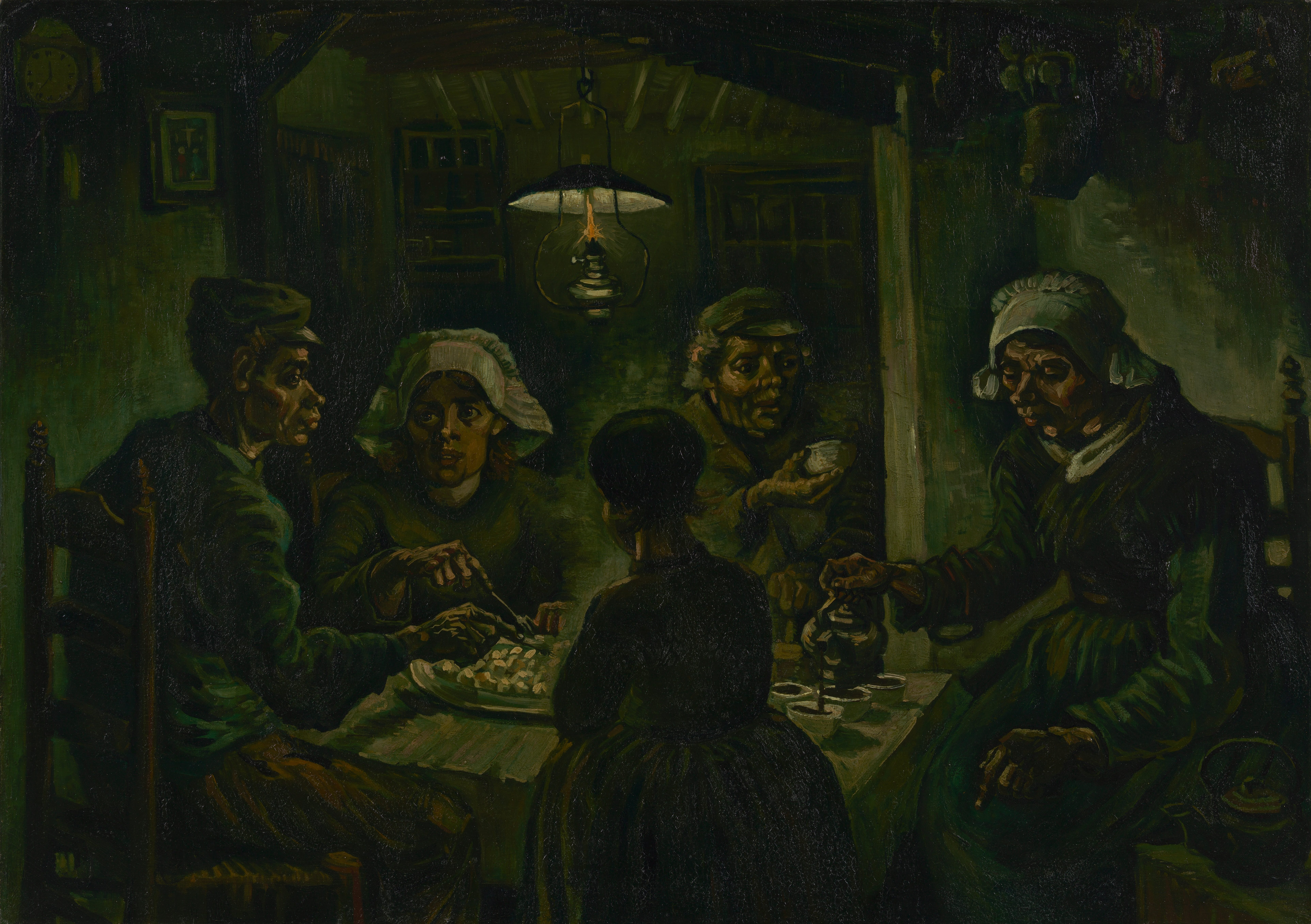
La comedores de patatas, 1885, Van Gogh Museum, Ámsterdam
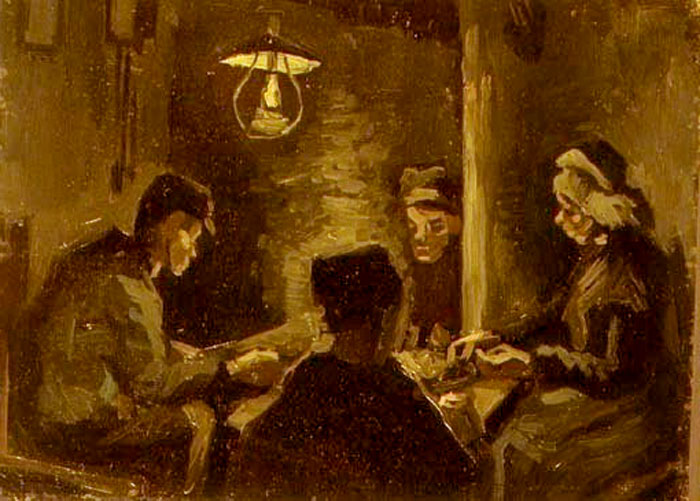
Estudio para Los comedores de patatas
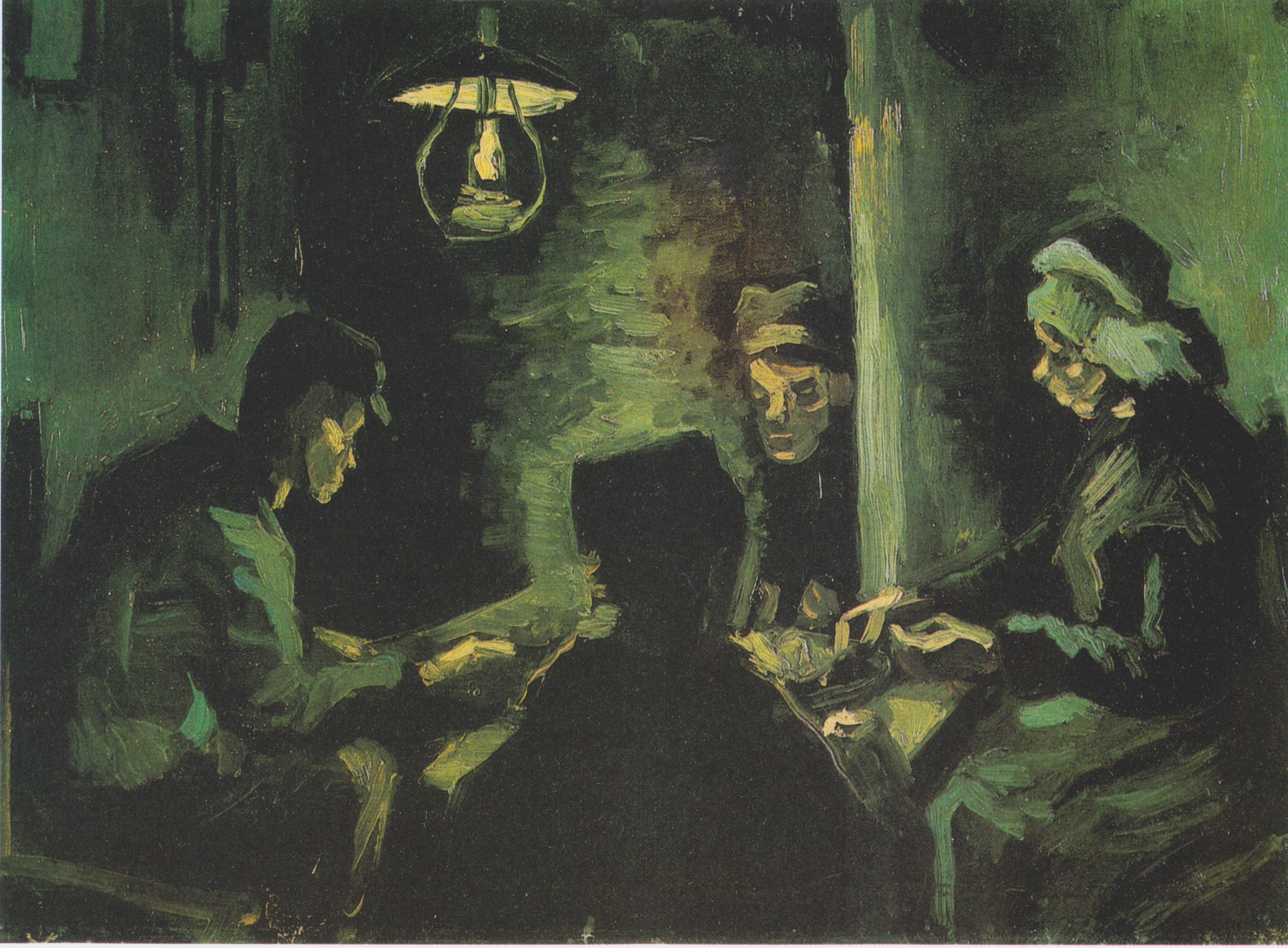
Estudio para Los comedores de patatas, 1885, colección privada (F77r)
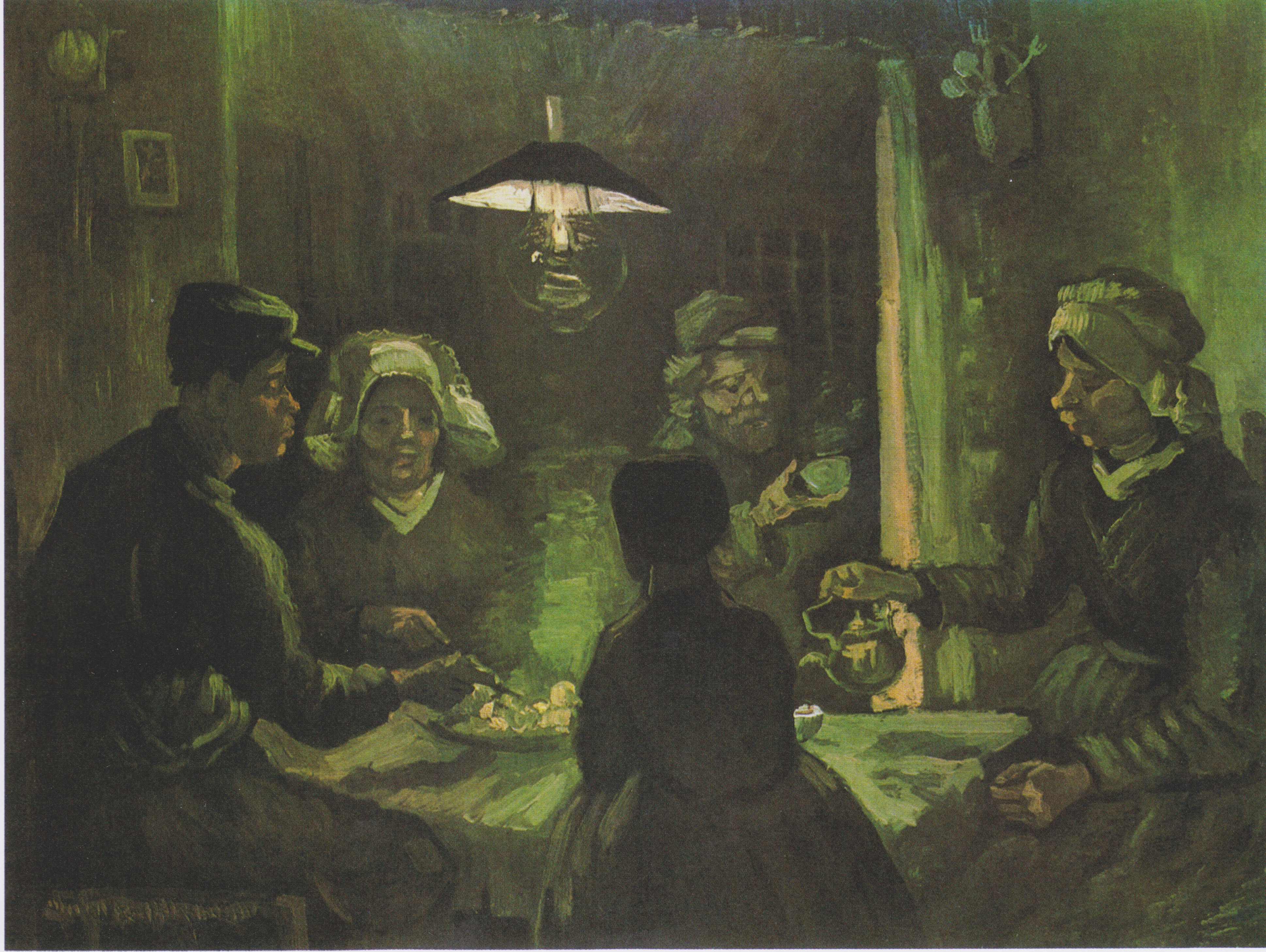
Estudio para Los comedores de patatas, 1885, Kröller-Müller Museum, Otterlo (F78)
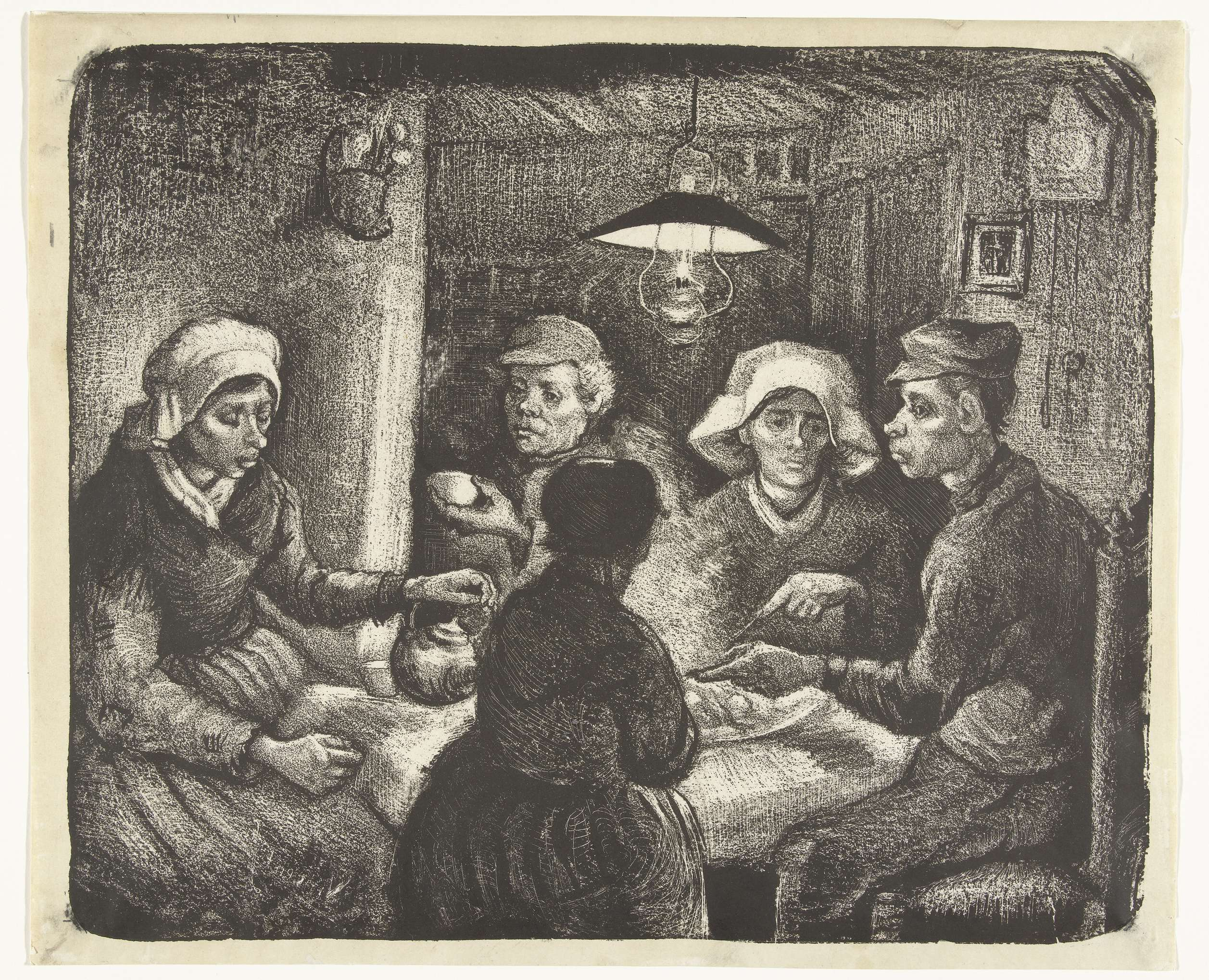
Los comedores de patatas, litografía (abril de 1885), imagen invertida, Museo Thyssen-Bornemisza, Madrid, España (F082)